# Războiul de Independență al Statelor Unite ale Americii
Războiul de Independență al Statelor Unite ale Americii (19 aprilie 1775 – 3 septembrie 1783), cunoscut și sub denumirea de Războiul Revoluționar American sau Războiul Revoluției Americane, a fost o mare conflagrație, eveniment central al Revoluției Americane. Considerat pe scară largă drept războiul care a asigurat independența Statelor Unite, el a izbucnit la 19 aprilie 1775, după care au urmat Rezoluția Lee⁠(d) din 2 iulie 1776 și Declarația de Independență din 4 iulie 1776. Patrioții⁠(d) americani au fost sprijiniți de Regatul Franței și, într-o măsură mai mică, de Regatul Spaniei⁠(d) și Republica Neerlandeză, într-un conflict care a avut loc în America de Nord, Caraibe și Oceanul Atlantic.
În război, forțele patrioților americani⁠(d) au fost sprijinite de Regatul Franței și, într-o măsură mai mică, de Regatul Spaniei⁠(d) și Republica Neerlandeză. Britanicii au fost sprijiniți de mercenari hessieni⁠(d) din Germania de astăzi. Conflictul a fost purtat în America de Nord, Caraibe și Oceanul Atlantic.
Înființate prin cartă regală⁠(d) în secolele al XVII-lea și al XVIII-lea, coloniile americane erau în mare parte autonome în afacerile interne și prospere din punct de vedere comercial, făcând comerț cu Marea Britanie și cu coloniile acesteia din Caraibe⁠(d), precum și cu alte puteri europene prin intermediul antrepozitelor⁠(d) acestora din Caraibe. După victoria britanică asupra francezilor în Războiul de Șapte Ani din 1763, au apărut tensiuni între metropolă și cele 13 colonii ale ei pe teme de comerț, politica din Teritoriul de Nord-Vest și măsurile fiscale, inclusiv Legea Timbrului și Legile Townshend⁠(d). Opoziția colonială a dus la masacrul de la Boston⁠(d) din 1770, care a promovat în mare măsură ideea independenței față de Marea Britanie. Deși măsurile fiscale anterioare au fost abrogate, Parlamentul a adoptat în 1773 Legea Ceaiului⁠(d), măsură care a dus la Partida de Ceai de la Boston din 16 decembrie. Ca răspuns, Parlamentul a impus așa-numitele Legi Intolerabile⁠(d) la mijlocul anului 1774, închizând portul Boston⁠(d), revocând carta coloniei Massachusetts și punând colonia sub controlul direct al guvernului britanic.
Măsurile au stârnit tulburări în toate coloniile, dintre care 12 au trimis delegați la Philadelphia la începutul lui septembrie 1774 pentru a organiza un protest sub forma Primului Congres Continental. Într-un apel adresat regelui George al III-lea al Marii Britanii în căutarea păcii, Congresul a întocmit o petiție adresată regelui⁠(d), dar a amenințat și cu boicotul mărfurilor britanice prin acordul denumit Asociația Continentală⁠(d), în cazul în care Legile Intolerabile nu erau retrase. În ciuda încercărilor de a ajunge la o soluție pașnică, după masacrul de la Westminster⁠(d) din martie, luptele au început cu bătălia de la Lexington din 19 aprilie 1775, iar în iunie Congresul a autorizat crearea unei Armate Continentale sub comanda lui George Washington. Deși „politica de constrângere” susținută de guvernul North⁠(d) a întâmpinat opoziție din partea unei facțiuni⁠(d) din Parlament, ambele părți au considerat din ce în ce mai mult că conflictul este inevitabil. Petiția Ramurii de Măslin⁠(d) trimisă de Congres lui George al III-lea în iulie 1775 a fost respinsă, iar în august Parlamentul a declarat coloniile în stare de rebeliune⁠(d).
După pierderea Bostonului⁠(d) în martie 1776, Sir William Howe⁠(d), noul comandant suprem britanic, a lansat campania din New York și New Jersey⁠(d). El a cucerit New York City în noiembrie, înainte ca Washington să obțină victorii mici, dar semnificative la Trenton⁠(d) și Princeton, care au redat încrederea patrioților. În vara anului 1777, Howe a reușit să cucerească Philadelphia⁠(d), dar în octombrie o forță separată sub comanda lui John Burgoyne a fost forțată să se predea la Saratoga. Această victorie a fost crucială în a convinge puteri precum Franța și Spania că Statele Unite ale Americii independente sunt o entitate viabilă. Armata Continentală a intrat apoi la iernat în Valley Forge⁠(d), unde generalul von Steuben⁠(d) a condus un proces de instruire care a transformat-o într-o unitate de luptă organizată.
Franța a oferit SUA sprijin economic și militar informal încă de la începutul rebeliunii, iar după Saratoga cele două țări au semnat un acord comercial⁠(d) și un Tratat de Alianță⁠(d) în februarie 1778. În schimbul unei garanții a independenței, Congresul s-a alăturat Franței în războiul său global cu Marea Britanie⁠(d) și a acceptat să apere Indiile de Vest franceze⁠(d). De asemenea, Spania s-a aliat cu Franța împotriva Marii Britanii prin tratatul de la Aranjuez (1779)⁠(d), deși nu s-a aliat oficial și cu americanii. Cu toate acestea, accesul la porturile din Louisiana spaniolă⁠(d) le-a permis patrioților să importe arme și provizii, în timp ce campania spaniolă de pe coasta Golfului⁠(d) a privat Marina Regală Britanică de baze importante din sud.
Toate acestea au subminat strategia din 1778 concepută de înlocuitorul lui Howe, Sir Henry Clinton⁠(d), care a adus războiul în Sudul Statelor Unite. În ciuda succesului inițial, până în septembrie 1781, Cornwallis⁠(d) a fost asediat de o forță franco-americană în Yorktown⁠(d). După ce încercarea de a reaproviziona garnizoana a eșuat⁠(d), Cornwallis a capitulat în octombrie. Deși războaiele britanicilor cu Franța și Spania au continuat încă doi ani, forțele Marii Britanii din America au fost în general limitate la mai multe porturi și forturi din vest, în timp ce luptele în America de Nord au încetat în mare măsură. În aprilie 1782, guvernul North a fost înlocuit cu un nou guvern britanic⁠(d) care a acceptat independența coloniilor americane și a început să negocieze tratatul de la Paris. Odată cu ratificarea tratatului la 3 septembrie 1783, Marea Britanie a acceptat independența coloniilor, iar războiul s-a încheiat oficial. Tratatele de la Versailles⁠(d) au rezolvat conflictele Marii Britanii cu Franța⁠(d) și Spania⁠(d).

## Preludiul Revoluției

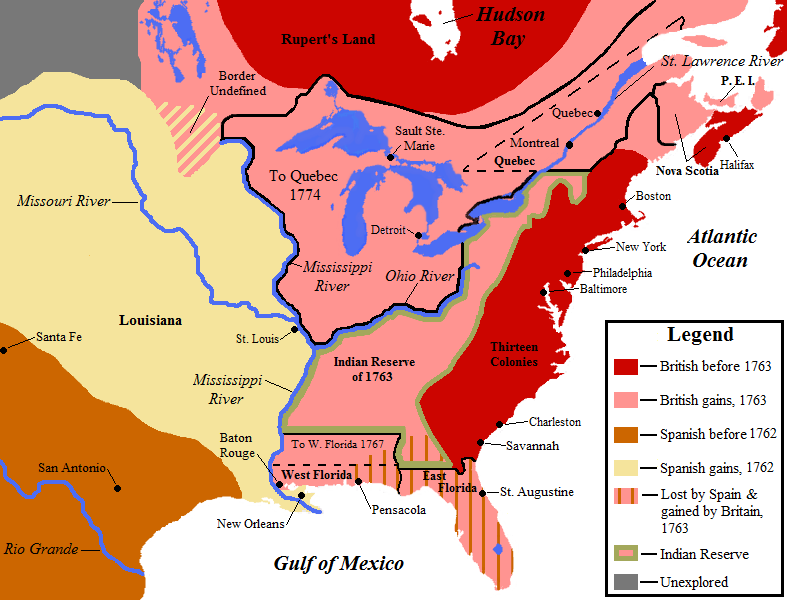
Hartă a câștigurilor teritoriale ale Marii Britanii și Spaniei în urma Războiului Francez și Indian cu teritorii deținute de britanici înainte de 1763 (roșu), teritorii obținute de Marea Britanie în 1763 (roz), și teritorii cedate în secret în 1762 (galben deschis).

Războiul Francez și Indian, parte a conflictului global mai larg cunoscut sub numele de Războiul de Șapte Ani, s-a încheiat cu pacea de la Paris din 1763, prin care Franța a renunțat la posesiunile sale din Noua Franță. Dobândirea teritoriilor Canadei Atlantice⁠(d) și Floridei de Vest, locuite în mare parte de catolici vorbitori de limbă franceză sau spaniolă, a determinat autoritățile britanice să-și consolideze stăpânirea populându-le cu coloniști vorbitori de limbă engleză. Prevenirea conflictelor dintre coloniști și triburile băștinașe americane de la vest de Munții Apalași puteau și ele să reducă costul unei ocupații militare costisitoare.
Linia Proclamației din 1763⁠(d) a fost concepută pentru a atinge aceste obiective prin reorientarea expansiunii coloniale spre nord în Nova Scotia și spre sud în Florida, cu fluviul Mississippi ca linie de despărțire între posesiunile britanice și cele spaniole din America. Colonizările dincolo de limitele din 1763 au fost strict restricționate, în timp ce revendicările coloniilor individuale la vest de această linie au fost anulate, în special ale Virginiei și Massachusettsului, care pretindeau că granițele lor se extind de la Atlantic la Pacific.
În cele din urmă, vastul schimb de teritorii a destabilizat alianțele existente și rețelele comerciale dintre coloniști și băștinașii americani din vest, și invadarea dincolo de Linia Proclamației s-a dovedit imposibil de prevenit. Cu excepția Virginiei și a altora care fuseseră „private” de drepturile lor în ținuturile vestice, legislativele coloniale⁠(d) erau în general de acord asupra principiului unor granițe, dar nu erau de acord cu privire la locul unde ar fi ele fixate, în timp ce mulți coloniști erau deranjați de restricții. Deoarece punerea în aplicare necesita garnizoane permanente de-a lungul frontierei, s-au ivit dispute din ce în ce mai acerbe cu privire la cine ar trebui să plătească pentru ele.

### Fiscalitatea și legislația
Deși administrate direct de Coroană, prin intermediul unui guvernator local, deciziile cu privire la treburile cotidiene ale coloniilor erau în mare parte luate de proprietari de pământuri autohtoni. Afacerile externe erau gestionate de Londra, dar la nivel local a fost formată o miliție⁠(d) colonială. Odată cu sfârșitul amenințării franceze în 1763, elitele din colonii se așteptau la reducerea taxelor, nu la creșterea lor. Pe de altă parte, datoriile uriașe generate de Războiul de Șapte Ani și solicitările contribuabililor britanici pentru reducerea cheltuielilor guvernamentale au făcut ca Parlamentul să se aștepte ca coloniile să își finanțeze propria apărare.
Guvernul Grenville⁠(d) (1763–1765) a instruit Marina Regală să oprească comerțul cu mărfuri de contrabandă și să colecteze taxele vamale ce trebuiau percepute în porturile americane. Cea mai importantă taxă era cea impusă prin Legea Melasei din 1733; de obicei ignorată înainte de 1763, ea avea un impact economic semnificativ, deoarece 85% din exporturile de rom din New England erau fabricate din melasă de import. Aceste măsuri au fost urmate de Legea Zahărului⁠(d) și Legea Timbrului⁠(d), care impuneau taxe suplimentare asupra coloniilor în scopul finanțării apărării frontierei din vest. În iulie 1765, Partidul Whig⁠(d) a format primul guvern Rockingham⁠(d), care a abrogat Legea Timbrului și a redus impozitul pe melasa de import pentru a sprijini economia New Englandului, dar a reafirmat autoritatea parlamentară prin Legea Declarativă.
Aceasta nu a ajutat prea mult la a pune capăt nemulțumirilor; în 1768, a izbucnit o revoltă în Boston când autoritățile au confiscat sloopul Liberty⁠(d), suspectat de contrabandă. Tensiunile au crescut și mai mult în martie 1770, când trupele britanice au tras asupra civililor care aruncau pietre, ucigând cinci persoane în ceea ce a rămas în istorie ca masacrul de la Boston⁠(d). Masacrul a coincis cu abrogarea parțială a legilor Townshend⁠(d) de către guvernul North⁠(d) de orientare Tory, care a ajuns la putere în ianuarie 1770 și a rămas în funcție până în 1781. North a insistat să păstreze taxele pe ceai pentru a consacra dreptul Parlamentului de a impozita coloniile; suma era modică, dar ignora faptul că americanilor li se părea inacceptabil principiul în sine.
Tensiunile au escaladat în urma distrugerii unui vas vamal în Afacerea Gaspee⁠(d) din iunie 1772, apoi au ajuns la apogeu în 1773. O criză bancară⁠(d) a fost aproape să ducă la prăbușirea Companiei Indiilor Orientale, care domina economia britanică; pentru a o susține, Parlamentul a adoptat Legea Ceaiului, prin care și-a asumat monopolul comercial în cele treisprezece colonii. Întrucât cea mai mare parte a ceaiului american fusese introdus ilegal de olandezi, acestei legi i se opuneau cei care gestionau comerțul ilegal, dar era văzută și ca o nouă tentativă de a impune principiul impozitării de către Parlament. În decembrie 1773, un grup numit Fiii Libertății, deghizați în amerindieni Mohawk, au aruncat 342 de lăzi cu ceai în portul Boston, eveniment cunoscut mai târziu sub numele de partida de ceai de la Boston. Parlamentul a răspuns adoptând așa-numitele Legi Intolerabile⁠(d), care vizau anume colonia Massachusetts, deși mulți coloniști și membri ai opoziției Whig le considerau o amenințare la adresa libertății în general. Acestea au dus la creșterea simpatiei pentru cauza patrioților la nivel local, dar și în Parlament și în presa londoneză.

### Ruptura față de coroana britanică
Pe parcursul secolului al XVIII-lea, camerele inferioare alese⁠(d) ale legislativelor coloniale au obținut din ce în ce mai multe din prerogativele guvernatorilor regali. Dominate de proprietari de pământ și negustori mai mici, aceste adunări au înființat acum legislative provinciale ad-hoc, numite fie congrese, fie convenții ori conferințe, care au înlocuit efectiv orice control regal. Cu excepția Georgiei, douăsprezece colonii au trimis reprezentanți la Primul Congres Continental pentru a conveni asupra unui răspuns unitar la criză. Mulți dintre delegați s-au temut că un boicot total ar duce la război și au trimis o petiție regelui⁠(d) prin care cereau abrogarea Legilor Intolerabile. Cu toate acestea, după unele dezbateri, pe 17 septembrie 1774, Congresul a aprobat Hotărârile Suffolk⁠(d) din Massachusetts și pe 20 octombrie a adoptat Asocierea Continentală; pe baza unui proiect pregătit de Prima Convenție din Virginia din august, aceasta a instituit sancțiuni economice⁠(d) împotriva Marii Britanii.

Deși îi refuza autoritatea asupra afacerilor interne americane, o facțiune condusă de James Duane⁠(d) și viitorul loialist Joseph Galloway⁠(d) a insistat ca Congresul să recunoască dreptul Parlamentului de a reglementa comerțul colonial. Așteptând concesii din partea administrației North, Congresul a autorizat comitetele și convențiile extralegale ale legislativelor coloniale să impună boicotul; aceasta a reușit să reducă importurile britanice cu 97% din 1774 până în 1775.  Cu toate acestea, pe 9 februarie, Parlamentul a declarat Massachusettsul în stare de rebeliune și a instituit o blocadă a coloniei. În iulie, Legile de Restricționare au limitat comerțul colonial cu Indiile Occidentale Britanice⁠(d) și cu Marea Britanie, și au interzis navelor din New England să acceseze pescăriile de cod din Newfoundland. Creșterea tensiunilor a dus la o luptă pentru controlul armurăriilor miliției, pe care fiecare Adunare era obligată prin lege să le întrențină pentru apărare. Pe 19 aprilie 1775, o tentativă a britanicilor de a-și asigura arsenalul de la Concord a culminat cu bătăliile de la Lexington și Concord, care au declanșat războiul.

### Reacții politice

, care au fost însărcinați cu redactarea declarației de independență, inclusiv (de la stânga la dreapta): John Adams (președinte),,, Thomas Jefferson (principalul autor al declarației), și Benjamin Franklin

După victoria patrioților la Concord, moderații din Congres în frunte cu John Dickinson au redactat Petiția Ramurii de Măslin⁠(d), oferindu-se să accepte autoritatea regală în schimbul medierii lui George al III-lea în dispută. Deoarece petiția a fost urmată imediat de Declarația cauzelor și necesității de a ridica armele⁠(d), secretarul pentru Colonii, Lord Dartmouth⁠(d), a considerat oferta ca fiind nesinceră; a refuzat să prezinte regelui petiția care a fost, prin urmare, respinsă la începutul lunii septembrie. Deși corectă din punct de vedere constituțional, din moment ce George nu se putea opune propriului său guvern, acțiunea i-a dezamăgit pe acei americani care sperau că el va media disputa, în timp ce ostilitatea limbajului său i-a iritat chiar și pe membrii loialiști⁠(d) ai Congresului. Combinată cu Proclamația de rebeliune, emisă pe 23 august ca răspuns la bătălia de la Bunker Hill, ea a pus capăt speranțelor pentru o soluție pașnică a conflictului.
Susținut de Partidul Whig⁠(d), Parlamentul a respins inițial impunerea de măsuri coercitive cu 170 de voturi, temându-se că o politică agresivă i-ar împinge pur și simplu pe americani către independență. Cu toate acestea, până la sfârșitul anului 1774, prăbușirea autorității britanice a însemnat că atât Lord North, cât și George al III-lea erau convinși că războiul era inevitabil. După Boston, Gage a încetat operațiunile și a așteptat întăriri; Parlamentul irlandez⁠(d) a aprobat recrutarea de noi regimente, permițând totodată în premieră catolicilor să se înroleze. Marea Britanie a semnat și o serie de tratate cu statele germane pentru a primi trupe suplimentare⁠(d). În decurs de un an, a adus o armată de peste 32.000 de oameni în America, cea mai mare trimisă vreodată în afara Europei la acea vreme.
Angajarea de soldați germani împotriva unor oameni considerați a fi cetățeni britanici a avut parte de multă opoziție în Parlament, precum și în adunările coloniale; combinată cu lipsa de activitate a lui Gage, opoziția față de folosirea trupelor străine a permis patrioților să preia controlul asupra legislativului. Sprijinul pentru independență a fost stimulat de pamfletul lui Thomas Paine intitulat Common Sense⁠(d) („Bunul simț”), care susținea autoguvernarea americană și a fost retipărit pe scară largă. Pentru a redacta Declarația de Independență, Congresul a însărcinat Comisia celor cinci⁠(d), formată din Thomas Jefferson, John Adams, Benjamin Franklin, Roger Sherman⁠(d) și Robert Livingston. Identificându-i pe locuitorii celor Treisprezece Colonii drept „un singur popor”, el a dizolvat simultan legăturile politice cu Marea Britanie, incluzând în același timp o listă lungă de presupuse încălcări ale „drepturilor englezilor” comise de George al III-lea.
Pe 2 iulie, Congresul a votat pentru independență și a publicat declarația pe 4 iulie, pe care Washington a citit-o trupelor sale din New York City pe 9 iulie. În acest moment, Revoluția a încetat să mai fie o dispută internă asupra politicilor comerciale și fiscale și a devenit un război civil, deoarece fiecare stat reprezentat în Congres era angajat într-o luptă cu Marea Britanie, dar era divizat și între patrioti și loialiști. Patrioții cereau în general independența față de Marea Britanie și o nouă uniune națională în Congres, în timp ce loialiștii rămâneau fideli stăpânirii britanice. Estimările numerelor variază, o sugestie fiind că populația în ansamblu era împărțită în mod egal între patrioții dedicați, loialiștii dedicați și cei care erau indiferenți. Alții calculează împărțirea ca fiind 40% patrioți, 40% neutri, 20% loialiști, dar cu variații considerabile de la regiune la regiune.
La izbucnirea războiului, Congresul și-a dat seama că înfrângerea Marii Britanii necesita alianțe cu puteri străine și strângere de informații. Comitetul de corespondență secretă a fost format cu „unicul scop de a coresponda cu prietenii noștri din Marea Britanie și din alte părți ale lumii”. Din 1775 până în 1776, comitetul a împărtășit informații, a construit alianțe prin corespondență secretă, și a angajat agenți secreți în Europa pentru a colecta informații, a efectua operațiuni sub acoperire, a analiza publicații străine și a iniția campanii de propagandă a Patrioților. Paine a servit ca secretar, în timp ce Benjamin Franklin și Silas Deane⁠(d), trimiși în Franța pentru a recruta geniști militari,  au jucat un rol esențial în obținerea ajutorului francez de la Paris.

## Izbucnirea războiului

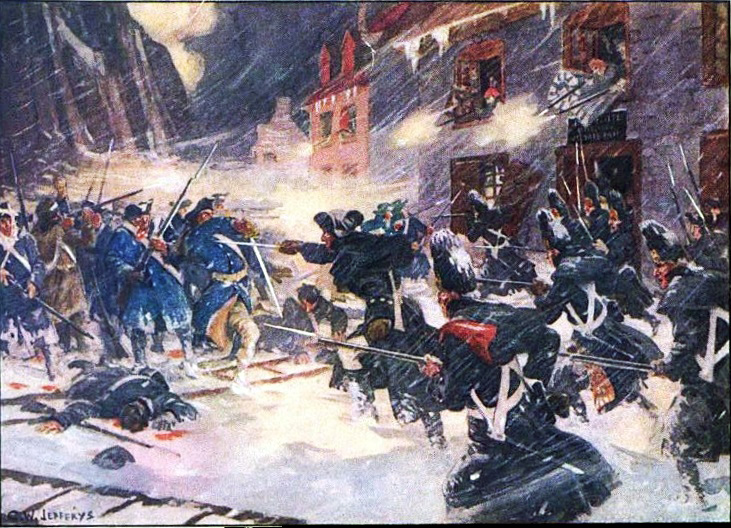
Britanicii resping un atac al Armatei Continentale în bătălia de la Quebec din decembrie 1775

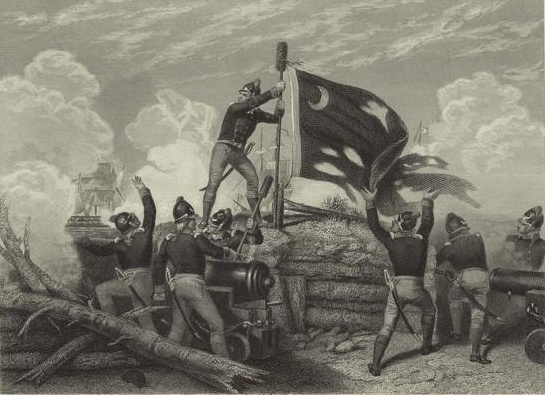
Sergentul din înalță drapelul fortului în din Charleston, Carolina de Sud, în iunie 1776

Războiul a constat din două teatre principale de campanie în cele treisprezece state și unul mai mic, dar important din punct de vedere strategic, în vestul Munților Apalași⁠(d). Luptele au început în Teatrul de Nord⁠(d) și au fost cele mai aprige din 1775 până în 1778. Patrioții au obținut mai multe victorii strategice în sud⁠(d) și, după ce au învins o armată britanică la Saratoga în octombrie 1777, francezii au intrat oficial în război ca aliat al americanilor.
În 1778, Washington a împiedicat armata britanică să iasă din New York, în timp ce miliția condusă de George Rogers Clark,⁠(d) sprijinită de coloniști francofoni⁠(d) și aliații lor indieni, au cucerit vestul Quebecului, care a devenit Teritoriul de Nord-Vest. Cum războiul din nord ajunsese în impas, în 1779 britanicii au recurs la Strategia Sudului⁠(d), care urmărea să mobilizeze sprijinul loialiștilor din regiune și să reocupe teritoriul controlat de patrioți la nord de golful Chesapeake⁠(d). Campania a avut inițial succes, capturarea Charlestonului⁠(d) de către britanici fiind un regres major pentru Patrioții din sud; o forță franco-americană a înconjurat însă o armată britanică la Yorktown⁠(d) și capitularea lor în octombrie 1781 a pus capăt efectiv luptelor din America de Nord.

### Primele ciocniri
La 14 aprilie 1775, Sir Thomas Gage⁠(d), comandantul-suprem al Americii de Nord⁠(d) din 1763 și guvernator al Massachusettsului⁠(d) din 1774, a primit ordin să ia măsuri împotriva patrioților. El s-a hotărât să distrugă armamentul stocat de miliții la Concord, Massachusetts și să-i captureze pe John Hancock și Samuel Adams, care erau considerați principalii instigatori ai rebeliunii. Operațiunea urma să înceapă în jurul miezului nopții pe 19 aprilie, în speranța de a fi terminată înainte ca patrioții să poată răspunde. Paul Revere a aflat însă de plan și l-a anunțat pe căpitanul Parker, comandantul miliției din Concord, care s-a pregătit să se opună tentativei de confiscare. Prima acțiune a războiului, denumită adesea împușcătura auzită în jurul lumii⁠(d), a fost o scurtă ciocnire la Lexington, urmată de bătălia de la Lexington și Concord. Trupele britanice au pierdut aproximativ 300 de oameni înainte de a se retrage în Boston, care a fost apoi asediat⁠(d) de miliție.
În mai, au sosit ca întăriri 4.500 de soldați britanici sub comanda generalilor William Howe⁠(d), John Burgoyne și Sir Henry Clinton⁠(d). Pe 17 iunie, ei au ocupat Peninsula Charlestown după bătălia de la Bunker Hill, un asalt frontal în care au pierdut peste 1.000 de oameni. Consternat de câți oameni a pierdut într-o luptă din care a câștigat foarte puțin, Gage a cerut Londrei o armată mai mare pentru a suprima răscoala, dar a fost înlocuit la comandă de Howe.
La 14 iunie 1775, Congresul și-a asumat comanda forțelor patrioților din afara Bostonului, iar liderul Congresului, John Adams, l-a nominalizat pe George Washington drept comandant suprem al noii Armate Continentale. Washington comandase anterior regimente de miliție din Virginia în Războiul Francez și Indian, iar pe 16 iunie, John Hancock l-a proclamat oficial „General și Comandant suprem al armatei Coloniilor Unite”. El a preluat comanda pe 3 iulie, preferând să  întărească Dorchester Heights⁠(d), din afara Bostonului și să nu ia încă cu asalt orașul. La începutul lunii martie 1776, colonelul Henry Knox⁠(d) a sosit cu artileria grea⁠(d) dobândită după capturarea Fortului Ticonderoga⁠(d).  Sub acoperirea întunericului, pe 5 martie, Washington le-a plasat pe Dorchester Heights, de unde puteau trage asupra orașului și navelor britanice din portul Boston⁠(d). Temându-se de un nou Bunker Hill, Howe a evacuat orașul pe 17 martie⁠(d) fără alte pierderi și a navigat către Halifax, Nova Scotia, în timp ce Washington s-a deplasat spre sud, spre New York.
Începând cu august 1775, corsarii americani au atacat orașele din Nova Scotia, inclusiv Saint John⁠(d), Charlottetown⁠(d) și Yarmouth⁠(d). În 1776, John Paul Jones⁠(d) și Jonathan Eddy⁠(d) au atacat Canso⁠(d) și, respectiv, Fort Cumberland⁠(d). Oficialii britanici din Quebec⁠(d) au început să negocieze cu irochezii pentru a obține sprijinul lor, în timp ce emisarii americani îi îndemnau să rămână neutri. Conștient de înclinațiile băștinașilor americani către britanici și temându-se de un atac anglo-indian dinspre Canada, Congresul a autorizat o a doua invazie în aprilie 1775. După înfrângerea din bătălia de la Quebec din 31 decembrie, americanii au menținut o blocadă aproximativă a orașului până când s-au retras pe 6 mai 1776. O a doua înfrângere la Trois-Rivières⁠(d) pe 8 iunie a pus capăt operațiunilor din Quebec.
Britanicii au încercat să-i urmărească, dar au fost inițial blocați de vasele americane pe lacul Champlain⁠(d) până când victoria din insula Valcour⁠(d) din 11 octombrie i-a forțat pe americani să se retragă la Fort Ticonderoga⁠(d), în timp ce în decembrie o răscoală în Nova Scotia sprijinită de Massachusetts a fost înfrântă la Fort Cumberland⁠(d). Aceste eșecuri au afectat sprijinul public pentru cauza patrioților, iar politicile antiloialiste agresive din coloniile din New England⁠(d) i-au înstrăinat pe canadieni.
În Virginia, o încercare a guvernatorului Lord Dunmore⁠(d) de a confisca depozitele miliției⁠(d) pe 20 aprilie 1775 a dus la o escaladare a tensiunilor, dar conflictul a fost evitat pentru moment. Aceasta s-a schimbat după publicarea Proclamației lui Dunmore⁠(d) pe 7 noiembrie 1775, promițând libertate sclavilor⁠(d) care fugeau de la stăpânii lor patrioți și acceptau să lupte pentru Coroană. Forțele britanice au fost învinse la Great Bridge⁠(d) pe 9 decembrie și s-au refugiat pe navele britanice ancorate lângă portul Norfolk. Când a treia Convenție a Virginiei⁠(d) a refuzat să-și desființeze miliția sau să accepte legea marțială, Dunmore a ordonat Arderea Norfolkului⁠(d) la 1 ianuarie 1776.
Asediul lui Ninety Six⁠(d) a început pe 19 noiembrie în Carolina de Sud⁠(d) între milițiile loialiste și patrioți, iar loialiștii au fost ulterior alungați din colonie în Campania din zăpadă⁠(d). În Carolina de Nord⁠(d) au fost recrutați loialiști pentru a reafirma dominația britanică în Sud, dar au fost învinși decisiv în bătălia de la Moore's Creek Bridge⁠(d). O expediție britanică trimisă să recucerească Carolina de Sud a lansat un atac asupra Charlestonului în bătălia de pe Insula lui Sullivan⁠(d) pe 28 iunie 1776 dar a eșuat și a lăsat Sudul sub controlul patrioților până în 1780.
Penuria de praf de pușcă a determinat Congresul să autorizeze o expediție navală împotriva Bahamasului pentru a-și asigura munițiile depozitate acolo. Pe 3 martie 1776, o escadrilă americană sub comanda lui Esek Hopkins a aterizat la capătul de est al Nassaului⁠(d) și a întâlnit o rezistență minimă la Fort Montagu⁠(d). Trupele lui Hopkins au mărșăluit apoi spre Fort Nassau⁠(d). Hopkins îi promisese guvernatorului Montfort Browne⁠(d) și locuitorilor civili din zonă că viețile și proprietățile lor nu vor fi în niciun pericol dacă nu opun rezistență, iar aceștia s-au conformat. Hopkins a capturat depozite mari de praf de pușcă și alte muniții, atât de multe încât a trebuit să rechiziționeze o navă suplimentară din port pentru a transporta proviziile înapoi acasă, când a plecat pe 17 martie. O lună mai târziu, după un scurt duel⁠(d) cu HMS Glasgow⁠(en)[traduceți], s-au întors la New London, Connecticut, baza pentru operațiunile navale americane în timpul Revoluției.

### Contraofensiva britanică din New York

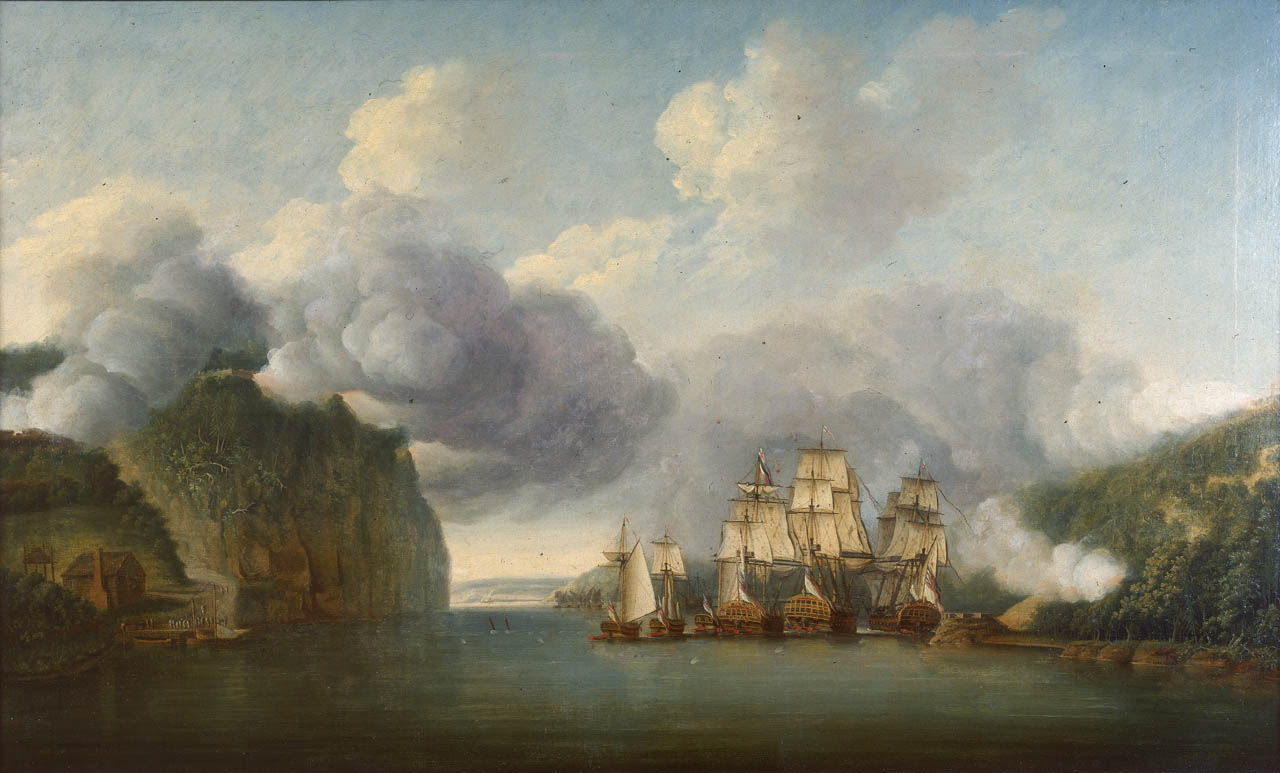
Britanicii au folosit, care leagă de, pentru a izola în din noiembrie 1776.

După regruparea la Halifax, Nova Scotia⁠(d), William Howe era hotărât să mute lupta pe teritoriul americanilor. El a navigat spre New York în iunie 1776 și a început să debarce trupe pe Staten Island, lângă intrarea în limanul New York,⁠(d) pe 2 iulie. Americanii au respins tentativa informală a lui Howe de a negocia pacea pe 30 iulie; Washington știa că un atac asupra orașului era iminent și și-a dat seama că avea nevoie de informații anticipate pentru a face față disciplinatelor trupe regulate britanice. Pe 12 august 1776, patriotul Thomas Knowlton⁠(d) a primit ordin să formeze o grupare de elită pentru misiuni secrete și de recunoaștere. Knowlton's Rangers⁠(d), din care făcea parte și Nathan Hale⁠(d), a devenit prima unitate de informații a armatei. Când Washington a fost alungat de pe Long Island, el și-a dat seama curând că va avea nevoie de mai mult decât forță militară și spioni amatori pentru a-i învinge pe britanici. El s-a apucat să profesionalizeze serviciile militare de informații și, cu ajutorul lui Benjamin Tallmadge⁠(d), au lansat cercul de spioni Culper⁠(d), format din șase oameni. Eforturile Washingtonului și ale cercului de spioni Culper au crescut substanțial eficiența alocării resurselor și desfășurării regimentelor Armatei Continentale pe câmp. Pe parcursul războiului, Washington a cheltuit peste 10% din fondurile sale militare totale pentru operațiuni de informații.
Washington și-a împărțit armata în poziții pe Insula Manhattan și peste East River,⁠(d) în vestul Insulei Lungi (Long Island). Pe 27 august, în Bătălia de la Long Island, Howe l-a flancat pe Washington și l-a forțat să se retragă pe Brooklyn Heights⁠(d), dar nu a încercat să-i încercuiască forțele acestuia. În noaptea de 28 august, generalul Henry Knox⁠(d) i-a bombardat pe britanici. Știind că șansele de câștig sunt mici, Washington a ordonat întrunirea unui consiliu de război pe 29 august; toți au fost de acord să se retragă în Manhattan. Washington și-a adunat rapid trupele și le-a transportat peste East River spre Manhattan, cu bărci de marfă⁠(d) cu fund plat, fără a pierde de oameni sau armament, și lăsând regimentele generalului Thomas Mifflin⁠(d) drept ariergardă.
Generalul Howe sa întâlnit oficial cu o delegație a Congresului la Conferința de pace din Staten Island⁠(d) din septembrie, dar nu a reușit să încheie pacea, deoarece delegații britanici aveau doar autoritatea de a oferi grațieri și nu puteau recunoaște independența. Pe 15 septembrie, Howe a ocupat New Yorkul, după o debarcare în Kip's Bay⁠(d), și a intrat în lupte, neîncununate de succes, cu americanii în bătălia de la Harlem Heights a doua zi. Pe 18 octombrie, Howe nu a reușit să-i încercuiască pe americani în bătălia de la Pell's Point⁠(d), iar americanii s-au retras. Howe a refuzat să se apropie de armata lui Washington pe 28 octombrie în bătălia de la White Plains⁠(d) și, în schimb, a atacat un deal care nu avea nicio valoare strategică.
Retragerea lui Washington i-a izolat forțele rămase, iar britanicii au capturat Fort Washington⁠(d) pe 16 noiembrie. Victoria obținută acolo de britanici a fost cea mai dezastruoasă înfrângere a lui Washington, în care a pierdut 3.000 de oameni, luați prizonieri. Regimentele americane rămase pe Long Island s-au retras și ele patru zile mai târziu. Generalul Henry Clinton⁠(d) dorea să urmărească armata dezorganizată a lui Washington, dar i s-a cerut mai întâi să aloce 6.000 de soldați pentru a captura Newport, Rhode Island,⁠(d) pentru a-și asigura portul loialist. Generalul Charles Cornwallis⁠(d) l-a urmărit pe Washington, dar Howe i-a ordonat să se oprească, lăsându-l pe Washington în pace.
Perspectiva era sumbră pentru cauza americanilor: armata redusă se diminuase la mai puțin de 5.000 de oameni și avea să fie redusă și mai mult când expirau contractele de înrolare la sfârșitul anului. Sprijinul popular șovăia, moralul era scăzut, iar Congresul a abandonat Philadelphia și s-a mutat la Baltimore. Activitatea loialistă s-a intensificat în urma înfrângerii americanilor, în special în statul New York.
La Londra, știrile despre campania victorioasă din Long Island au fost bine primite, în capitală organizându-se festivități. Sprijinul public ajunsese la apogeu, iar regele George al III-lea i-a acordat lui Howe Ordinul Bath. Deficiențele strategice în rândul forțelor patrioților erau evidente: Washington divizase o armată mai slabă din punct de vedere numeric în fața uneia mai puternice, personalul său neexperimentat interpreta greșit situația militară, iar trupele americane fugeau în fața focului inamic. Succesele au dus la predicții cum că britanicii ar putea câștiga într-un an. Între timp, britanicii s-au încartiruit pentru iarnă în zona New Yorkului și au pregătit reînnoirea campaniei în primăvara următoare.

### Renașterea patrioților

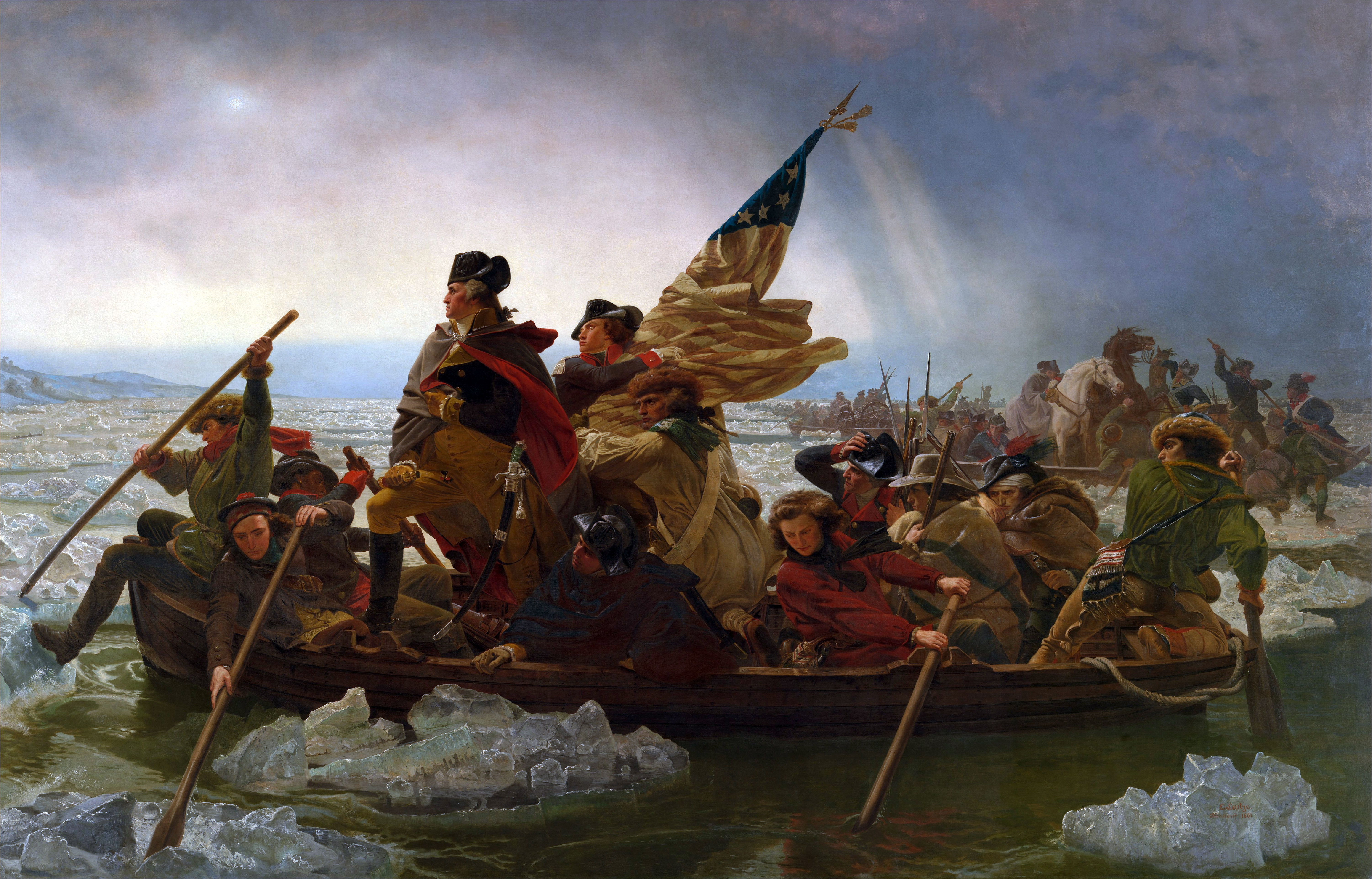
Emblematica pictură din 1851, ', ilustrând

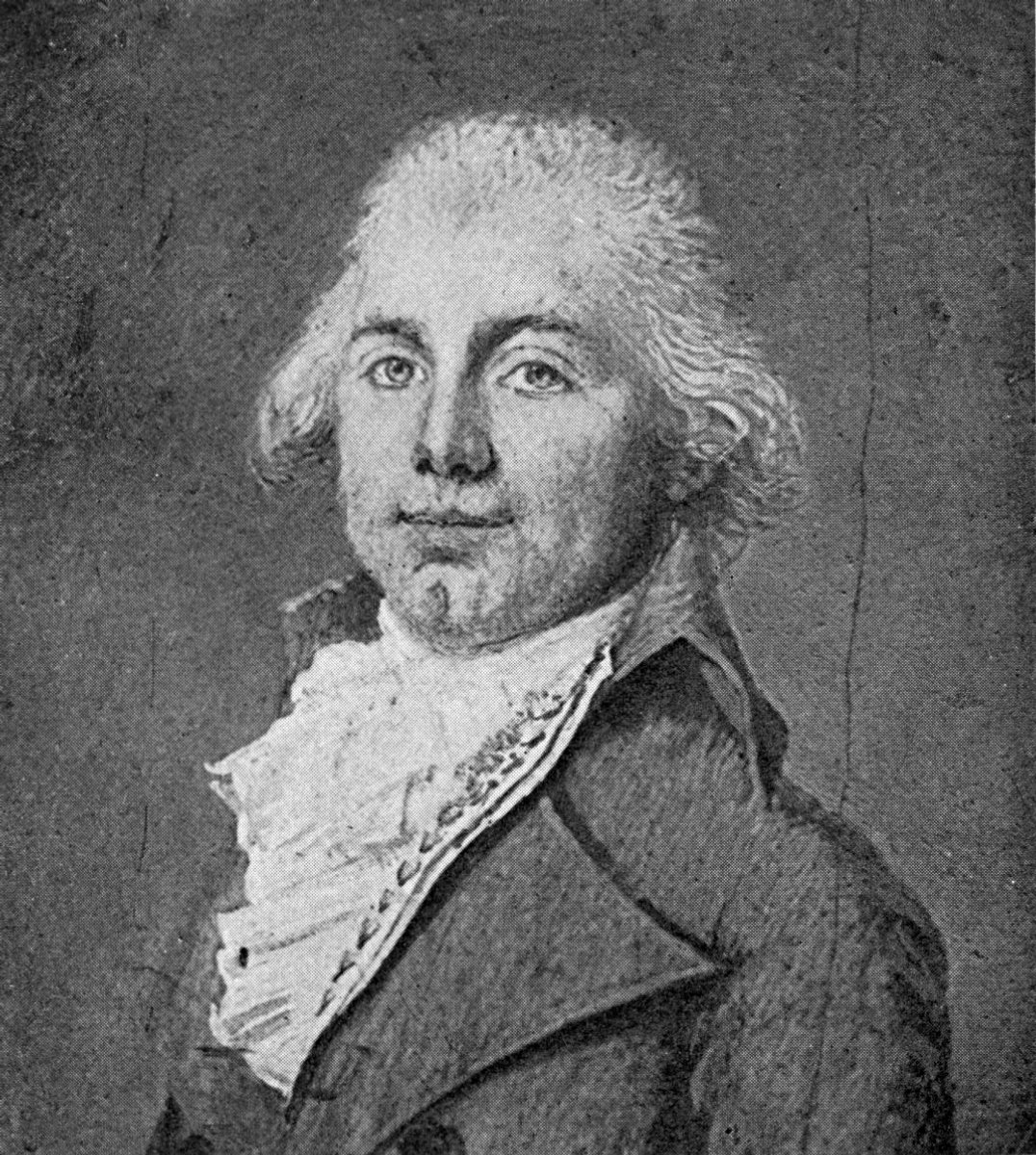
James Monroe, ultimul președinte al SUA care a luptat în Războiul de Independență ca ofițer al Armatei Continentale, a luat parte la și la alături de George Washington

La două săptămâni după ce Congresul s-a retras în Maryland, în noaptea de 25–26 decembrie 1776, Washington a traversat râul Delaware⁠(d), conducând o coloană de trupe ale Armatei Continentale din actualul comitat Bucks, Pennsylvania, situat la aproximativ 50 km în amonte de Philadelphia, până în actualul comitat Mercer din New Jersey, într-o operațiune periculoasă și dificilă din punct de vedere logistic.
Între timp, hessienii au fost implicați în numeroase ciocniri cu cete mici de patrioți și au fost adesea treziți de alarme false noaptea în săptămânile dinaintea bătăliei de la Trenton⁠(d). Până la Crăciun, ei erau obosiți și plictisiți, și o furtună puternică de zăpadă l-a determinat pe comandantul lor, colonelul Johann Rall⁠(d), să presupună că nu va avea loc niciun atac de vreo amploare semnificativă. În zorii zilei de 26, patrioții americani l-au surprins și copleșit pe Rall și trupele sale, care au pierdut peste 20 de morți, inclusiv Rall, 900 de soldați luați prizonieri, precum și tunuri germane și multe provizii capturate.
Bătălia de la Trenton⁠(d) a refăcut moralul armatei americane, a revigorat cauza patrioților și le-a spulberat teama de ceea ce ei considerau drept „mercenari” hessieni. O încercare a britanicilor de a recuceri Trentonul a fost respinsă la Assunpink Creek pe 2 ianuarie; în timpul nopții, Washington a manevrat mai bine decât Cornwallis, apoi i-a învins ariergarda acestuia în bătălia de la Princeton a doua zi. Cele două victorii au contribuit la convingerea francezilor că americanii erau demni să le fie aliați militari.
După succesul său de la Princeton, Washington s-a încartiruit pentru iarnă la Morristown, New Jersey⁠(d), unde a rămas până în mai și a primit instrucțiuni din partea Congresului să vaccineze toți oamenii din subordinea sa împotriva variolei. Cu excepția unei mici ciocniri⁠(d) între cele două armate care a continuat până în martie, Howe nu a făcut nicio încercare de a-i ataca pe americani.

### Eșecul strategiei britanice a nordului

Manevrele
și (stânga-sus) bătăliile de la Saratoga, sep–oct 1777

Campania din 1776 a demonstrat că recâștigarea New Englandului avea să fie un proces prelungit, ceea ce a dus la o schimbare a strategiei britanicilor. Aceasta a implicat izolarea nordului de restul țării prin preluare controlului asupra cursului râului Hudson, ceea ce avea să le permită să se concentreze asupra sudului, unde se credea că sprijinul loialiștilor este substanțial. În decembrie 1776, Howe i-a scris secretarului pentru colonii, Lord Germain⁠(d), propunând o ofensivă limitată împotriva Philadelphiei, în timp ce o a doua forță urma să coboare pe râul Hudson dinspre Canada. Germain a primit aceasta la 23 februarie 1777, urmată câteva zile mai târziu de un memorandum din partea lui Burgoyne, aflat atunci la Londra în concediu.
Burgoyne a oferit mai multe alternative, dintre care toate îi lăsau lui responsabilitatea pentru ofensivă, Howe rămânând în defensivă. Opțiunea aleasă îi cerea să conducă forța principală la sud de la Montreal, în valea Hudsonului, în timp ce un detașament sub conducerea lui Barry St. Leger⁠(d) înainta spre est dinspre lacul Ontario. Cei doi aveau să se întâlnească la Albany⁠(d), lăsându-l pe Howe să decidă dacă li se alătură. Rezonabil în principiu, planul nu ținea însă cont de dificultățile logistice implicate și Burgoyne a presupus în mod eronat că Howe va rămâne în defensivă; neclarificarea acestui aspect de către Germain l-a făcut să aleagă să atace Philadelphia⁠(d).
Burgoyne a pornit pe 14 iunie 1777, cu o forță mixtă formată din soldați britanici, mercenari germani și voluntari canadieni, și a capturat Fort Ticonderoga⁠(d) pe 5 iulie. Pe măsură ce generalul Horatio Gates⁠(d) se retrăgea, trupele sale blocau drumuri, distrugeau poduri, blocau pâraie și curățau toate resursele de hrană din zonă. Aceasta a încetinit progresul lui Burgoyne și l-a forțat să trimită expediții mari pentru hrană; una dintre acestea, peste 700 de soldați britanici, au fost capturați în bătălia de la Bennington⁠(d) pe 16 august. St Leger s-a îndreptat spre est și a asediat Fortul Stanwix⁠(d); deși că a învins o forță de ajutor americană în bătălia de la Oriskany⁠(d) pe 6 august, a fost abandonat de aliații săi indieni și s-a retras în Quebec pe 22 august. Izolat și depășit numeric acum de Gates, Burgoyne a continuat spre Albany în loc să se retragă la Fort Ticonderoga, și a ajuns la Saratoga⁠(d) pe 13 septembrie. El a cerut sprijinul lui Clinton în timp ce construia structuri de apărare în jurul orașului.
Moralul trupelor sale a scăzut rapid, iar o încercare nereușită de a trece de Gates în bătălia de la Freeman Farms din 19 septembrie a dus la pierderea a 600 de soldați britanici. Când Clinton l-a informat că nu poate ajunge la ei, subordonații lui Burgoyne l-au sfătuit să se retragă; o recunoaștere în forță pe 7 octombrie a fost respinsă în bătălia de la Bemis Heights de Gates, care l-a împins înapoi în Saratoga cu pierderi grele. Până la 11 octombrie, orice speranță de ieșire dispăruse; ploaia persistentă a redus tabăra la un „infern septic” de noroi și vite înfometate, proviziile erau periculos de scăzute și mulți dintre răniți erau în agonie. Burgoyne a capitulat pe 17 octombrie; aproximativ 6.222 de soldați, inclusiv forțele germane comandate de generalul Friedrich Adolf Riedesel⁠(d), și-au predat armele înainte de a fi duși la Boston, de unde urmau să fie transportați în Anglia.
După ce și-a asigurat provizii suplimentare, Howe a făcut o altă încercare de a ajunge la Philadelphia prin debarcarea trupelor sale în Golful Chesapeake⁠(d) pe 24 august. Lipsa de sprijin pentru Burgoyne a fost agravată de ratarea de către Howe a oportunităților repetate de a-și distruge adversarul. El l-a învins pe Washington în bătălia de la Brandywine din 11 septembrie, dar apoi i-a permis să se retragă în ordine. După ce a dispersat un detașament american la Paoli⁠(d) pe 20 septembrie, Cornwallis a ocupat Philadelphia pe 26 septembrie, forța principală de 9.000 de oameni sub conducerea lui Howe aflându-se chiar la nord, la Germantown⁠(d). Washington i-a atacat⁠(d) pe 4 octombrie, dar a fost respins.
Pentru a preveni reaprovizionarea pe mare a forțelor lui Howe din Philadelphia, patrioții au ridicat Fort Mifflin⁠(d) și, în apropiere de acesta, Fort Mercer⁠(d), pe malurile de est și, respectiv, de vest ale Delaware-ului și au pus obstacole⁠(d) în râu la sud de oraș. Aceasta a fost susținută de o flotilă mică de nave ale Marinei Continentale pe Delaware, completată de Marina Statului Pennsylvania⁠(d), comandată de John Hazelwood⁠(d). O încercare a Marinei Regale de a cuceri forturile în bătălia de la Red Bank⁠(d) din 20 până pe 22 octombrie a eșuat; un al doilea atac a capturat Fort Mifflin pe 16 noiembrie, în timp ce Fort Mercer a fost abandonat două zile mai târziu, când Cornwallis a spart zidurile. Cu liniile de aprovizionare securizate, Howe a încercat să-l ispitească pe Washington să iasă la luptă, dar după o ciocnire neconcludentă în bătălia de la White Marsh⁠(d) din 5 până în 8 decembrie, s-a retras în Philadelphia pentru iarnă.
Pe 19 decembrie, americanii au făcut același luru și s-au cantonat pentru iarnă la Valley Forge⁠(d); în timp ce adversarii interni ai lui Washington comparau lipsa lui de succes pe câmpul de luptă cu victoria lui Gates de la Saratoga, observatorii străini precum Frederick cel Mare erau la fel de impresionați de acțiunea de la Germantown, în care demonstrase reziliență și hotărâre. În timpul iernii, condițiile proaste, problemele de aprovizionare și moralul scăzut au dus la 2.000 de morți, alți 3.000 neputând presta serviciile militare din cauza lipsei de încălțăminte adecvată. Cu toate acestea, baronul Friedrich Wilhelm von Steuben⁠(d) a profitat de ocazie pentru a introduce tacticile de instrucție și infanterie ale Armatei Prusace în întreaga Armată Continentală; el a făcut acest lucru instruind „companii-model” în fiecare regiment, care apoi au instruit restul unității lor de origine. Chiar dacă Valley Forge se afla la doar douăzeci de mile distanță, Howe nu a făcut niciun efort să le atace tabăra, o acțiune pe care unii critici susțin că ar fi putut pune capăt războiului.

### Intervenția străină

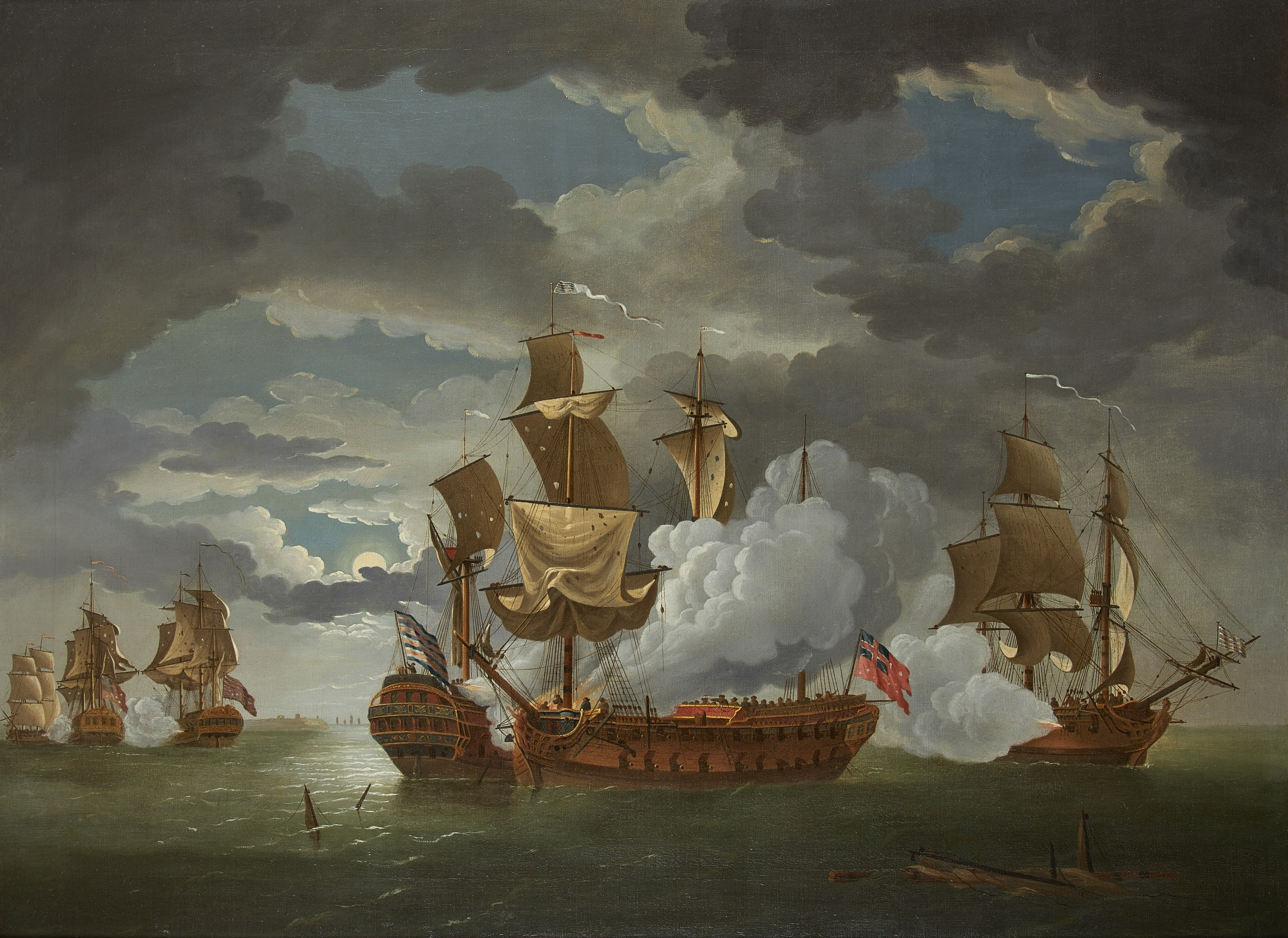
cu nave de război americane în ape europene cu acces la porturile olandeze, franceze, și

La fel ca predecesorii săi, ministrul francez de externe Vergennes⁠(d) a considerat pacea din 1763 o umilință națională și credea că războiul ar fi o oportunitate de a slăbi Marea Britanie. Inițial, a evitat conflictul deschis, dar a permis navelor americane să preia mărfuri în porturile franceze, acțiune prin care încălca, tehnic, neutralitatea. Deși opinia publică favoriza cauza americanilor, ministrul de finanțe⁠(d) Turgot a susținut că aceștia nu au nevoie de ajutorul francez pentru a obține independența, iar războiul era prea costisitor. Vergennes l-a convins însă pe Ludovic al XVI-lea să finanțeze în secret o companie guvernamentală de fațadă⁠(d) prin care să achiziționeze muniții pentru Patrioți, să le transporte cu nave olandeze neutre și să le aducă în coloniile americane prin Sint Eustatius din Caraibe.
Mulți americani se opuneau unei alianțe cu Franța, temându-se că astfel „schimbă o tiranie cu alta”, dar aceasta s-a schimbat după o serie de eșecuri militare la începutul anului 1776. Întrucât Franța nu avea nimic de câștigat din reconcilierea coloniilor cu Marea Britanie, Congresul avea trei opțiuni: să facă pace în condițiile britanicilor, să continue lupta pe cont propriu sau să-și proclame independența, cu garanții din partea Franței. Deși Declarația de Independență din iulie 1776 a avut un sprijin public larg, Adams s-a numărat printre cei reticenți față de ideea de a plăti prețul unei alianțe cu Franța și peste 20% dintre congresmeni au votat împotriva acesteia. Congresul a acceptat cu reținere tratatul și, pe măsură ce războiul evolua în favoarea lor, și-a pierdut tot mai mult interesul pentru el.
Silas Deane a fost trimis la Paris pentru a începe negocierile cu Vergennes, având ca obiective-cheie înlocuirea Marii Britanii ca principal partener comercial și militar al Statelor Unite și protejarea în același timp a Indiilor de Vest franceze⁠(d) de expansiunea americană. Aceste insule erau extrem de valoroase; în 1772, valoarea zahărului și a cafelei produse de Saint-Domingue pe cont propriu a depășit-o pe cea a tuturor exporturilor americane la un loc. Discuțiile au progresat încet până în octombrie 1777, când înfrângerea britanicilor la Saratoga și aparenta lor dorință de a negocia pacea l-au convins pe Vergennes că doar o alianță permanentă ar putea preveni „dezastrul” reapropierii anglo-americane. Asigurările privind sprijinul formal al Franței au permis Congresului să respingă Comisia de Pace Carlisle și să insiste asupra unei independențe depline.
La 6 februarie 1778, Franța și Statele Unite au semnat Tratatul de prietenie și comerț⁠(d) care reglementa comerțul dintre cele două țări, urmat de o alianță militară defensivă împotriva Marii Britanii, Tratatul de Alianță⁠(d). În schimbul garanțiilor franceze pentru independența coloniilor americane, Congresul s-a angajat să apere apere interesele Franței în Indiile de Vest, în timp ce ambele părți au convenit să nu încheie pace separată; conflictul asupra acestor prevederi avea să ducă la Quasi-războiul⁠(d) din 1798 până în 1800. Carol al III-lea al Spaniei a fost invitat să se alăture în aceleași condiții, dar a refuzat, în mare parte din cauza preocupărilor legate de impactul Revoluției asupra coloniilor spaniole din Americi. Spania s-a plâns în mai multe rânduri de pătrunderile nepermise ale coloniștilor americani în Louisiana⁠(d), problemă care se putea doar agrava odată ce Statele Unite ar înlocui Marea Britanie ca autoritate în regiune.
Deși în cele din urmă, Spania a adus contribuții importante la succesul american: în tratatul de la Aranjuez (1779)⁠(d), Carol a acceptat să sprijine doar războiul Franței cu Marea Britanie⁠(d) în afara Americii, în schimbul ajutorului pentru recuperarea Gibraltarului, Menorcăi și Floridei spaniole⁠(d). Termenii erau confidențiali, deoarece mai mulți erau în conflict cu obiectivele americane; de exemplu, francezii pretindeau controlul exclusiv asupra pescuitului de cod din Newfoundland, ceea ce era inacceptabil pentru unele colonii precum Massachusetts. Un impact mai puțin cunoscut al acestui acord a fost neîncrederea permanentă a americanilor în „amestecul străin”; SUA nu mai aveau să semneze vreun alt tratat cu Franța până la acordul NATO din 1949. Acest lucru s-a întâmplat pentru că SUA au acceptat să nu încheie pace fără Franța, în timp ce Aranjuez angaja Franța să continue lupta până când Spania va recupera Gibraltarul; în acest fel, recuperarea Gibraltarului de către Spania devenea, fără știrea Congresului, o condiție a independenței SUA.

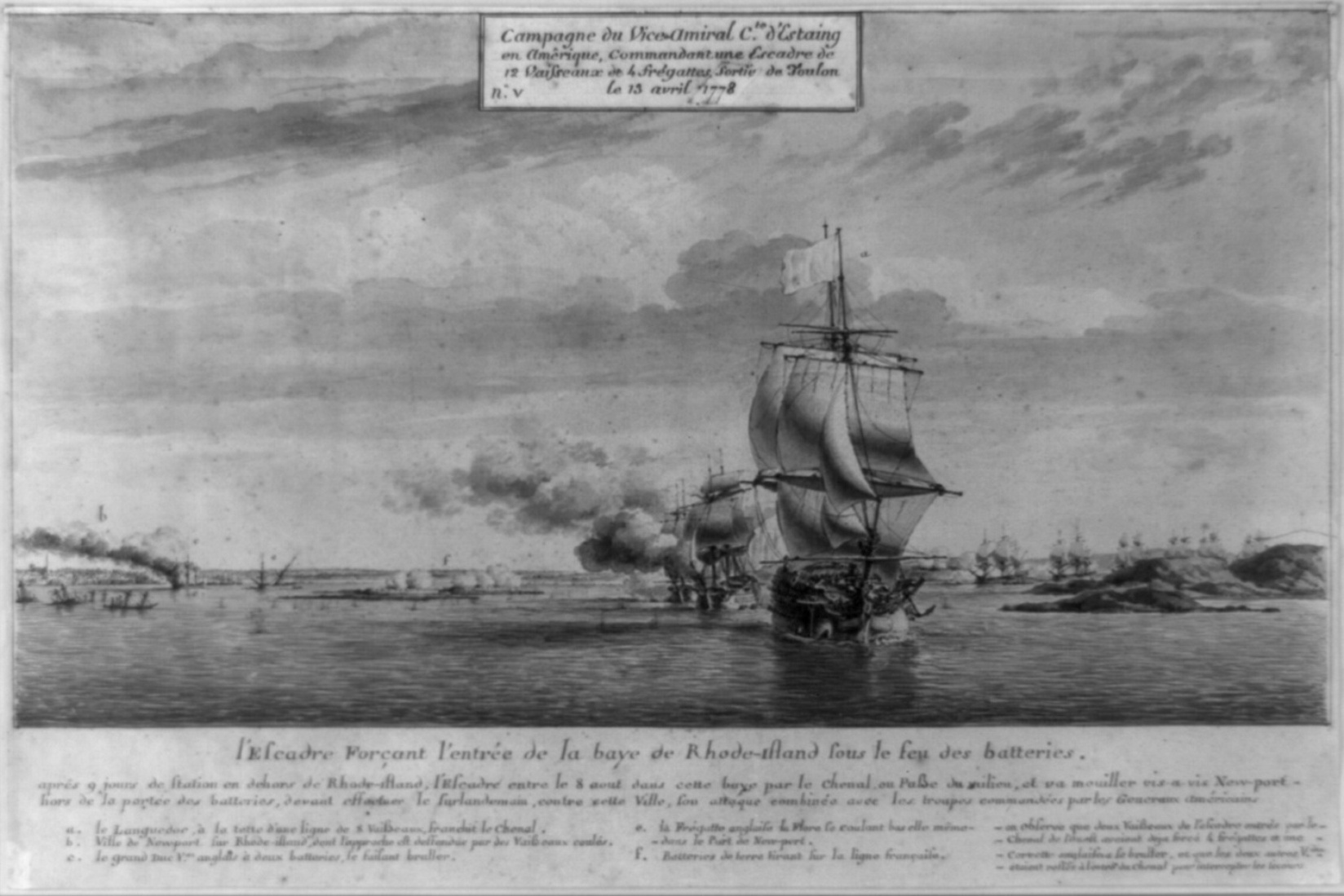
Expediția comună a amiralului francez cu în din august 1778

Pentru a încuraja participarea Franței la lupta lor pentru independență, reprezentantul SUA la Paris, Silas Deane, a promis promovare și poziții de comandă oricărui ofițer francez care se alătură Armatei Continentale. Printre cei care au profitat de aceasta s-a numărat Gilbert du Motier, marchiz de Lafayette, pe care Congresul l-a învestit prin Deane general-major,  la 31 iulie 1777.
La izbucnirea războiului, Marea Britanie a încercat să împrumute Brigada Scoțiană⁠(d) din Olanda pentru a presta servicii militare în America, dar sentimentul favorabil Patrioților a determinat Stările Generale⁠(d) să refuze. Deși Republica nu mai era o putere majoră, înainte de 1774 ea încă domina transporturile navale de mărfuri din Europa iar negustorii olandezi obțineau profituri mari transportând muniții furnizate de francezi către Patrioți. Aceasta a luat sfârșit când când Marea Britanie a declarat război⁠(d) în decembrie 1780, un conflict care s-a dovedit dezastruos pentru economia olandeză. Olandezii au fost excluși și din Prima Ligă a Neutralității Armate⁠(d), formată de Rusia, Suedia și Danemarca în martie 1780 pentru a proteja transporturile neutre de opriri și percheziții după mărfuri de contrabandă de către Marea Britanie și Franța.
Guvernul britanic nu a ținut cont de puterea marinei comerciale americane și de sprijinul din partea țărilor europene, ceea ce a permis coloniilor să importe muniție și să continue comerțul cu relativă impunitate. Deși era conștientă de acest lucru, administrația North a amânat să pregătească Marina Regală de război din motive de cost; aceasta a împiedicat instituirea unei blocade eficiente și a restrâns capacitatea guvernului de a-i combate pe coloniști la ineficiente proteste diplomatice. Politica tradițională britanică era de a folosi aliați europeni din interiorul continentului pentru a distrage puterile maritime inamice, rol îndeplinit de Prusia în Războiul de Șapte Ani; în 1778, Marea Britanie era însă izolată diplomatic și se confrunta cu războaie pe mai multe fronturi.
Între timp, George al III-lea renunțase să mai supună America câtă vreme Marea Britanie avea de dus un război european. El nu s-a bucurat de războiul cu Franța, dar credea că victoriile britanice asupra Franței⁠(d) în Războiul de Șapte Ani sunt un motiv pentru a crede în victoria finală asupra Franței. Marea Britanie nu a putut găsi un aliat puternic printre Marile Puteri care să pună probleme Franței pe continentul european. Ulterior, Marea Britanie și-a schimbat centrul atenției către teatrul din Caraibe și a deturnat resurse militare importante din America.
Un coleg al lui Vergennes a afirmat: „Pentru onoarea ei, Franța a trebuit să profite de această ocazie pentru a se ridica din degradare... Dacă o neglija, dacă frica învingea datoria, pe lângă umilință, s-ar fi și înjosit, și ar fi devenit un obiect de dispreț pentru propriul ei secol și pentru toate popoarele viitoare.”

### Impasul din nord

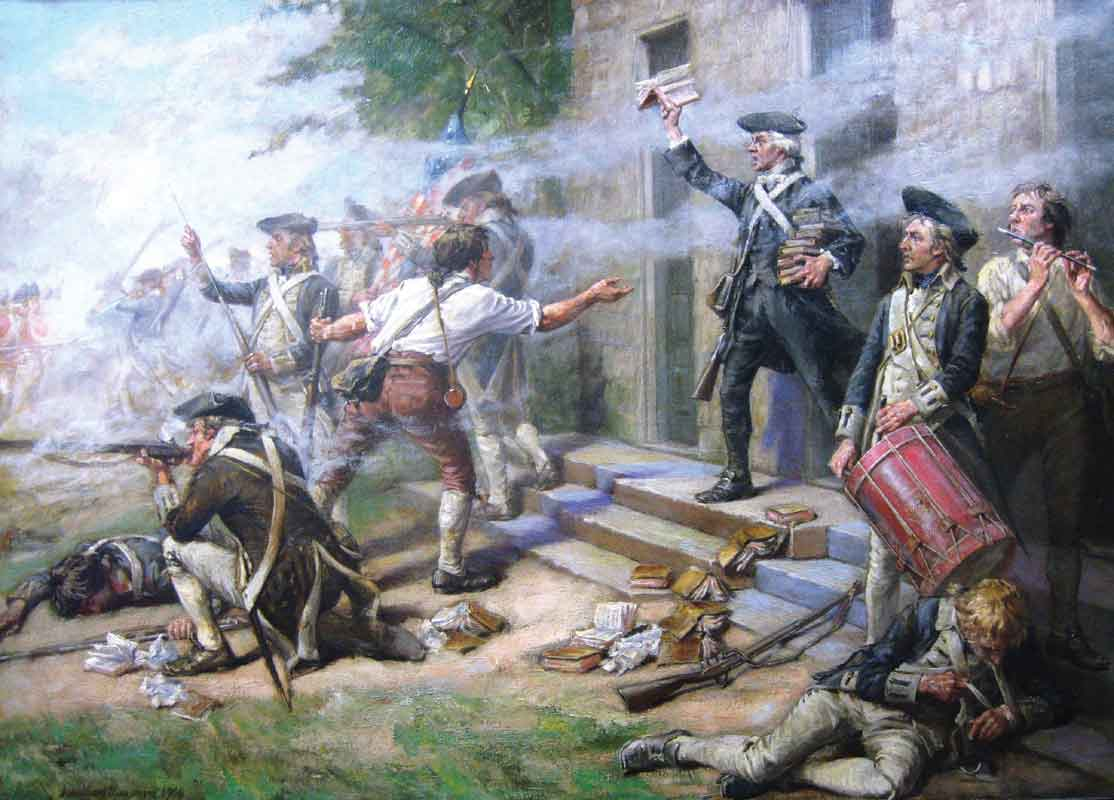
Continentali respingând britanicii în iunie 1780 la ; Give 'em Watts, boys!

La sfârșitul anului 1777, Howe a demisionat și a fost înlocuit de Sir Henry Clinton pe 24 mai 1778; odată cu intrarea Franței în război, i s-a ordonat să-și consolideze forțele la New York. Pe 18 iunie, britanicii au plecat din Philadelphia, urmăriți de trupele americane revigorate; bătălia de la Monmouth⁠(d) din 28 iunie a fost neconcludentă, dar le-a ridicat moralul patrioților. La miezul nopții, nou instalat în funcție, Clinton a continuat retragerea britanicilor spre New York. Bătălia de la Monmouth din 28 iunie a fost neconcludentă, dar a ridicat moralul americanilor. Washington a adunat regimentele distruse ale lui Charles Lee, Continentalii au respins la baionetă asalturile britanice, ariergarda britanică a pierdut probabil cu 50% mai multe victime, iar americanii și-au păstrat pozițiile la sfârșitul zilei. La miezul nopții următoare, Clinton, nou instalat, și-a continuat retragerea la New York.
O forță navală franceză sub comanda amiralului Charles Henri Hector d'Estaing⁠(d) a fost trimisă să-l asiste pe Washington; după ce au hotărât de comun acord că New Yorkul era o țintă prea dificil de cucerit, cei doi au lansat în august un atac combinat asupra Newportului, cu generalul John Sullivan⁠(d) la comanda forțelor terestre. Bătălia de la Rhode Island⁠(d) s-a terminat nedecis; grav avariați de o furtună, francezii s-au retras ca să nu-și pună navele în pericol.
În iulie 1779, americanii au capturat pozițiile britanice la de Stony Point⁠(d) și Paulus Hook⁠(d). Clinton a încercat fără succes să-l atragă pe Washington într-o confruntare decisivă, trimițându-l pe generalul William Tryon⁠(d) să atace Connecticutul⁠(d). În iulie, o mare operațiune navală americană, Expediția Penobscot⁠(d), a încercat să recupereze Maine⁠(d), pe atunci parte din Massachusetts, dar a fost învinsă. Persistentele raiduri irocheze⁠(d) de-a lungul graniței cu Quebecul au dus la expediția punitivă a lui Sullivan⁠(d) în aprilie 1779, distrugând multe așezări ale acelor amerindieni, dar nereușind să oprească atacurile.
Pe timpul iernii dintre 1779–1780, armata continentală a suferit dificultăți mai mari decât la Valley Forge. Moralul era slab, sprijinul public a scăzut din cauza războiului îndelungat, dolarul continental⁠(d) era practic lipsit de valoare, armata era afectată de probleme de aprovizionare, dezertările erau un fapt comun și au avut loc revolte în regimentele Pennsylvania Line⁠(d) și New Jersey Line⁠(d) din cauza condițiilor de la începutul anului 1780.
În iunie 1780, Clinton a trimis 6.000 de oameni sub conducerea lui Wilhelm von Knyphasen pentru a recuceri New Jersey, dar au fost opriți de miliția locală în Bătălia de la Connecticut Farms⁠(d); deși americanii s-au retras, Knyphausen a simțit că nu este suficient de puternic pentru a ataca forța principală a lui Washington și s-a retras. Două săptămâni mai târziu, o a doua încercare s-a încheiat cu înfrângerea britanicilor în bătălia de la Springfield⁠(d), care a pus capăt ambițiilor lor în New Jersey. În iulie, Washington l-a numit pe Benedict Arnold comandant al West Pointului; tentativa acestuia de a preda fortul britanicilor a eșuat din cauza planificării incompetente, iar complotul a fost dezvăluit când contactul său britanic, John André⁠(d) a fost capturat și mai târziu executat. Arnold a fugit la New York și a trecut de partea britanicilor, acțiune justificată într-un pamflet adresat „Locuitorilor Americii⁠(d)”; patrioții i-au condamnat trădarea, dar și în rândul britanicilor el era aproape la fel de nepopular.

### Războiul din Sud

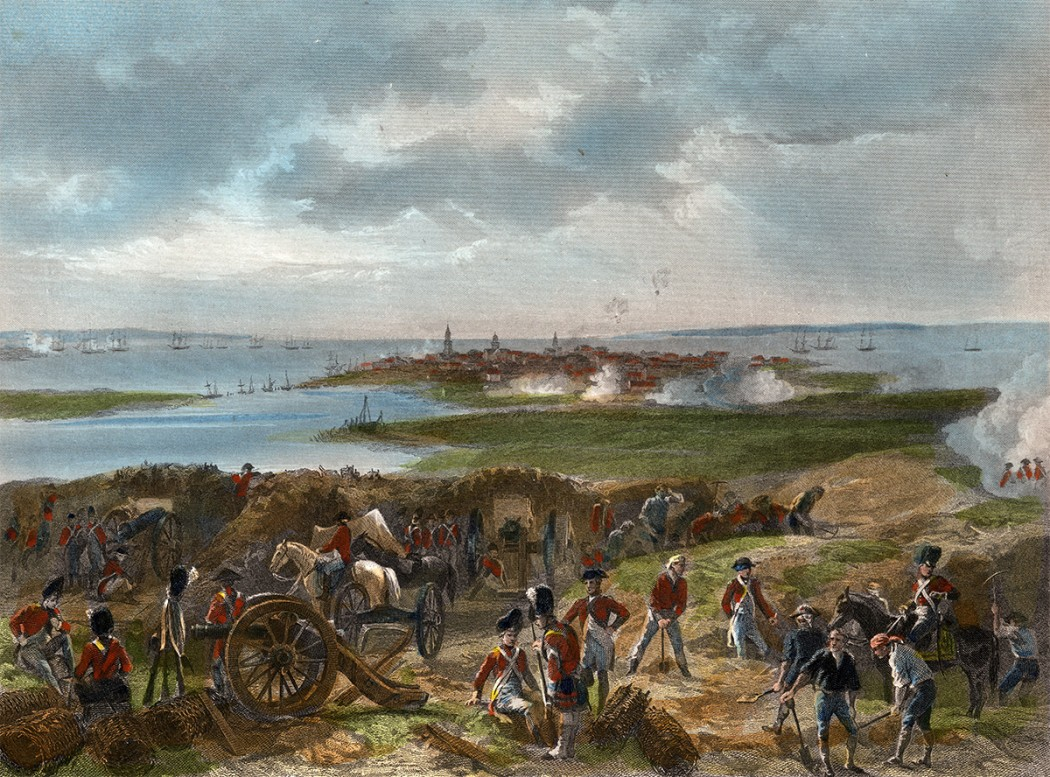
Asediul britanic al Charlestonului, cea mai grea înfrângere a americanilor în război, mai 1780

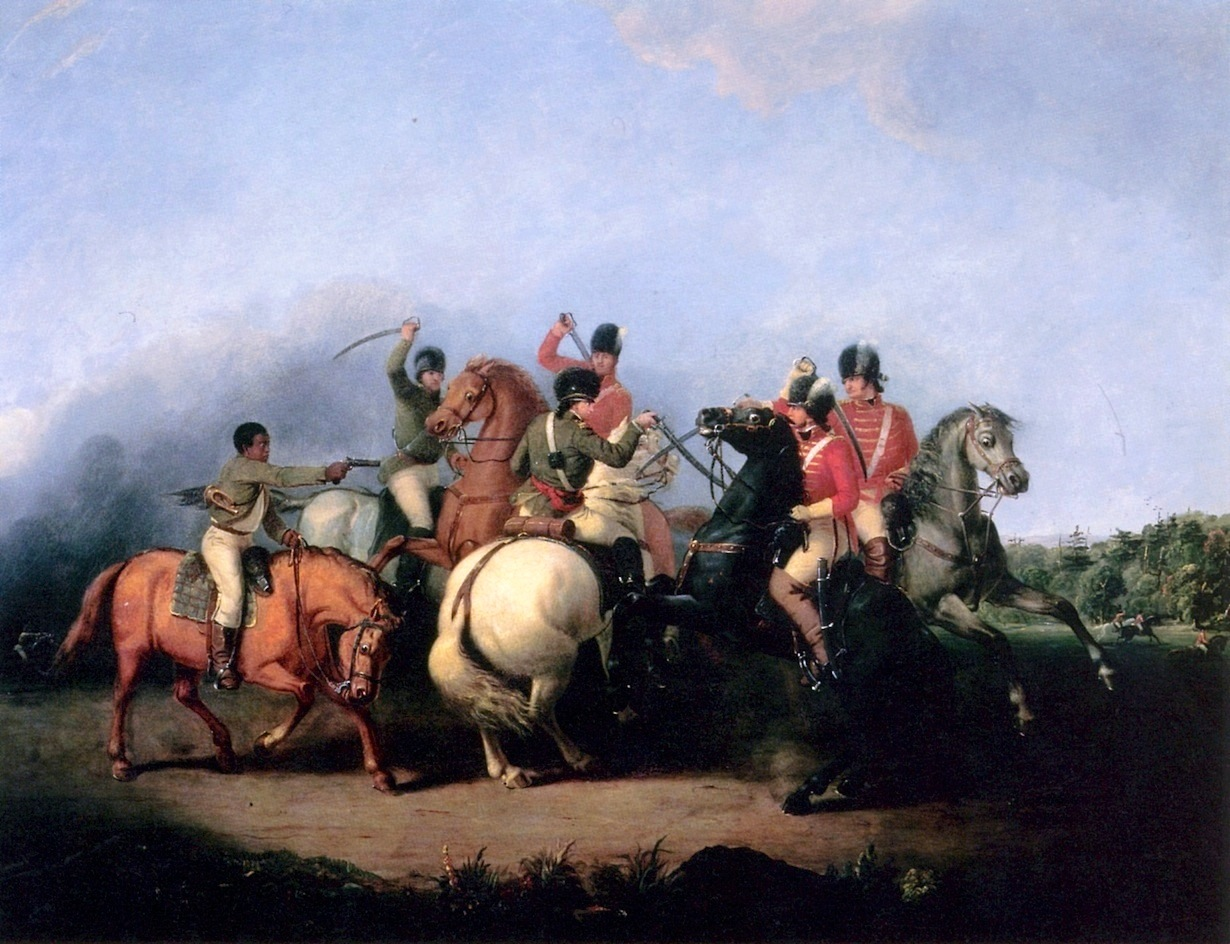
Armata Continentală izgonește în în, din ianuarie 1781

„Strategia Sudului” a fost dezvoltată de Lord Germain, pe baza contribuțiilor de la loialiști din Londra precum Joseph Galloway. Ei au susținut că nu are sens să lupte cu Patrioții în nord, unde ei erau mai puternici, în vreme ce economia New Englandului se baza pe comerțul cu Marea Britanie, indiferent de cine guvernează zona. Pe de altă parte, taxele asupra tutunului au făcut ca Sudul să fie mult mai profitabil pentru Marea Britanie, în timp ce sprijinul local însemna că asigurarea acestuia necesita un număr mic de trupe regulate. O victorie britanică acolo ar fi lăsat Statele Unite trunchiate, și prinse între posesiunile britanice din sud, Canada la nord și Ohio la granița de vest; cu litoralul atlantic controlat de Marina Regală, Congresul ar fi obligat să accepte capitularea. Ipotezele despre nivelul sprijinului loialiștilor s-au dovedit însă extrem de optimiste.
Ca urmare, Germain i-a ordonat lui Augustine Prévost⁠(d), comandantul britanic din Florida de Est, să înainteze în Georgia⁠(d) în decembrie 1778. Locotenent-colonelul Archibald Campbell⁠(d), un ofițer cu experiență, luat prizonier mai la începutul războiului și schimbat cu Ethan Allen, a capturat Savannah⁠(d) pe 29 decembrie 1778. El a recrutat o miliție loialistă de aproape 1100 de oameni, dintre care mulți s-ar fi alăturat doar după ce Campbell a amenințat că le va confisca proprietățile. Slaba motivare și instrucția modestă a făcut ca pe aceste trupe să nu se poată pune bază, după cum s-a dovedit în înfrângerea lor în fața milițiilor Patrioților în bătălia de la Kettle Creek⁠(d) din 14 februarie 1779, deși aceasta a pălit prin comparație cu victoria britanică de la Brier Creek⁠(d) din 3 martie.
În iunie 1779, Prévost a lansat un atac eșuat asupra Charlestonului, înainte de a se retrage în Savannah, o operațiune rămasă notorie pentru jafurile pe scară largă comise de către trupele britanice, ceea ce i-a înfuriat atât pe loialiști, cât și pe patrioți. În octombrie, o operațiune comună franceză și americană sub conducerea amiralului D'Estaing⁠(d) și generalului Benjamin Lincoln⁠(d) nu a reușit să recucerească Savannah⁠(d). Prévost a fost înlocuit de Lord Cornwallis⁠(d), care și-a asumat responsabilitatea pentru strategia lui Germain; el a realizat curând că estimările sprijinului loialist erau considerabil supraevaluate și avea nevoie de forțe regulate în număr mult mai mare.
Întărite de Clinton, trupele lui Cornwallis au capturat Charlestonul⁠(d) în mai 1780, provocând cea mai grea înfrângere a patrioților în război; au căzut peste 5.000 de prizonieri, iar armata continentală din Sud a fost efectiv distrusă. Pe 29 mai, forța principală de loialiști sub locotenent-colonelul Banastre Tarleton⁠(d) a înfrânt o forță a Armatei Continentale de aproape trei ori dimensiunea ei, sub comanda colonelului Abraham Buford, în bătălia de la Waxhaws⁠(d). Bătălia este înconjurată de controverse pe marginea unor acuzații de masacru, acuzații ulterior folosite ca instrument de recrutare de către patrioți.
Clinton s-a întors la New York, lăsându-l pe Cornwallis să supervizeze Sudul; în ciuda succesului lor, cei doi s-au despărțit certați, cu consecințe teribile pentru viitoarea desfășurare a războiului. Strategia din Sud depindea de sprijinul local, dar aceasta a fost subminat de o serie de măsuri coercitive. Până atunci, patrioții capturați erau trimiși acasă după ce jurau că nu vor mai ridica armele împotriva regelui; dar acum li se cerea acum să se lupte contra foștilor lor camarazi, în timp ce confiscarea plantațiilor deținute de patrioți i-a determinat pe foștii „granzi” neutri să li se alăture. Confruntările de la plantația lui Williamson⁠(d), Cedar Springs, Rocky Mount⁠(d) și Hanging Rock⁠(d) au fost semne ale unei rezistențe larg răspândite față de noile jurăminte în toată Carolina de Sud.
În iulie 1780, Congresul l-a numit pe generalul Horatio Gates⁠(d) comandant în Sud; a fost învins în bătălia de la Camden⁠(d) pe 16 august, ceea ce i-a dat mână liberă lui Cornwallis să intre în Carolina de Nord. În ciuda succeselor pe câmpul de luptă, britanicii nu reușeau să controleze zona rurală, iar atacurile patrioților au continuat; înainte de a se muta spre nord, Cornwallis a trimis miliția loialistă sub comanda maiorului Patrick Ferguson⁠(d) să-i acopere flancul stâng, lăsând forțele prea depărtate între ele pentru a-și putea oferi sprijin reciproc. La începutul lunii octombrie, Ferguson a fost învins în bătălia de la Kings Mountain⁠(d), iar rezistența loialistă organizată în regiune s-a dispersat. Chiar și așa, Cornwallis a continuat în Carolina de Nord în speranța unui sprijin loialist, în timp ce Washington l-a înlocuit pe Gates cu generalul Nathanael Greene⁠(d) în decembrie 1780.
Greene și-a divizat armata, el punându-se în fruntea forței principale care s-a îndreptat spre sud-est urmărită de Cornwallis; un detașament a fost trimis la sud-vest sub conducerea lui Daniel Morgan⁠(d), care a învins Legiunea Britanică⁠(d) a lui Tarleton la Cowpens⁠(d) pe 17 ianuarie 1781, aproape eliminând-o ca forță combatantă. Patrioții au preluat în acest moment inițiativa în Sud, cu excepția unui raid asupra Richmondului efectuat de Benedict Arnold în ianuarie 1781. Greene l-a atras pe Cornwallis într-o serie de contramarșuri în toată Carolina de Nord; la începutul lunii martie, britanicii erau epuizați și lipseau de provizii, iar Greene se simțea suficient de puternic pentru a intra în luptă în bătălia de la Guilford Courthouse⁠(d) pe 15 martie 1781. Deși învingător, Cornwallis a suferit pierderi grele și s-a retras în Wilmington, Carolina de Nord, în căutare de provizii și întăriri.
Patrioții controlau acum cea mai mare parte a Carolinei și Georgiei, excepți făcând zonele de; după un mic pas înapoi făcut în bătălia de la Hobkirk's Hill⁠(d), au recucerit Fort Watson⁠(d) și Fort Motte⁠(d) pe 15 aprilie. Pe 6 iunie, generalul de brigadă Andrew Pickens⁠(d) a capturat Augusta⁠(d), limitându-i pe britanicii din Georgia la Charleston și Savannah. Presupunerea că loialiștii for duce greul luptelor i-a privat pe britanici de trupe, iar victoriile de pe câmpul de luptă au venit cu prețul unor pierderi pe care nu le puteau suplini. Chiar dacă a oprit înaintarea lui Greene în bătălia de la Eutaw Springs⁠(d) din 8 septembrie, Cornwallis s-a retras la Charleston fără prea multe reușite în campania sa.

### Campania din Vest

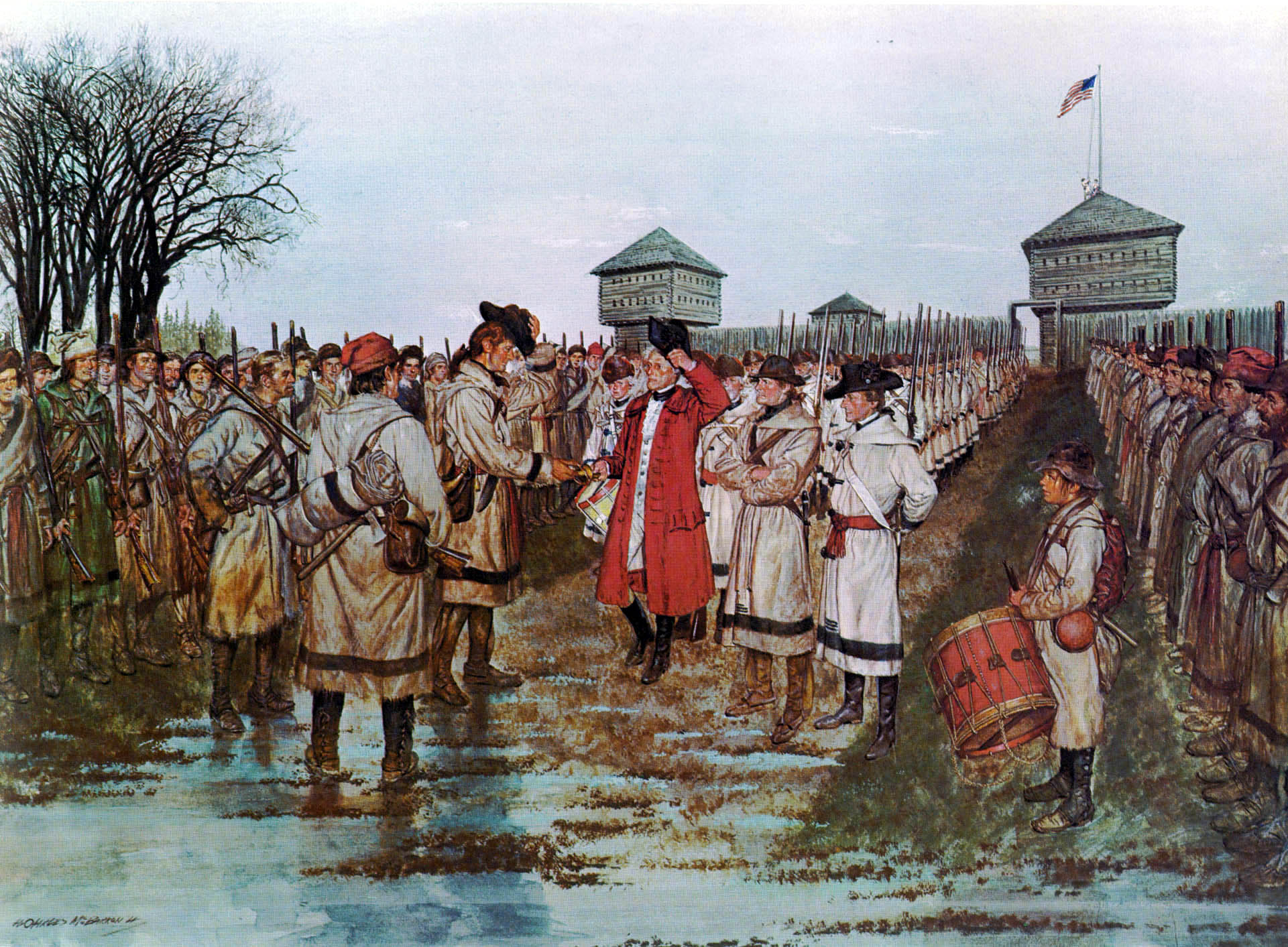
Guvernatorul capitulează în fața colonelului la în iulie 1779

De la începutul războiului, Bernardo de Gálvez⁠(d), guvernatorul Louisianei spaniole, a permis americanilor să importe provizii și muniții în New Orleans, apoi să le trimită la Pittsburgh. Aceasta oferea o rută alternativă de transport pentru Armata Continentală, ocolind blocada britanică a Coastei Atlanticului.
În februarie 1778, o expediție a milițiilor pentru a distruge proviziile militare britanice în așezările de-a lungul râului Cuyahoga⁠(d) a fost oprită de vremea nefavorabilă. Mai târziu, în cursul anului, a fost întreprinsă o a doua campanie⁠(d) pentru cucerirea Țării Illinois⁠(d) de la britanici. Miliția din Virginia, coloniștii canadieni⁠(d) și aliații lor indieni comandați de colonelul George Rogers Clark⁠(d) au capturat Kaskaskia⁠(d) pe 4 iulie, apoi și-au asigurat Vincennes⁠(d), deși Vincennes a fost recucerit de guvernatorul Quebecului Henry Hamilton. La începutul anului 1779, virginezii au contraatacat în asediul Fortului Vincennes⁠(d) și l-au luat prizonier pe Hamilton. Clark avea să asigure vestul Quebecului Britanic⁠(d) drept Teritoriul de Nord-Vest al Americii prin Tratatul de la Paris, care a încheiat războiul.
Când Spania s-a alăturat războiului Franței împotriva Marii Britanii în 1779, tratatul lor⁠(d) excludea în mod specific acțiunile militare spaniole în America de Nord. Totuși, mai târziu în acel an, Gálvez a inițiat operațiuni ofensive împotriva avanposturilor britanice. Mai întâi, el a curățat garnizoanele britanice din Baton Rouge, Louisiana, Fort Bute⁠(d) și Natchez, Mississippi, și a capturat cinci forturi. Făcând aceasta, Gálvez a deschis navigația pe râul Mississippi spre nord până la așezarea americană din Pittsburg.
Pe 25 mai 1780, colonelul britanic Henry Bird a invadat Kentucky,⁠(d) ca parte a unei operațiuni mai ample de eliminare a rezistenței americane din Quebec până la coasta Golfului. Înaintarea lor din Pensacola asupra New Orleansului a fost oprită de ofensiva guvernatorului spaniol Gálvez în direcția Mobile. Atacurile britanice simultane au fost respinse la St. Louis⁠(d) de către guvernatorul-locotenent spaniol de Leyba⁠(d), iar asupra tribunalului comitatului Virginia⁠(d) din Cahokia⁠(d) de către locotenent-colonelul Clark. Inițiativa britanicilor în frunte cu Bird din Detroit s-a încheiat când s-a zvonit că se apropie Clark. Amploarea violențelor din Valea Râului Licking⁠(d) a fost extremă „chiar și pentru standardele frontierei”. Ea i-a determinat pe locuitorii așezărilor englezești și germane să se alăture miliției lui Clark atunci când britanicii și mercenarii germani s-au retras în Marile Lacuri. Americanii au răspuns cu o ofensivă majoră de-a lungul râului Mad⁠(d) în august, care a avut un oarecare succes în bătălia de la Piqua, dar nu a pus capăt raidurilor indienilor.
Soldatul francez Augustin de La Balme⁠(d) a condus o miliție canadiană în încercarea de a captura Detroitul, dar aceștia s-au dispersat când băștinașii Miami⁠(d) conduși de Țestoasă-Mică⁠(d) i-au atacat pe coloniștii din tabără pe 5 noiembrie. Războiul din vest intrase în impas, cu garnizoana britanică cantonată în Detroit și virginiezii extinzându-și așezările spre vest, la nord de râul Ohio, în pofida rezistenței indienilor aliați cu britanicii.
În 1781, Galvez și Pollock au dus o campanie spre est de-a lungul Coastei Golfului⁠(d) pentru a asigura Florida de Vest, inclusiv Mobile⁠(d) și Pensacola⁠(d), deținute de britanici. Operațiunile spaniole au afectat aprovizionarea cu armament a indienilor aliați cu britanicii, ceea ce făcut ca alianța militară în vedera atacării coloniștilor dintre râul Mississippi și Munții Apalași să fie suspendată.
Anul 1782 a adus represalii pe scară largă între coloniști și băștinașii americani din regiune, între care masacrul de la Gnadenhutten și expediția lui Crawford⁠(d). Bătălia de la Blue Licks⁠(d) din 1782 a fost una dintre ultimele ciocniri majore ale Războiului American de Independență. Vestea despre tratatul dintre Marea Britanie și Statele Unite a ajuns la sfârșitul acelui an. Până în acest moment, aproximativ 7% dintre coloniștii din Kentucky fuseseră omorâți în lupte împotriva băștinașilor americani, în contrast cu 1% din populația ucisă în cele 13 colonii. Resentimentele persistente au dus la continuarea luptelor în vest⁠(d) după încheierea oficială a războiului.

### Înfrângerea britanicilor

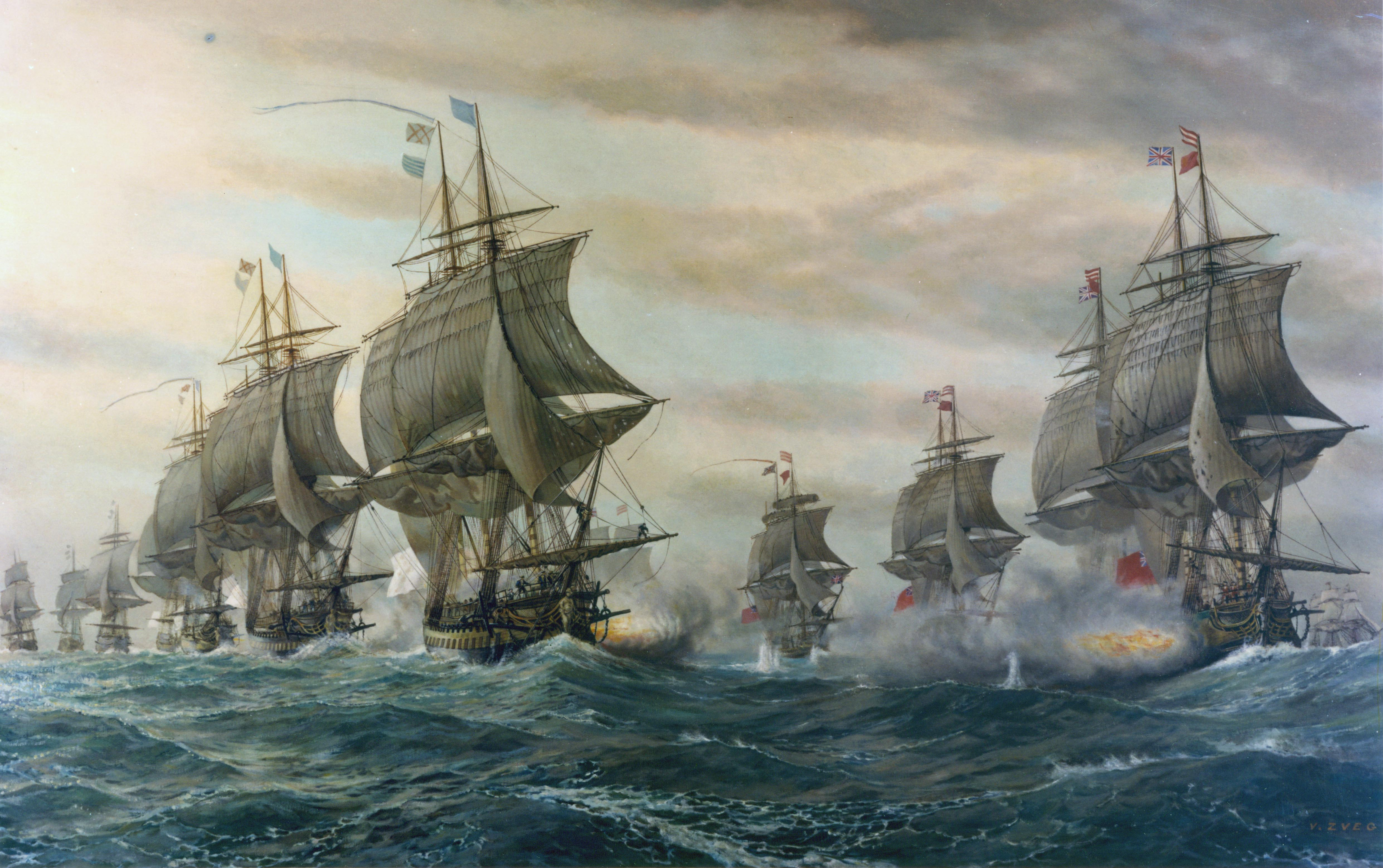
O flotă a Marinei Franceze (stânga) luptă cu britanicii în din

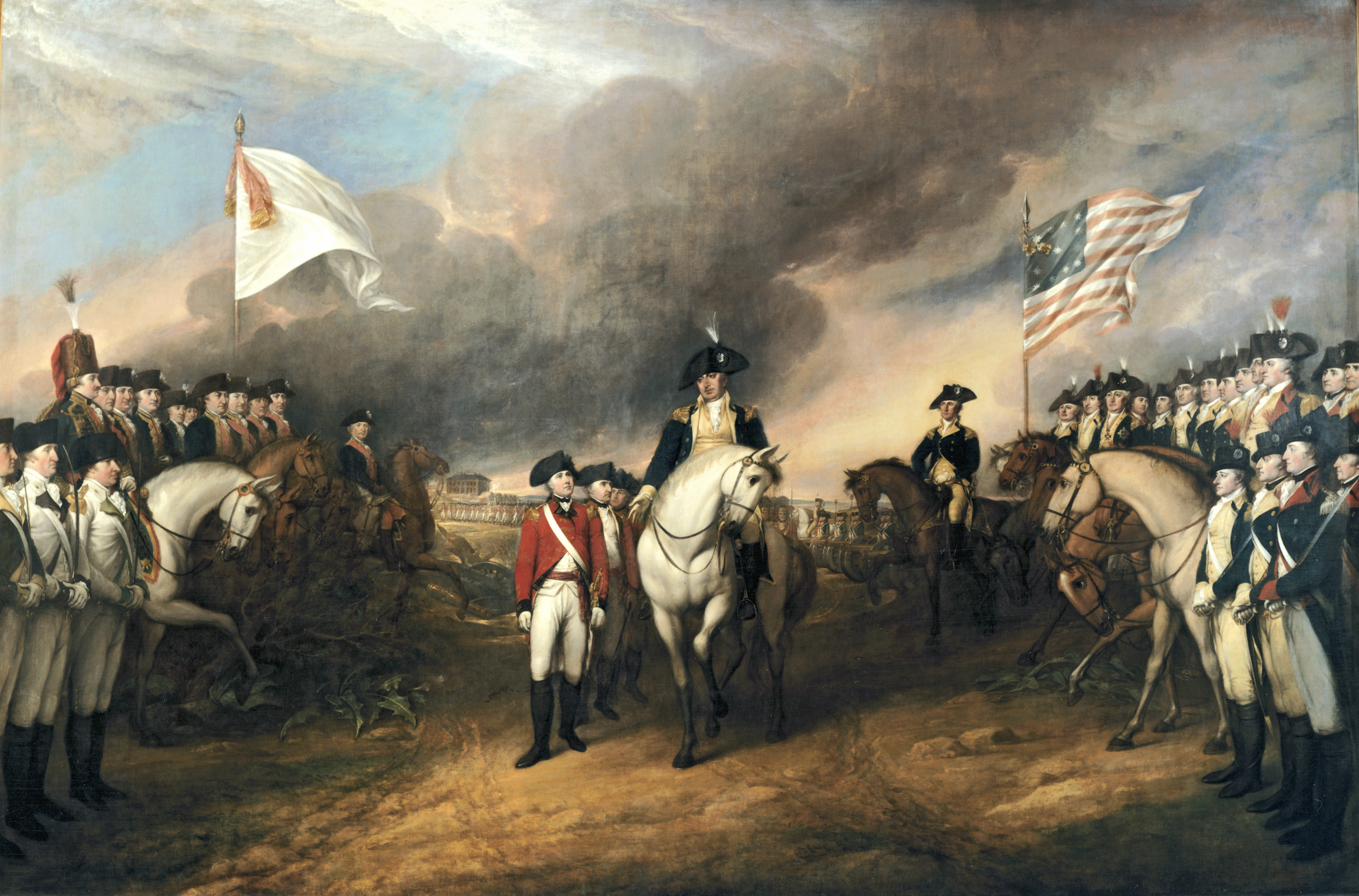
Generalul britanic capitulează la în octombrie 1781

Clinton și-a petrecut cea mai mare parte a anului 1781 în New York; nu a reușit să construiască o strategie operațională coerentă, în parte din cauza relației sale dificile cu amiralul Marriot Arbuthnot⁠(d). În Charleston, Cornwallis a dezvoltat independent un plan agresiv pentru o campanie în Virginia, care spera să izoleze armata lui Greene în Carolina și să provoace prăbușirea rezistenței patrioților din Sud. Aceasta a fost aprobată de Lord Germain la Londra, dar niciunul dintre ei nu l-a informat și pe Clinton.
Washington și Rochambeau⁠(d) dezbățeau acum opțiunile; primul dorea să atace New Yorkul, cel de al doilea Virginia, unde forțele lui Cornwallis erau mai slab ancorate și, prin urmare, mai ușor de învins. Washington a cedat în cele din urmă și Lafayette a luat o forță combinată franco-americană în Virginia, dar Clinton i-a interpretat greșit mișcările drept pregătiri pentru un atac asupra New Yorkului. Preocupat de această amenințare, el l-a instruit pe Cornwallis să înființeze o bază maritimă fortificată unde Marina Regală să-și poată evacua trupele pentru a ajuta la apărarea New Yorkului.
Când Lafayette a intrat în Virginia, Cornwallis a respectat ordinele lui Clinton și s-a retras în Yorktown⁠(d), unde și-a construit întărituri puternice și a așteptat evacuarea. Un acord al Marinei Spaniole de a apăra Indiile de Vest franceze i-a permis amiralului de Grasse⁠(d) să se mute pe litoralul atlantic, o manevră pe care Arbuthnot nu o anticipase. Aceasta a oferit sprijin naval lui Lafayette, în timp ce eșecul operațiunilor anterioare combinate de la Newport și Savannah a însemnat că coordonarea lor este planificată cu mai multă atenție. În ciuda îndemnurilor repetate din partea subordonaților săi, Cornwallis nu a făcut nicio încercare de a-l ataca pe Lafayette înainte de a apuca să-și formeze linii de asediu. Și mai rău, așteptându-se să fie retras în câteva zile, a abandonat fortificațiile exterioare, care au fost ocupate imediat de asediatori, ceea ce a grăbit înfrângerea britanicilor.
Pe 31 august, o flotă britanică condusă de Thomas Graves⁠(d) a părăsit New Yorkul spre Yorktown. După ce a debarcat trupe și muniții pentru asediatori pe 30 august, de Grasse a rămas în Golful Chesapeake și l-a interceptat pe 5 septembrie; deși bătălia de la Chesapeake⁠(d) s-a încheiat echilibrat în ceea ce privește pierderile, Graves a fost forțat să se retragă, lăsându-l pe Cornwallis izolat. O încercare de evaziune peste râul York la Gloucester Point a eșuat din cauza vremii nefavorabile. Sub bombardament puternic și cu proviziile pe terminate, Cornwallis a simțit că situația lui era fără speranță și pe 16 octombrie a trimis emisari la Washington pentru a negocia capitularea; după douăsprezece ore de negocieri, acestea au fost finalizate a doua zi. Responsabilitatea pentru înfrângere a fost subiectul unei acerbe dezbateri publice între Cornwallis, Clinton și Germain. În ciuda criticilor din partea ofițerilor săi subordonați, Cornwallis se bucura încă de încrederea colegilor săi și mai târziu a ocupat o serie de funcții de conducere în guvern; Clinton a trebuit în cele din urmă să-și asume cea mai mare parte a vinei și și-a petrecut restul vieții în anonimat.
După Yorktown, forțele americane au primit ordine să supravegheze armistițiul dintre Washington și Clinton făcut pentru a facilita plecarea britanicilor în urma legii Parlamentului din ianuarie 1782 care interzicea orice altă acțiune ofensivă britanică în America de Nord. Negocierile anglo-americane de la Paris au dus la preliminariile semnate în noiembrie 1782 prin care se recunoaște independența SUA. Scopul declarat de Congres al războiului, acela de a obține retragerea britanicilor din teritoriile nord-americane revendicate, care urmau a fi cedate SUA a fost finalizat pentru orașele de coastă în etape.
În Sud, generalii Greene și Wayne au următit retragerea trupelor regulate britanice din Charleston la 14 decembrie 1782. Milițiile provinciale loialiste formate din albi și negri liberi, precum și loialiștii cu sclavii lor au fost transportați pentru a fi relocați în Nova Scotia și în Caraibe. Aliații băștinași americani ai britanicilor și unii negri eliberați au fost lăsați să fugă prin liniile americane fără a fi ajutați.
Pe 9 aprilie 1783, Washington a dat ordine ca „toate actele de ostilitate” să înceteze imediat. În aceeași zi, printr-un aranjament cu Washington, Carleton a dat un ordin similar trupelor britanice. Conform îndrumărilor din hotărârea Congresului din 26 mai 1783, toți ofițerii nepermanenți și soldații au fost eliberați din serviciu „la casele lor” până la „tratatul definitiv de pace”, prin care urmau să fie eliberați definitiv. Armatele americane au fost desființate direct pe câmp, conform ordinelor generale ale lui Washington din 2 iunie 1783. Odată semnat tratatul de la Paris cu Marea Britanie la 3 septembrie 1783, Washington și-a prezentat demisia din funcția de comandant suprem al Armatei Continentale. Ocupația britanică din New York City a încetat la 25 noiembrie 1783, odată cu plecarea înlocuitorului lui Clinton, general Sir Guy Carleton⁠(d).

## Strategie și comandanți

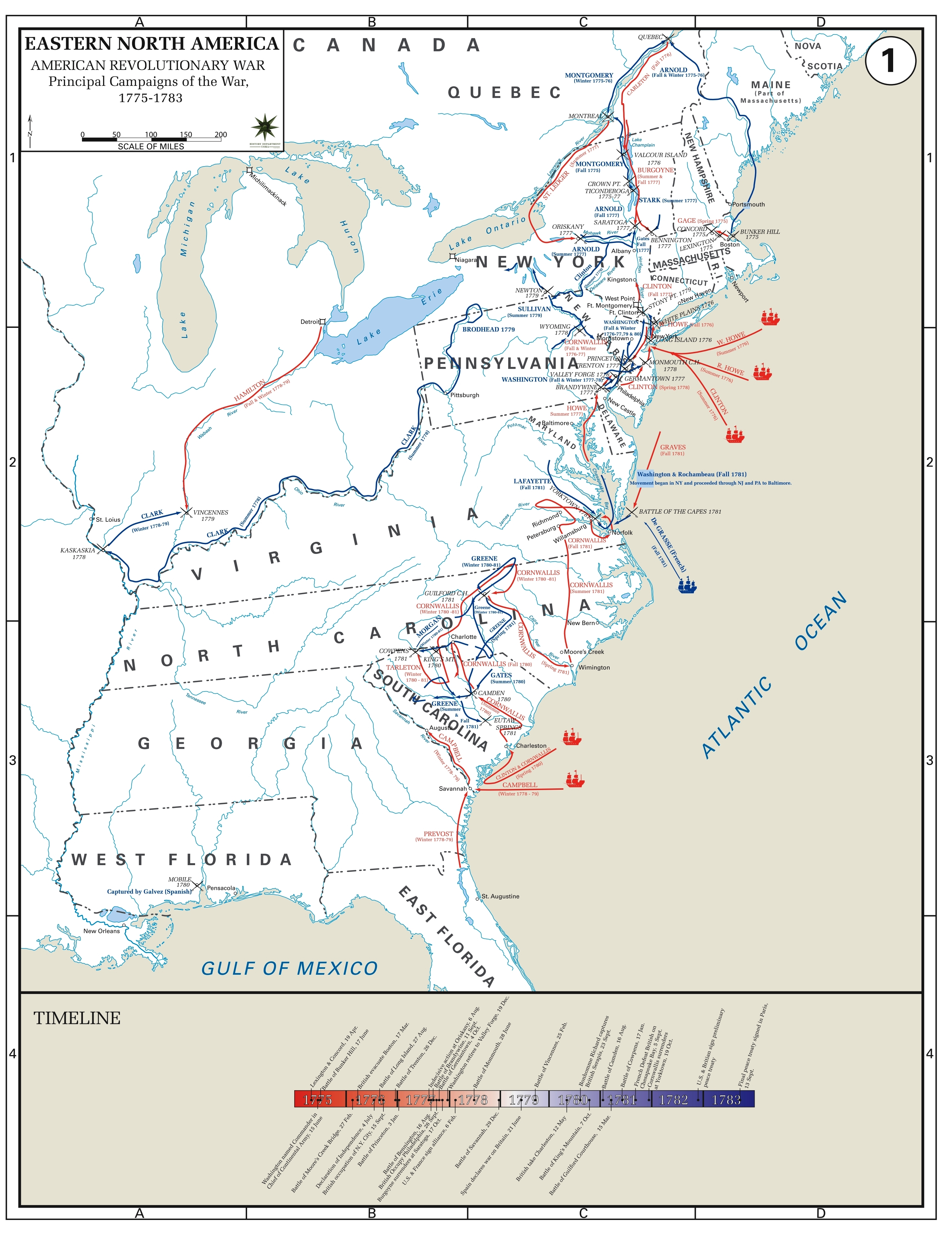
Principalele campanii ale Războiului de Independență. Hartă a principalelor campanii ale Războiului de independență, cu mișcările britanicilor (roșu) și americanilor (albastru).
Cronologia arată că britanicii au câștigat cele mai multe bătălii în prima jumătate a conflictului; americanii au câștigat cele mai multe în cea de a doua.

Pentru a câștiga insurecția, americanii trebuia să reziste până la epuizarea voinței britanicilor de a continua lupta. Pentru a-și restabili imperiul, britanicii aveau nevoie să învingă armata continentală în primele luni și să oblige Congresul să își retragă cererile de autoguvernare. Istoricul Terry M. Mays identifică trei tipuri separate de război, primul fiind un conflict colonial în care obiecțiile față de reglementarea comerțului imperial erau la fel de semnificative ca și politica fiscală. Al doilea a fost un război civil cu toate cele treisprezece state scindate între patrioți, loialiști și cei care preferau să rămână neutri. În special în Sud, s-au purtat multe bătălii între patrioți și loialiști fără nicio implicare a britanicilor, ceea ce a dus la diviziuni care au continuat după obținerea independenței.
Al treilea element a fost un război global între Franța, Spania, Republica Neerlandeză și Marea Britanie, America fiind unul dintre numeroasele teatre diferite. După intrarea în război în 1778, Franța a oferit americanilor bani, arme, soldați și asistență navală, în timp ce trupele franceze au luptat sub comanda SUA în America de Nord. Deși Spania nu s-a alăturat oficial războiului din America, ei au oferit acces la râul Mississippi și, prin capturarea posesiunilor britanice din Golful Mexic, au blocat accesul Marinei Regale la bazele de acolo, recuperând și Menorca și asediind Gibraltarul în Europa.
Deși Republica Neerlandeză nu mai era o putere majoră, până la 1774 ea încă domina transporturile maritime europene, iar comercianții neerlandezi obțineau profituri mari transportând munițiile furnizate de francezi patrioților. Aceasta a luat sfârșit când Marea Britanie a declarat război⁠(d) în decembrie 1780, iar conflictul s-a dovedit dezastruos pentru economia lor.

### Strategia americanilor
Al Doilea Congres Continental avea de câștigat dacă rebeliunea evolua într-un război prelungit. Populația coloniilor era destul de prosperă și depindea de producția locală pentru alimente și provizii, și nu de importurile din Marea Britanie. Cele treisprezece colonii erau răspândite pe mare parte din coasta nord-americană a Atlanticului, pe 1.600 km. Cele mai multe ferme coloniale erau departe de porturi, iar controlul asupra a patru sau cinci mari porturi nu le-a conferit britanicilor control și asupra zonelor interioare ale continentului nord-american. Fiecare stat își stabilise propriile sisteme interne de distribuție. Motivația a fost și ea un factor major: fiecare capitală colonială avea propriile ziare și tipografii⁠(d), iar patrioții s-au bucurat de mai mult sprijin popular decât loialiștii. Marea Britanie spera ca loialiștii să ducă greul luptelor, dar au constatat că aceștia nu erau atât de hotărâți să lupte pe cât sperau.

#### Armata continentală

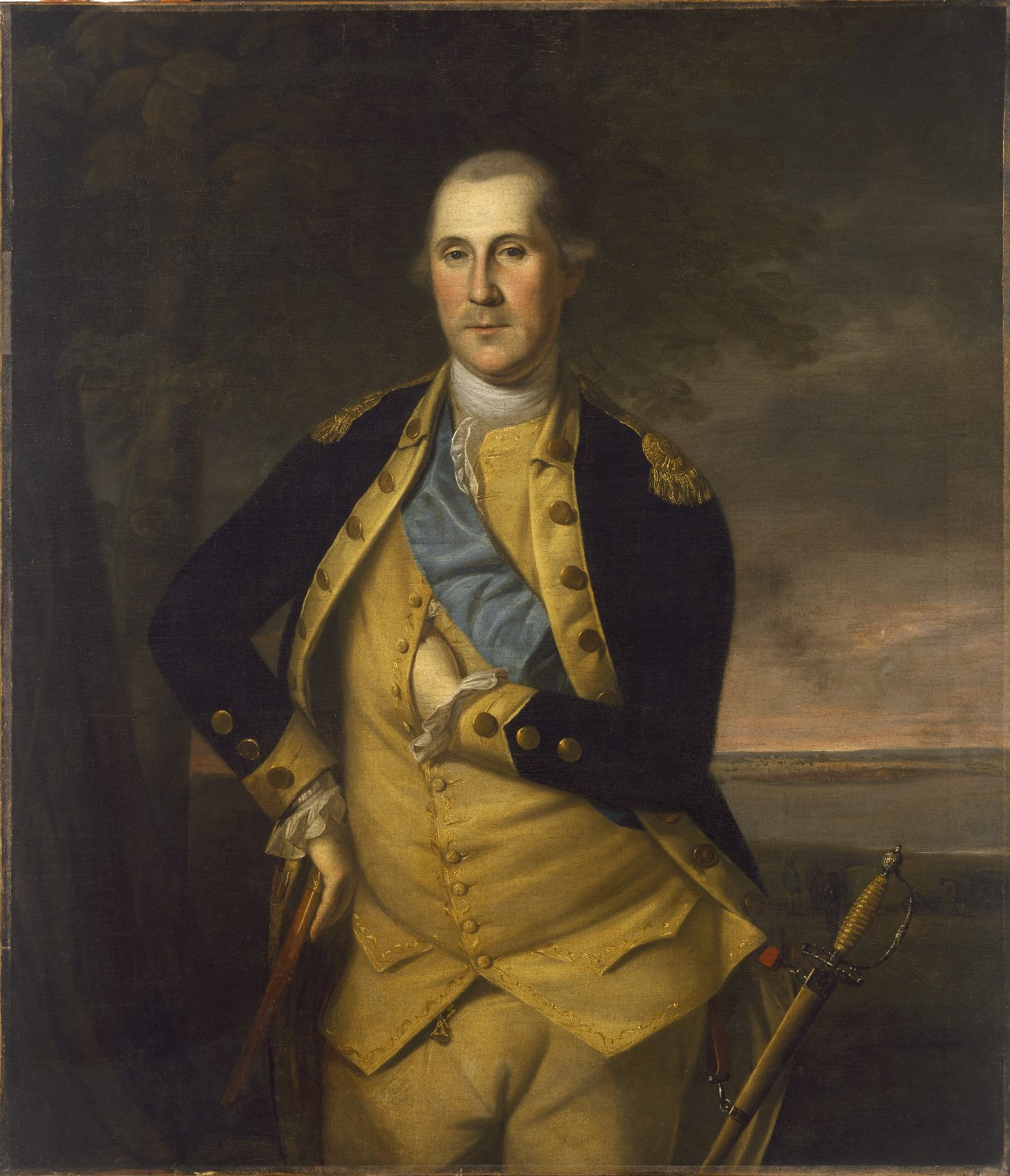
Generalul Washington la comanda Armatei Continentale

Când a început războiul, Congresul nu avea o armată sau o flotă profesionistă. Fiecare colonie avea însă un sistem demult stabilit de miliții locale, testate în luptă în sprijinul trupelor regulate britanice în Războiul Francez și Indian. Legislativele coloniilor își finanțau și își controlau independent milițiile lor locale.
Milițienii erau înarmați ușor, aveau pregătire minimală și, de obicei, nu aveau uniforme. Unitățile lor serveau doar pe perioade de câteva săptămâni sau luni și nu aveau pregătirea și disciplina soldaților mai experimentați. Milițiile locale de comitat erau reticente în a călători departe de casă și nu erau disponibile pentru operațiuni prelungite. Pentru a compensa acest lucru, Congresul a înființat la 14 iunie 1775 o forță regulată cunoscută sub numele de Armata Continentală, care a stat la originea armatei moderne a Statelor Unite, și l-a numit pe Washington comandant suprem. Cu toate acestea, ea a suferit mult din cauza lipsei unui program eficient de instrucție și de lipsa de experiență a ofițerilor și sergenților, care era compensată de puțini ofițeri superiori competenți.
Fiecare legislativ de stat a numit ofițeri atât pentru milițiile comitatelor, cât și pentru cele ale statelor, precum și propriii ofițeri regimentali de linie continentală; deși Washington era obligat să accepte numirile Congresului, i se permitea totuși să aleagă și să-și comande propriii generali, cum ar fi Nathanael Greene⁠(d); comandantul lui de artilerie, Henry Knox⁠(d); și Alexander Hamilton, șeful de stat major. Unul dintre cei mai de succes recruți în funcția de ofițer general ai lui Washington a fost baronul Friedrich Wilhelm von Steuben⁠(d), un veteran din statul major prusac care a scris Manualul revoluționar de exerciții de război. Dezvoltarea Armatei Continentale a fost întotdeauna o muncă în curs de derulare, iar Washington s-a folosit pe tot parcursul războiului atât de trupele regulate, cât și de milițiile statelor; când erau angajate corespunzător, combinația le-a permis să copleșească forțele britanice mai mici, cum ar fi la Concord, Boston, Bennington și Saratoga. Ambele părți au recurs la războiul de partizani, dar milițiile statelor au suprimat efectiv activitatea loialistă atunci când trupele regulate britanice nu se aflau în zonă.
Washington a conceput strategia militară generală a războiului în cooperare cu Congresul, a stabilit principiul supremației civile asupra afacerilor militare, și-a recrutat personal corpul de ofițeri superiori și a menținut statele concentrate pe un obiectiv comun. În primii trei ani, până după Valley Forge⁠(d), Armata Continentală a fost în mare parte completată de milițiile locale ale statelor. Inițial, Washington a angajat ofițerii neexperimentați și trupele neantrenate în tactici ale pământului pârjolit⁠(d), mai degrabă decât a risca atacuri frontale împotriva soldaților și ofițerilor profesioniști ai Marii Britanii. Pe parcursul întregului război, Washington a pierdut mai multe bătălii decât a câștigat, dar niciodată nu și-a predat trupele și a menținut o forță de luptă în fața armatelor britanice de câmp și nu a renunțat niciodată la lupta pentru cauza americană.
După standardele europene predominante, armatele din America erau relativ mici, limitate de lipsa proviziilor și a logisticii; britanicii în special erau constrânși de dificultatea transportului de trupe peste Atlantic și de dependența de proviziile locale. Washington nu a comandat niciodată în mod direct mai mult de 17.000 de oameni, în timp ce armata franco-americană combinată de la Yorktown era doar aproximativ 19.000. La începutul anului 1776, forțele patrioților erau formate din 20.000 de oameni, dintre care două treimi în Armata Continentală și cealaltă treime în diferitele miliții de stat. Aproximativ 250.000 de oameni au slujit ca trupe regulate sau ca miliție pentru cauza revoluționară timp de opt ani în timpul războiului, dar nu au fost niciodată mai mult de 90.000 de oameni sub arme la un moment dat.
În ansamblu, ofițerii americani nu s-au ridicat niciodată la nivelul adversarilor la capitolul tactici și manevre, și au pierdut majoritatea bătăliilor deschise. Marile succese de la Boston⁠(d) (1776), Saratoga (1777) și Yorktown⁠(d) (1781) au fost câștigate prinzându-i pe britanici în capcane departe de bază cu un număr mai mare de trupe. Cu toate acestea, după 1778, armata lui Washington a fost transformată într-o forță mai disciplinată și mai eficientă, în principal prin pregătirea efectuată de baronul von Steuben⁠(d). Imediat după ce armata a ieșit din Valley Forge, și-a dovedit capacitatea de a se lupta de la egal la egal cu trupele britanice la bătălia de la Monmouth⁠(d), inclusiv cu un regiment de negri din Rhode Island, care a respins un atac britanic cu baionetă, apoi a efectuat primul contraatac al armatei lui Washington. Aici, Washington a ajuns să realizeze că nu are nevoie să elibereze întregi orașe, ci că pe termen lung este mai important doar să-și păstreze armata și să mențină în viață spiritul revoluționar. Washington l-a informat pe Henry Laurens „că stăpânirea orașelor noastre, în timp ce pe câmp există o armată, le va folosi prea puțin”.
Deși Congresul a fost responsabil pentru efortul de război și a furnizat provizii trupelor, Washington și-a asumat sarcina de a face presiuni asupra Congresului și legislativelor statelor pentru a furniza elementele esențiale ale războiului; nu a fost niciodată suficient. Congresul a evoluat la capitolul comisii de supervizare, și a înființat Consiliul de Război, care includea membri ai armatei. Deoarece Consiliul de Război era un comitet prins și cu propriile sale proceduri interne, Congresul a creat și postul de secretar de război și l-a numit pe generalul-maior Benjamin Lincoln⁠(d) în această funcție în februarie 1781. Washington a lucrat îndeaproape cu Lincoln pentru a coordona autoritățile civile și militare și s-a ocupat de pregătirea și aprovizionarea armatei.

#### Marina Continentală

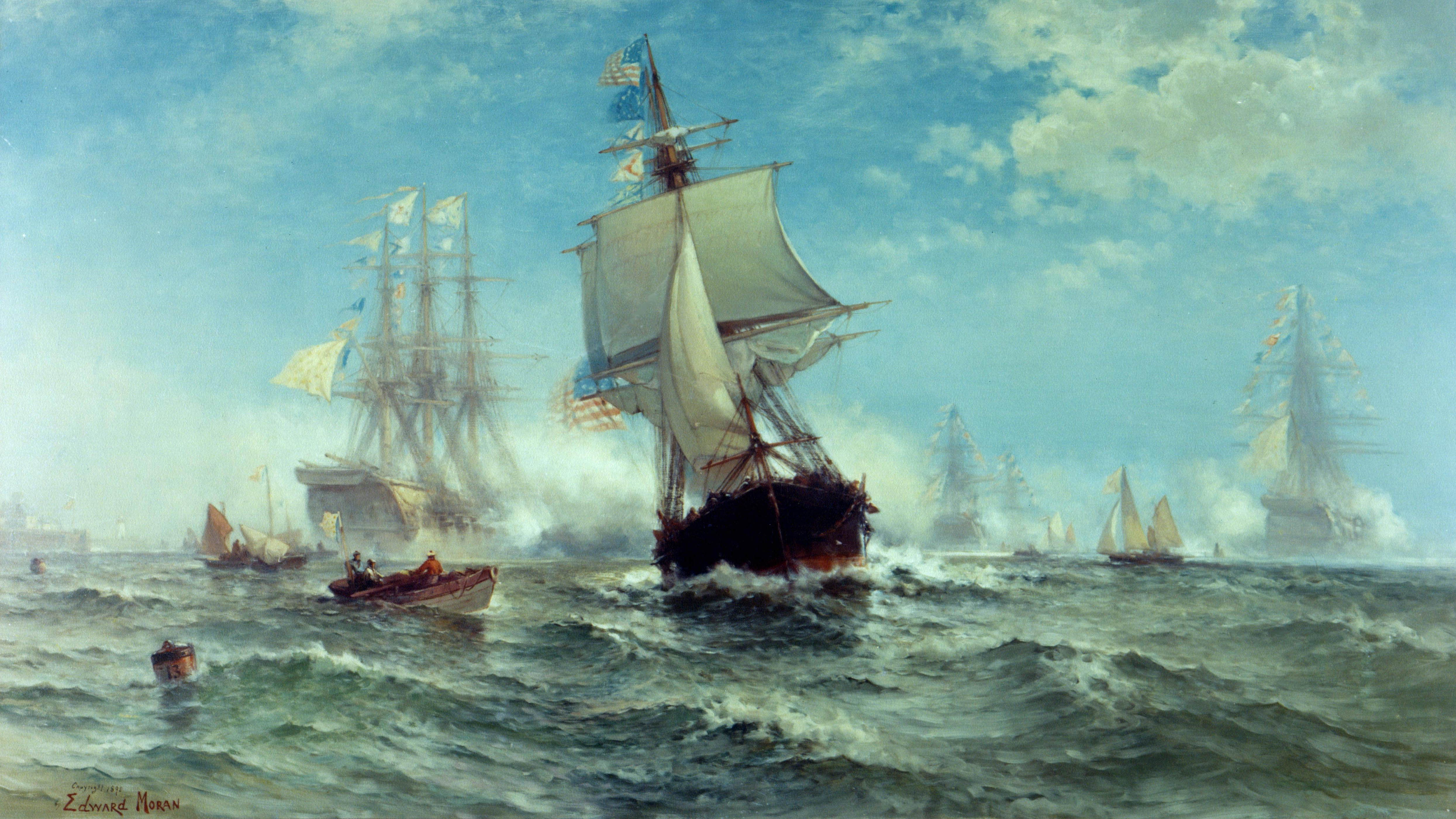
comandată de căpitanul

Pe parcursul primei veri a războiului, Washington a început să amenajeze goelete și alte nave maritime mici pentru a prăda navele care îi aprovizioneau pe britanici în Boston. Congresul a înființat Marina Continentală la 13 octombrie 1775 și l-a numit pe Esek Hopkins⁠(d) ca primul ei comandant; cea mai mare parte a războiului, ea a constat doar dintr-o mână de mici fregate și sloopuri, sprijinite de numeroși corsari. La 10 noiembrie 1775, Congresul a autorizat crearea Continental Marines⁠(d), strămoșul Corpului Pușcașilor Marini ai Statelor Unite.
John Paul Jones⁠(d) a devenit primul erou naval american după ce a capturat HMS Drake⁠(d) pe 24 aprilie 1778, prima victorie a vreunei nave militare americană în apele britanice. Ultima a fost cea a fregatei USS Alliance⁠(d) comandată de căpitanul John Barry⁠(d). Pe 10 martie 1783, Alliance a învins HMS Sybil într-o canonadă de 45 de minute în timp ce escorta aurul spaniol de la Havana la Philadelphia, pentru Congres. După Yorktown, toate navele Marinei Americane au fost vândute sau date; a fost prima dată în istoria Americii când nu avea forțe de luptă în marea liberă.
Congresul a contractat mulți corsari pentru a reduce costurile și a profita de proporția mare de marinari coloniali găsiți în Imperiul Britanic. În total, aceștia au avut 1.700 de nave care au capturat cu succes 2.283 de nave inamice pentru a stânjeni efortul britanicilor și pentru a se îmbogăți cu veniturile obținute din vânzarea mărfurilor și a navei în sine. Aproximativ 55.000 de marinari au servit la bordul navelor americane de corsari în timpul războiului.

### Franța
La începutul războiului, americanii nu aveau aliați internaționali importanți, deoarece majoritatea statelor naționale erau în expectativă urmărind cum se vor desfășura evoluțiile în America de Nord Britanică. De-a lungul timpului, Armata Continentală s-a achitat bine în fața trupelor regulate britanice și a mercenarilor germani angajați de acestea, care erau cunoscuți de toate marile puteri europene. Bătălii precum bătălia de la Bennington⁠(d), bătăliile de la Saratoga și chiar înfrângeri precum bătălia de la Germantown⁠(d), s-au dovedit decisive în a câștiga atenția și sprijinul unor țări europene puternice, inclusiv Franța, Spania și Republica Neerlandeză⁠(d); acesta din urmă a trecut de la furnizarea pe ascunde arme și provizii americanilor la sprijinirea în mod deschis a acestora.
Victoria decisivă americană de la Saratoga a convins Franța⁠(d), o veche rivală a Marii Britanii, să ofere americanilor tratatul de prietenie și comerț⁠(d). Cele două țări au convenit  și asupra unui tratat de alianță⁠(d) defensivă pentru a-și proteja comerțul și au garantat independența americană față de Marea Britanie. Pentru a angaja Statele Unite ca aliat al Franței din punct de vedere militar, tratatul era condiționat de inițierea de către Marea Britanie a unui război împotriva Franței pentru a o împiedica să facă comerț cu SUA. Spania și Republica Neerlandeză au fost invitate să se alăture atât de către Franța, cât și de Statele Unite în tratat, dar niciuna nu a dat un răspuns oficial.
La 13 iunie 1778, Franța a declarat război Marii Britanii și a invocat alianța militară a Franței cu SUA, care a asigurat sprijinul suplimentar al corsarilor americani pentru posesiunile franceze din Caraibe. Washington a lucrat îndeaproape cu ofițerii și cu marina pe care Franța avea să le trimită în America, în primul rând prin intermediul lui Lafayette din stafful său. Asistența franceză a adus contribuții esențiale necesare pentru înfrângerea generalului Charles Cornwallis⁠(d) la Yorktown în 1781.

### Strategia britanicilor
Armata britanică avea o experiență considerabilă de luptă în America de Nord, cel mai recent în timpul Războiului de Șapte Ani, care a obligat Franța să renunțe la Noua Franță în 1763. Cu toate acestea, în conflictele anterioare, ei beneficiaseră de logistică locală, precum și de sprijin din partea miliției coloniale, care în Războiul de Independență nu mai era disponibilă. Întăririle trebuia să vină din Europa, iar menținerea unor mari armate pe asemenea distanțe era o problemă extrem de complexă; navele puteau să petreacă până la trei luni doar traversând Atlanticul, iar ordinele de la Londra deja nu mai erau de actualitate când ajungeau.
Înainte de conflict, coloniile erau în mare parte entități economice și politice autonome, fără o zonă centralizată de importanță strategică supremă. Aceasta însemna că, spre deosebire de Europa, unde căderea unei capitale de obicei punea capăt războaielor, că ele puteau continua în America chiar și după pierderea unor așezări importante precum Philadelphia, sediul Congresului, New York și Charleston. Puterea britanică se baza pe Marina Regală, a cărei dominație asupra mărilor le permitea să-și aprovizioneze propriile forțe expediționare, împiedicând în același timp accesul la porturile inamice. Majoritatea populației americane era însă mai degrabă agrară decât urbană; sprijinită de marina franceză și de ocolitorii de blocade, care operau din Caraibele olandeze⁠(d), economia a reușit să supraviețuiască.
Dimensiunea geografică a coloniilor și forța de muncă limitată au făcut ca britanicii să nu poată duce simultan operațiuni militare și să și ocupe teritoriul fără sprijin local. Încă se mai discută dacă dacă înfrângerea lor era sau nu inevitabilă; un om de stat britanic a descris-o ca fiind „ca încercarea de a cuceri o hartă”. În timp ce Ferling⁠(d) susține că victoria patrioților a fost doar un miracol, Ellis⁠(d) sugerează că șansele i-au favorizat întotdeauna pe americani, mai ales după ce Howe a irosit șansa unui succes britanic decisiv în 1776, o „ocazie care nu avea să se mai ivească din nou”. Istoria militară a SUA speculează că angajamentul suplimentar a 10.000 de trupe noi în 1780 ar fi plasat victoria britanică „în domeniul posibilului”.

#### Armata britanică

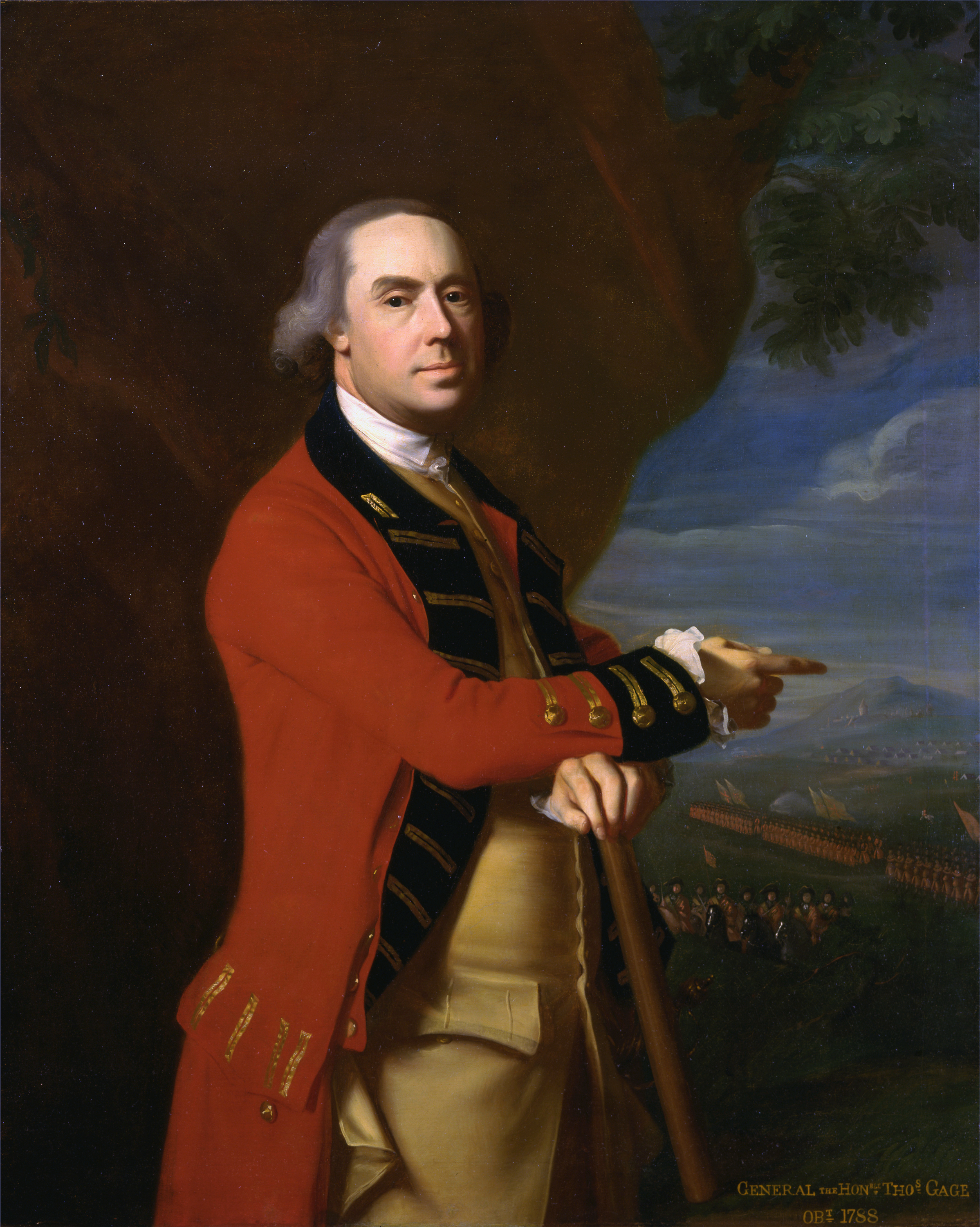
Sir, comandant britanic, 1763–1775

Înlăturarea Franței din America de Nord în 1763 a dus la o reducere drastică a prezenței trupelor britanice din colonii; în 1775, existau doar 8.500 de soldați din trupele regulate la o populație civilă de 2,8 milioane. Cea mai mare parte a resurselor militare din Americi s-au concentrat pe apărarea insulelor producătoare de zahăr din Caraibe; Jamaica⁠(d) singură genera mai multe venituri decât toate cele treisprezece colonii americane la un loc. Odată cu sfârșitul Războiului de Șapte Ani, armata permanentă din Marea Britanie a fost și ea redusă, ceea ce a dus la dificultăți administrative la izbucnirea războiului un deceniu mai târziu.
Pe parcursul războiului, au existat patru comandanți-șefi britanici separați, dintre care primul a fost Thomas Gage; numit în 1763, obiectivul lui inițial era consolidarea stăpânirii britanice asupra fostelor zone franceze din Canada. Greșit sau nu, mulți din Londra au pus răscoala americanilor pe seama eșecului acestuia de a lua măsuri ferme din timp și a fost înlocuit din funcție după pierderile grele suferite la Bunker Hill. Înlocuitorul său a fost Sir William Howe, un membru al facțiunii Whig din Parlament care s-a opus politicii de constrângere susținută de Lord North; Cornwallis, care avea mai târziu să capituleze la Yorktown, a fost unul dintre numeroșii ofițeri superiori care au refuzat inițial să lupte în America de Nord.
Campania din 1775 a demonstrat că britanicii supraestimaseră capacitățile propriilor trupe și subestimaseră miliția colonială, și că era nevoie de o reevaluare a tacticii și strategiei. Ea le-a și permis însă patrioților să ia inițiativa, iar autoritățile britanice au pierdut rapid controlul asupra fiecărei colonii. Încă se mai discută despre responsabilitatea lui Howe; chiar dacă el primise întăriri substanțiale, Bunker Hill pare să-i fi afectat permanent încrederea în sine, iar lipsa de flexibilitate tactică a însemnat că adesea nu reușea să capitalizeze oportunitățile. Multe dintre deciziile sale au fost atribuite problemelor de aprovizionare, cum ar fi întârzierea lansării campaniei din New York și faptul că nu a urmărit armata învinsă a lui Washington. După ce și-a pierdut încrederea subordonaților, a fost rechemat după ce Burgoyne s-a predat la Saratoga.

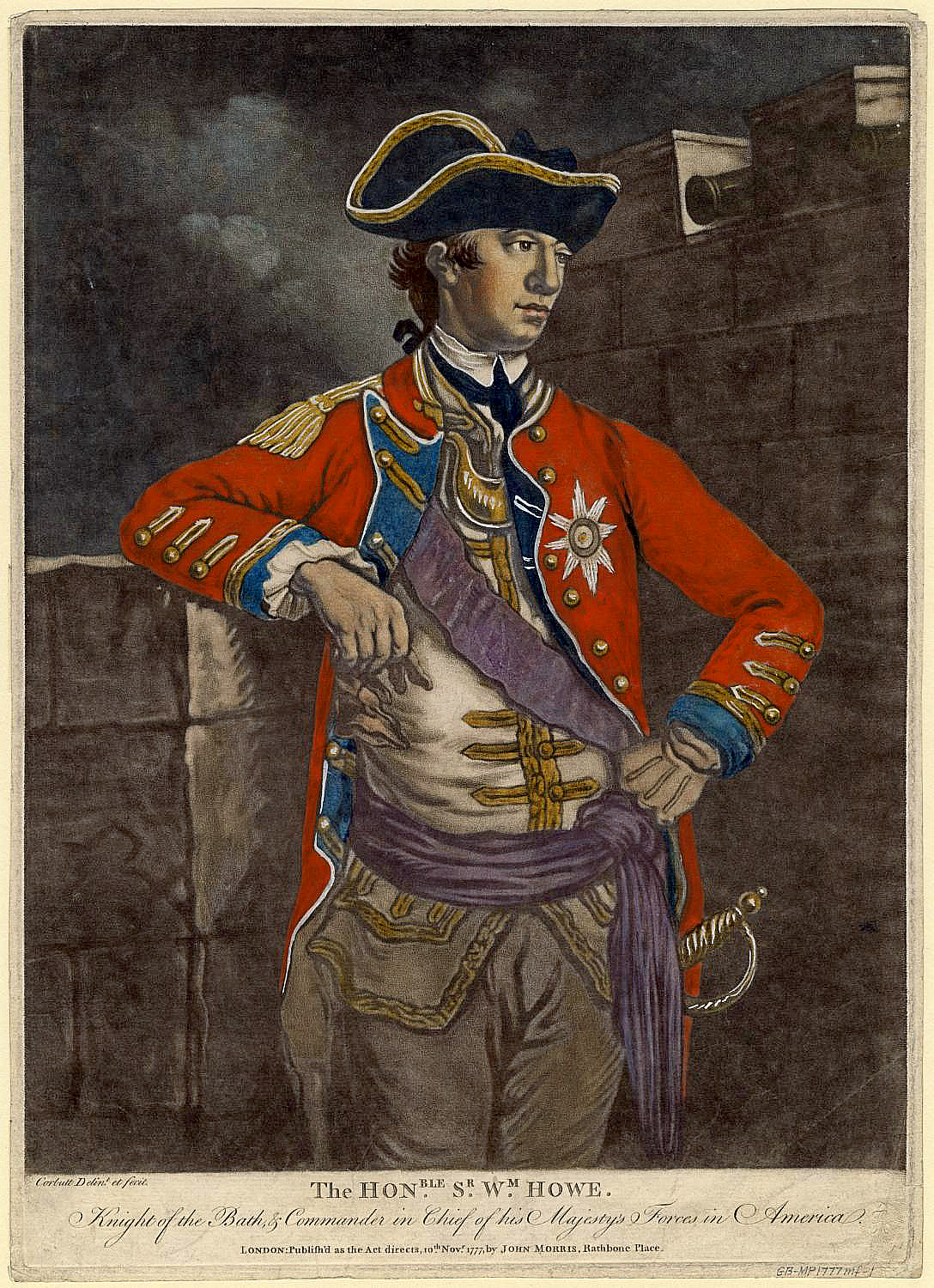
Sir, comandant britanic, 1775–1778

În urma eșecului Comisiei Carlisle, politica britanică s-a schimbat de la a-i trata pe patrioți ca pe niște supuși care trebuiau reconciliați la a-i trata ca pe niște inamici care trebuiau învinși. În 1778, Howe a fost înlocuit de Sir Henry Clinton, numit în locul lui Carleton, care era considerat prea precaut. Considerat expert în tactică și strategie, Clinton a suferit, la fel ca predecesorii săi, din cauza problemelor cronice de aprovizionare.
În plus, strategia lui Clinton a fost compromisă de conflictul cu superiorii politici de la Londra și cu colegii săi din America de Nord, în special cu amiralul Mariot Arbuthnot⁠(d), înlocuit la începutul anului 1781 de Rodney. El nu a fost nici notificat, nici consultat când Germain a aprobat invazia Sudului de către Cornwallis în 1781 și a amânat trimiterea de întăriri, crezând că cea mai mare parte a armatei lui Washington se afla încă pe lângă New York City. După capitularea de la Yorktown, Clinton a fost eliberat de Carleton, a cărui sarcină principală a fost să supravegheze evacuarea loialiștilor și a trupelor britanice din Savannah, Charleston și New York City.

#### Trupele germane

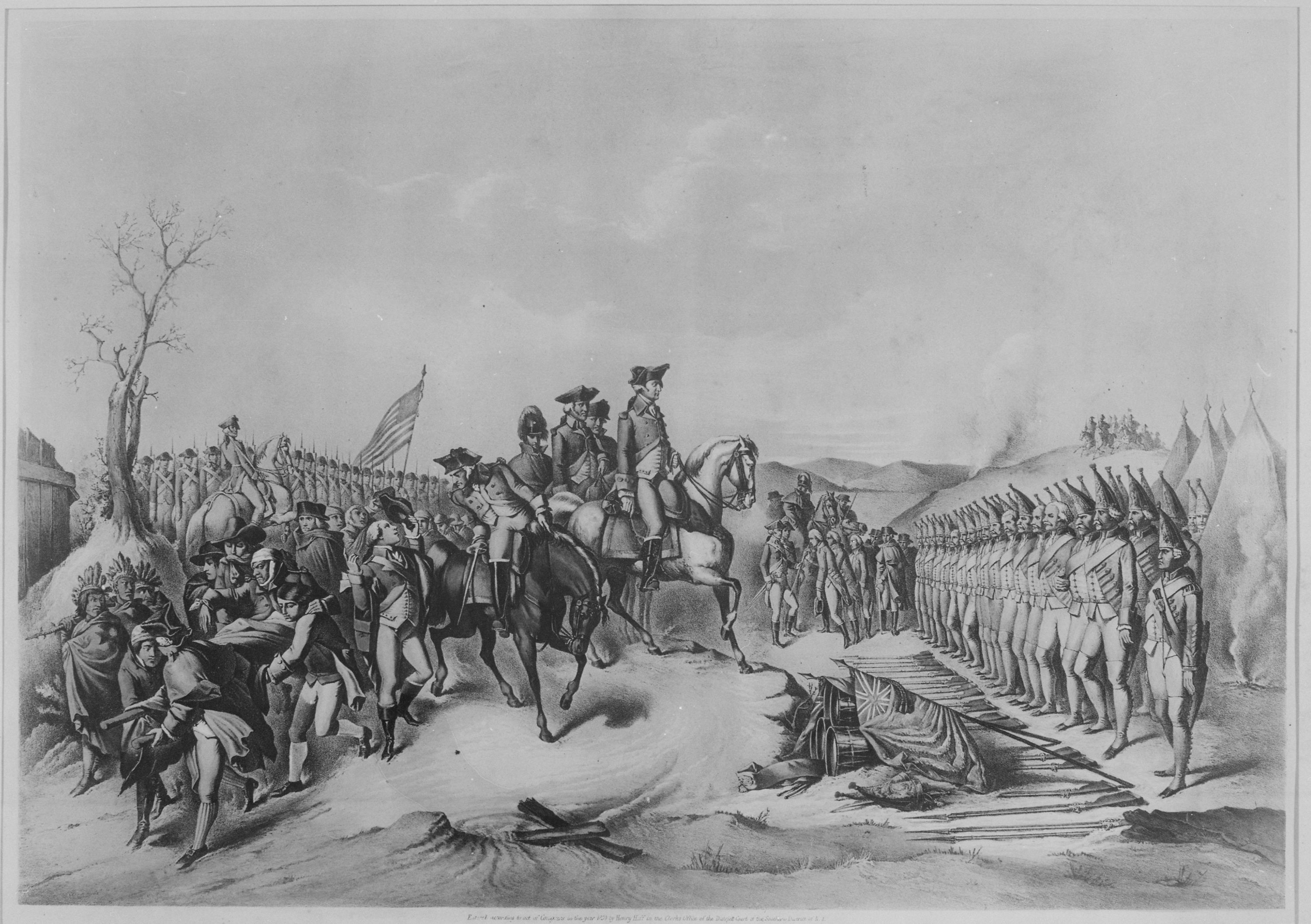
Trupele hessiene se predau după, decembrie 1776

Pe parcursul secolului al XVIII-lea, țările angajau adesea mercenari străini, inclusiv și în special Marea Britanie; în timpul Războiului de Șapte Ani, soldații străini reprezentau 10% din armata britanică și utilizarea lor a nu a pus probleme politice. Când a devenit clar că erau necesare trupe suplimentare pentru a suprima răscoala din America, s-a luat din nou decizia de a angajeza soldați germani profesioniști⁠(d), din mai multe motive, inclusiv simpatia publicului pentru cauza patrioților, o reticență istorică de a extinde armata britanică și timpul necesar pentru a recruta și pregăti noi regimente. O sursă alternativă era disponibilă cu ușurință în Sfântul Imperiu Roman, unde multe state mai mici aveau o veche tradiție de a-și închiria armatele celui mai bun ofertant. Cel mai important dintre acestea era Hessa-Kassel, cunoscut drept „statul mercenar”.
Primele acorduri de aprovizionare au fost semnate de administrația North la sfârșitul anului 1775; în următorul deceniu, peste 40.000 de germani au luptat în America de Nord, Gibraltar, Africa de Sud și India, dintre care 30.000 au servit în războiul american. Deseori denumiți în mod generic „hessieni”, printre ei se numărau oameni din multe alte state, inclusiv Hanovra și Bruanschweig. Sir Henry Clinton a recomandat recrutarea de trupe ruse pe care le aprecia, după ce le-a văzut în acțiune împotriva otomanilor; totuși, negocierile cu Ecaterina cea Mare nu au progresat.
Spre deosebire de războaiele anterioare, utilizarea lor a dus la dezbateri politice intense în Marea Britanie, Franța și chiar Germania, unde Frederic cel Mare a refuzat să ofere drept de trecere prin teritoriile sale soldaților angajați pentru războiul american. În martie 1776, acordurile au fost contestate în Parlament de către Whig-ii care e opuneau „coerciției” în general și folosirii soldaților străini împotriva unor „supuși britanici”. Dezbaterile au fost relatate în detaliu de ziarele americane, care au retipărit discursuri-cheie și în mai 1776 au primit chiar copii ale tratatelor. Furnizate de simpatizanți britanici, acestea au fost introduse ilegal în America de Nord de la Londra de George Merchant, un prizonier american recent eliberat.
Perspectiva ca soldații germani străini să fie folosiți în colonii a întărit sprijinul pentru independență, mai mult decât celelalte măsuri, inclusiv impozitarea; regele a fost acuzat că a declarat război propriilor supuși, ceea ce a dat credit ideii că acum existau două guverne separate. Arătând aparent că Marea Britanie este hotărâtă să treacă la război, a făcut ca speranțele de reconciliere să pară naive și fără speranță, în timp ce angajarea a ceea ce erau considerați „mercenari străini” a devenit una dintre acuzațiile aduse împotriva lui George al III-lea în Declarația de Independență. Reputația de brutalitate pe care o aveau hessienii în Germania a sporit și sprijinul pentru cauza patrioților în rândul imigranților germano-americani.
Prezența a peste 150.000 de americani de origine germană însemna că ambele părți simțeau că soldații germani ar putea fi convinși să dezerteze; unul dintre motivele pentru care Clinton a sugerat să fie angajați ruși a fost acela că simțea că aceștia au mai puține ocazii să dezerteze. Când primele trupe germane au sosit pe Staten Island în august 1776, Congresul a aprobat tipărirea unor „note de mână” ce promiteau pământ și cetățenie oricărui era dornic să se alăture cauzei patrioților. Britanicii au lansat o contra-campanie susținând că dezertorii ar putea fi executați. Dezertări din rândul germanilor au existat pe tot parcursul războiului, cea mai mare rată de dezertare a avut loc în perioada dintre capitularea de la Yorktown și tratatul de la Paris. Regimentele germane au fost esențiale pentru efortul de război britanic; din cei 30.000 de oameni estimați a fi fost trimiși în America, aproximativ 13.000 au fost scoși din luptă.

## Revoluția ca război civil

### Loialiștii

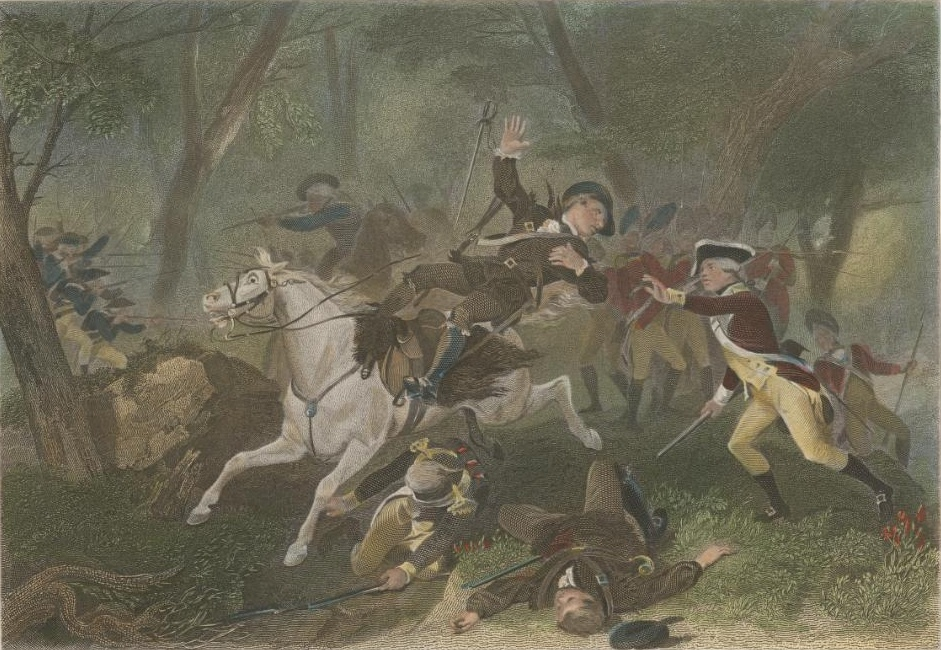
înfrânte de milițiile patrioților la. Ele s-au retras în Carolina de Sud. Victoria a ridicat moralul americanilor.

Loialiștii înstăriți au convins guvernul britanic că majoritatea coloniștilor simpatizau cu Coroana; în consecință, planificatorii militari britanici s-au bazat pe recrutarea de loialiști, dar au avut dificultăți în a recruta un număr suficient, deoarece patrioții aveau un sprijin larg.
Aproximativ 25.000 de loialiști au luptat de partea britanicilor pe tot parcursul războiului.  Deși constituiau aproximativ douăzeci la sută din populația colonială, loialiștii erau concentrați în comunități distincte. Mulți dintre ei trăiau printre marii proprietari de plantații din regiunea Tidewater⁠(d) și Carolina de Sud⁠(d).
Când britanicii au început incursiuni în zonele rurale din interior în 1777–1778, s-au confruntat cu o problemă majoră: orice nivel semnificativ de activitate loialistă organizată necesita o prezență continuă a trupelor regulate britanice. Oamenii de care dispuneau britanicii în America erau insuficienți pentru a proteja teritoriul loialist și a și contracara ofensivele americane. Milițiile loialiste din Sud au fost înfrânte constant de milițiile patrioților din jur. Cea mai critică luptă dintre cele două miliții partizane a fost la bătălia de la Kings Mountain⁠(d); victoria patrioților acolo a afectat ireversibil orice capacitate suplimentară a miliției loialiste din Sud.
Când politica de război era la început administrată de generalul William Howe⁠(d), nevoia Coroanei de a menține sprijinul loialist a împiedicat-o să folosească metodele tradiționale de suprimare a răscoalelor. Cauza britanicilor a avut de suferit când trupele acestora au jefuit casele localnicilor în timpul unei tentative de atac asupra Charlestonului în 1779, ceea ce i-a înfuriat atât pe patrioti, cât și pe loialiști. În schimb, loialiștii au câștigat sprijin atunci când patrioții i-au intimidat pe cei pe care îi suspectau de colaborare cu britanicii prin distrugerea proprietăților sau ungându-i cu smoală și pene⁠(d).
O unitate de miliție loialistă – Legiunea Britanică⁠(d) – a oferit unele dintre cele mai bune trupe în serviciul britanic; ea a fost înregistrată ca unitate în armata britanică. Era un regiment mixt de 250 de dragoni și 200 de infanteriști susținuți de baterii de artilerie. Ea a fost comandată de Banastre Tarleton⁠(d) și și-a câștigat o reputație înfricoșătoare în colonii pentru „brutalitate și măcel inutil”.

### Femei

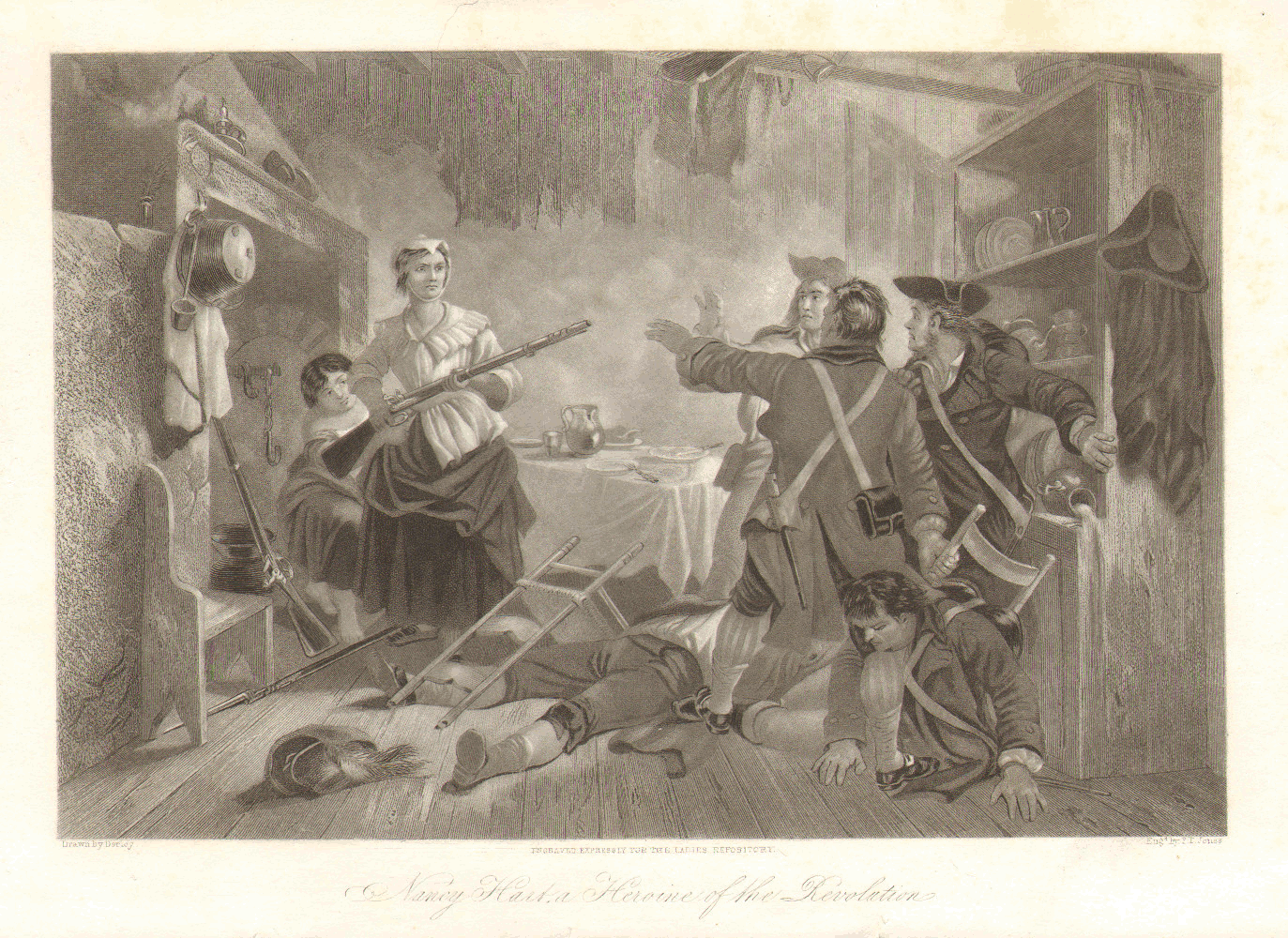
a capturat singură șase soldați loialiști care au intrat în casa ei pentru a o jefui.

Femeile au jucat diverse roluri în timpul Războiului de Independență; ele își însoțeau adesea soții când li se permitea. De exemplu, pe tot parcursul războiului, se știe că Martha Washington l-a vizitat și i-a oferit ajutor soțului ei George în diferite tabere americane. Femeile au însoțit adesea armatele pentru a vinde bunuri și pentru a îndeplini sarcinile necesare în spitale și în tabere. Ele erau o parte necesară a armatelor secolului al XVIII-lea și au fost în număr de câteva mii pe timpul războiului.
Femeile și-au asumat și roluri militare: în afară de sarcinile militare, cum ar fi tratarea răniților sau amenajarea taberei, unele s-au îmbrăcat în bărbați pentru a sprijini în mod direct luptele, pentru a lupta sau acționa ca spioni de ambele părți ale Războiului de Independență. Anna Maria Lane s-a alăturat soțului ei în armată și purta haine bărbătești când a avut loc bătălia de la Germantown⁠(d). Adunarea Generală din Virginia a lăudat-o mai târziu pentru curajul ei: ea a luptat îmbrăcată în bărbat și „a îndeplinit servicii militare extraordinare și a suferit o rană gravă în bătălia de la Germantown... cu curajul unui soldat”.
Pe 26 aprilie 1777, se spune că Sybil Ludington⁠(d) ar fi mers călare pentru a alerta forțele de miliție din comitatul Putnam, New York și din Danbury, Connecticut, pentru a le avertiza cu privire la apropierea britanicilor; a fost numită „un Paul Revere feminin”. Un raport din New England Quarterly⁠(d) spune că există puține dovezi care susțin povestea, și pune la îndoială că chiar s-ar fi întâmplat. Altele câteva s-au deghizat în bărbați. Deborah Sampson⁠(d) a luptat până când sexul ei a fost descoperit și, ca urmare, a fost exclusă din armată; Sally St. Clair⁠(d) a fost ucisă în acțiune în timpul războiului.

### Afro-americanii

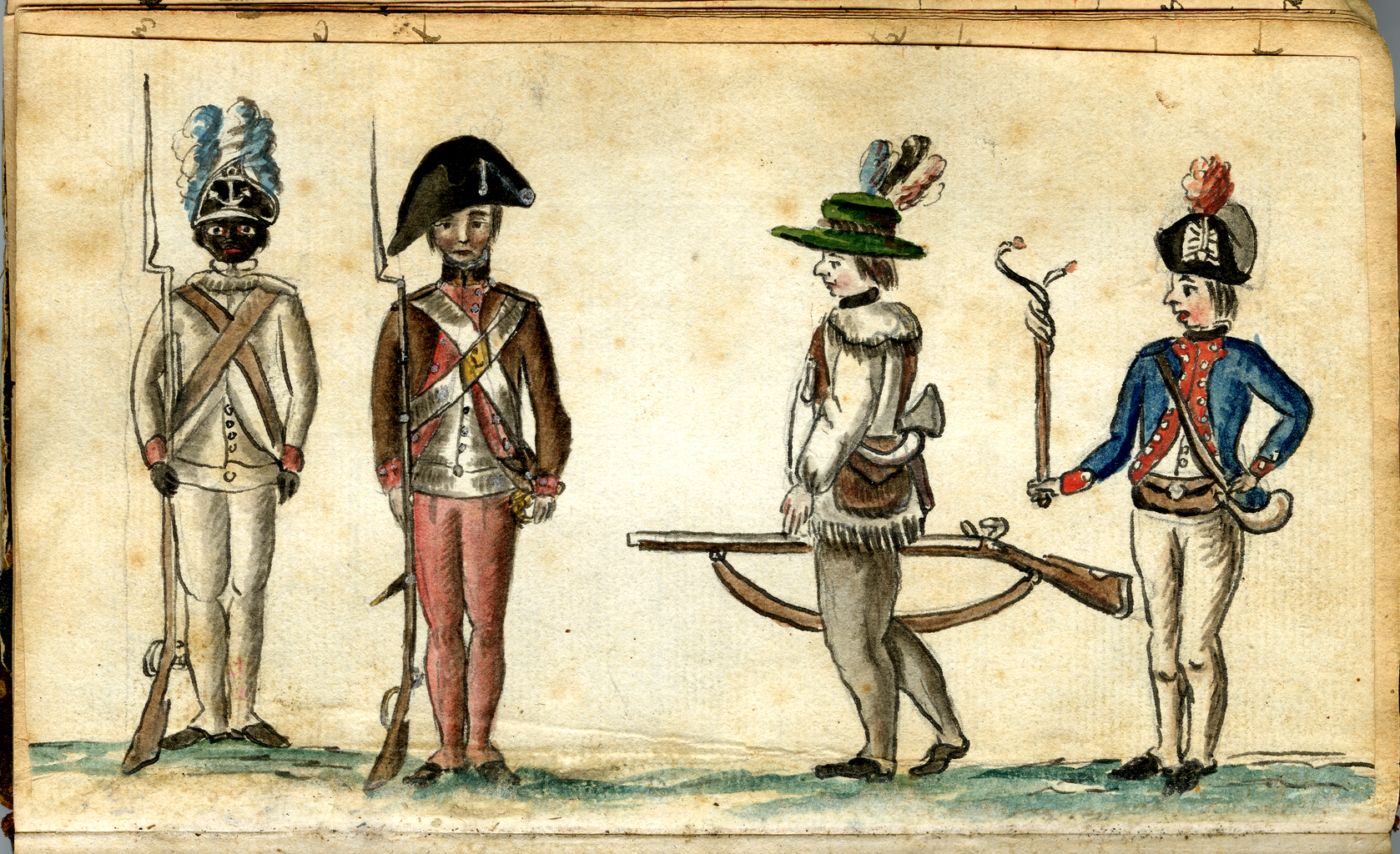
Soldații continentali, dintre care unul din, stânga

Când a început războiul, populația celor Treisprezece Colonii includea aproximativ 500.000 de sclavi, folosiți în principal ca forță de muncă în plantațiile din Sud⁠(d). În noiembrie 1775, Lord Dunmore⁠(d), guvernatorul regal al Virginiei, a emis o proclamație⁠(d) care promitea libertate oricăror sclavi deținut de patrioți care doresc să poarte arme. Deși anunțul a ajutat la completarea unui deficit temporar de forță de luptă, prejudecățile loialiștilor albi însemnau că recruții aveau în cele din urmă să fie redirecționați către roluri necombatante. Motivația loialiștilor era aceea de a-i priva pe plantatorii patrioți de forță de muncă, nu neapărat să pună capăt sclaviei; sclavii deținuți de loialiști au fost returnați.
Proclamația de la Philipsburg⁠(d) din 1779 emisă de Clinton a extins oferta de libertate sclavilor deținuți de patrioți în toate coloniile. Ea a convins familii întregi să evadeze în liniile britanice: mulți dintre ei au fost angajați în ferme pentru a cultiva alimente pentru armată, eliminându-se cerințele de serviciu militar. Deși Clinton a organizat Pionierii Negri⁠(d), el s-a asigurat și că sclavii fugari sunt returnați proprietarilor loialiști, cu ordin însă ca aceștia să nu fie pedepsiți pentru tentativa lor de evadare. Pe măsură ce războiul progresa, serviciul negrilor ca soldați obișnuiți în unitățile britanice a devenit din ce în ce mai comun; loialiștii negri au format două regimente ale garnizoanei Charlestonului în 1783.
Estimările numărului celor care au servit britanicii în timpul războiului variază de la 25.000 la 50.000, excluzându-i pe cei care au evadat în timpul războiului. Thomas Jefferson a estimat că Virginia ar fi putut pierde 30.000 de sclavi evadați în total. În Carolina de Sud, aproape 25.000 de sclavi (aproximativ 30% din populația înrobită) au fugit, au migrat sau au murit, ceea ce a perturbat semnificativ economiile plantațiilor atât în timpul războiului, cât și după război.
Patrioții negri⁠(d) au fost excluși din armata continentală până când Washington a convins Congresul, în ianuarie 1778, că nu există altă cale de a înlocui pierderile cauzate de boli și dezertare. Regimentul 1 Rhode Island⁠(d) format în februarie includea foști sclavi ai căror proprietari au fost compensați; cu toate acestea, doar 140 dintre cei 225 de soldați ai săi erau negri, și recrutarea a fost oprită în iunie 1788. În cele din urmă, aproximativ 5000 de afro-americani au servit în armata și marina continentală într-o varietate de roluri, în timp ce alți 4000 au fost angajați în unitățile de miliție ale patrioților, la bordul navelor de corsari sau ca membri ai echipajelor, servitori și spioni. După război, o mică minoritate a primit terenuri sau pensii din partea Congresului la bătrânețe; mulți alții au fost înapoiați stăpânilor lor după război, în ciuda promisiunilor anterioare de libertate.
Pe măsură ce victoria patrioților devenea din ce în ce mai probabilă, tratarea loialiștilor negri a devenit un punct de dispută; după cedarea Yorktownului în 1781, Washington a insistat ca toți evadații să fie returnați, dar Cornwallis a refuzat. În 1782 și 1783, în jur de 8.000 până la 10.000 de negri eliberați au fost evacuați de britanici din Charleston, Savannah și New York; unii s-au mutat la Londra, în timp ce 3.000 până la 4.000 s-au stabilit în Nova Scotia, unde au fondat așezări precum Birchtown⁠(d). Loialiștii albi au transportat 15.000 de negri înrobiți în Jamaica⁠(d) și Bahamas. Printre loialiștii negri liberi care au migrat în Indiile de Vest britanice⁠(d) s-au numărat soldați din Regimentul Etiopian⁠(d) al lui Dunmore și cei din Charleston care au ajutat la apărarea Insulelor Sub Vânt.

### Băștinașii americani

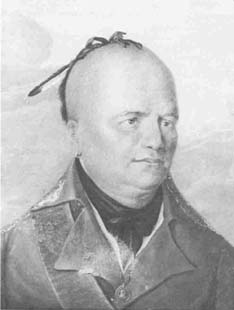
Col., GB a condus indieni Iroquois în război

Majoritatea băștinașilor americani la est de râul Mississippi au fost afectați de război și multe triburi au fost împărțite pe tema atitudinii față de conflict. Câteva triburi erau prietenoase cu coloniștii, dar majoritatea băștinașilor s-au opus unirii coloniilor ca o potențială amenințare pentru teritoriul lor. Aproximativ 13.000 de băștinași au luptat și de partea britanică, cel mai mare grup provenind din triburile irocheze care au trimis în jur de 1.500 de oameni.
La începutul lunii iulie 1776, aliații Cherokee ai Marii Britanii au atacat efemerul district Washington⁠(d) din Carolina de Nord⁠(d). Înfrângerea lor a fragmentat atât așezările cât și poporul Cherokee, și a fost direct responsabil pentru ascensiunea tribului Chickamauga Cherokee⁠(d), care a perpetuat războaiele americano-cherokee⁠(d) împotriva coloniștilor americani timp de decenii după încheierea ostilităților cu Marea Britanie.
Aliații Creek⁠(d) și seminoli⁠(d) ai Marii Britanii au luptat împotriva americanilor în Georgia și Carolina de Sud. În 1778, o forță de 800 de Creek a distrus așezările americane de-a lungul râului Broad⁠(d) din Georgia. Războinicii Creek s-au alăturat și raidurilor lui Thomas Brown⁠(d) în Carolina de Sud și au asistat Marea Britanie în timpul asediului de la Savannah⁠(d). Mulți băștinași americani au fost implicați în lupta dintre Marea Britanie și Spania pe coasta Golfului și de-a lungul malului britanic al râului Mississippi. Mii de Creek, Chickasaw⁠(d) și Choctaw⁠(d) au luptat în bătălii majore, cum ar fi bătălia de la Fort Charlotte⁠(d), bătălia de la Mobile⁠(d) și asediul Pensacolei⁠(d).
Confederația irocheză a fost spulberată ca urmare a Războiului de Independență al SUA, indiferent de partea cu care s-a aliat; triburile Seneca⁠(d), Onondaga⁠(d) și Cayuga⁠(d) s-au alăturat britanicilor; membrii ai tribului Mohawk⁠(d) au luptat de ambele părți; și mulți Tuscarora⁠(d) și Oneida⁠(d) au fost de partea americanilor. Pentru a riposta împotriva raidurilor asupra așezărilor americane efectuate de către loialiști și aliații lor amerindieni, armata continentală a trimis expediția Sullivan⁠(d) într-o acțiune punitivă în New York pentru a împiedica triburile irocheze care se alăturaseră britanicilor să mai lupte. Liderii mohawk Joseph Louis Cook⁠(d) și Joseph Brant⁠(d) s-au alăturat americanilor și, respectiv, britanicilor, ceea ce a exacerbat și mai mult diviziunea.
Pe teatrul de vest al Războiului de Independență al SUA⁠(d), conflictele dintre coloniști și băștinașii americani au dus la o neîncredere care avea să persiste. În tratatul de la Paris din 1783, Marea Britanie a cedat controlul asupra teritoriilor disputate dintre Marile Lacuri și râul Ohio, dar locuitorii amerindieni nu au făcut parte din negocierile de pace. Triburile din Teritoriul de Nord-Vest s-au raliat în Confederația Vestului⁠(d) și s-a aliat cu britanicii pentru a rezista colonizării americane, iar conflictul lor a continuat după Războiul de Independență ca Războiul Indienilor din Nord-Vest⁠(d).

## Negocierile de pace

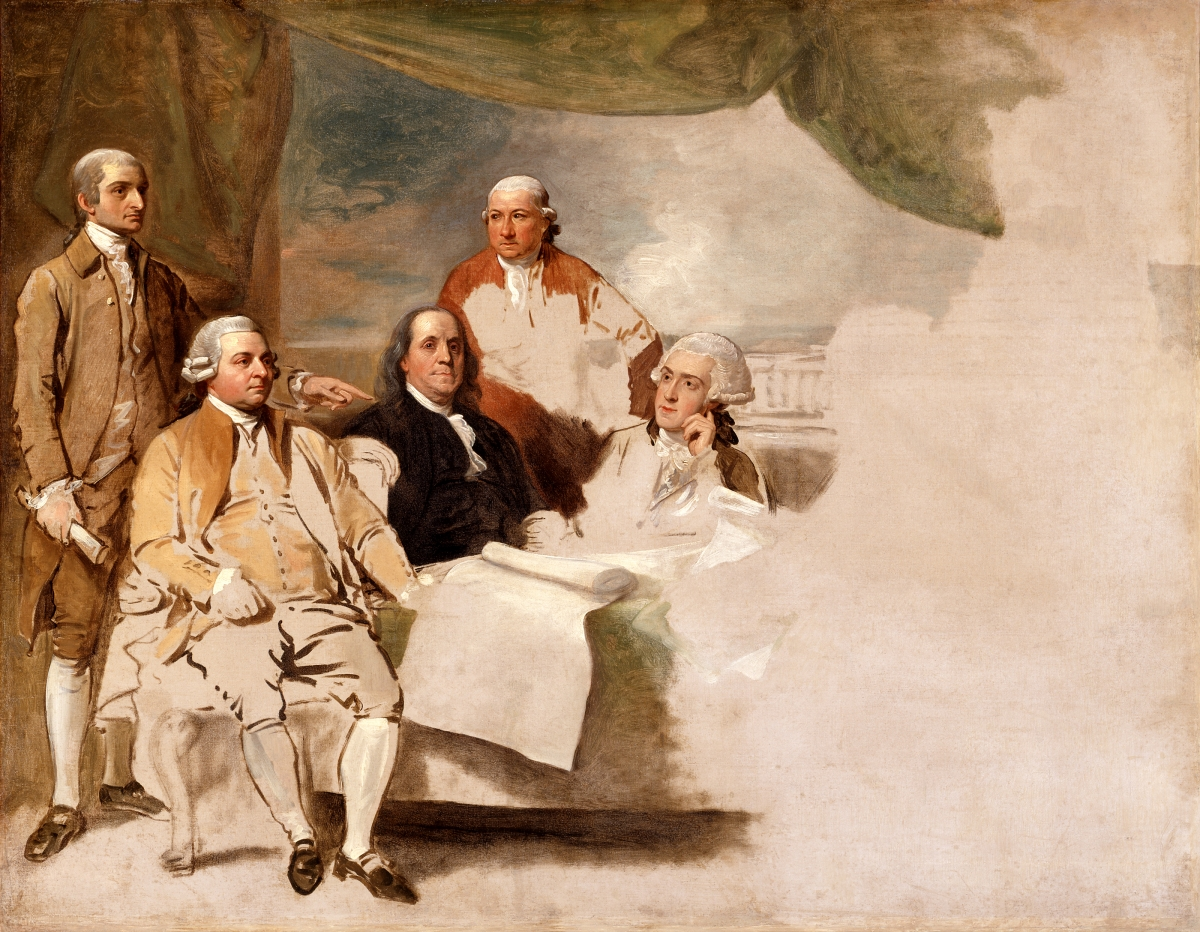
' de ilustrează misiunea americană formată din (de la stânga la dreapta) John Jay, John Adams, Benjamin Franklin,, secretar (în roșu) și Henry Laurens

### Schimbarea prim-miniștrilor
Printre condițiile prezentate de comisia de pace Carlisle⁠(d) se număra acceptarea principiului autoguvernării. Parlamentul urma să recunoască Congresul ca organism de conducere, să suspende orice legislație inacceptabilă, să renunțe la dreptul său de impozitare a coloniilor și să discute despre includerea reprezentanților americani în Camera Comunelor. În schimb, toate proprietățile confiscate de la loialiști urmau să fie returnate, datoriile britanice să fie onorate și legea marțială la nivel local să fie acceptată. Congresul a cerut în schimb fie recunoașterea imediată a independenței, fie retragerea tuturor trupelor britanice; americanii știau că comisia nu era autorizată să accepte acestea, ceea ce a dus la încheierea rapidă a negocierilor.
La 27 februarie 1782, o moțiune a partidului Whig pentru a pune capăt războiului ofensiv din America a fost adoptată cu o majoritate de 19 voturi. North și-a dat demisia, obligând regele să-l invite pe Lord Rockingham să formeze un guvern; un susținător consecvent al cauzei patrioților, el a făcut din angajamentul față de acceptarea independenței SUA o condiție pentru a forma un guvern. George al III-lea a acceptat fără tragere de inimă și noul cabinet⁠(d) a preluat mandatul la 27 martie 1782; Rockingham a murit subit pe 1 iulie și a fost înlocuit de Lord Shelburne⁠(d), care a continuat politica de pace și a recunoscut independența coloniilor americane.

### Congresul american semnează pacea

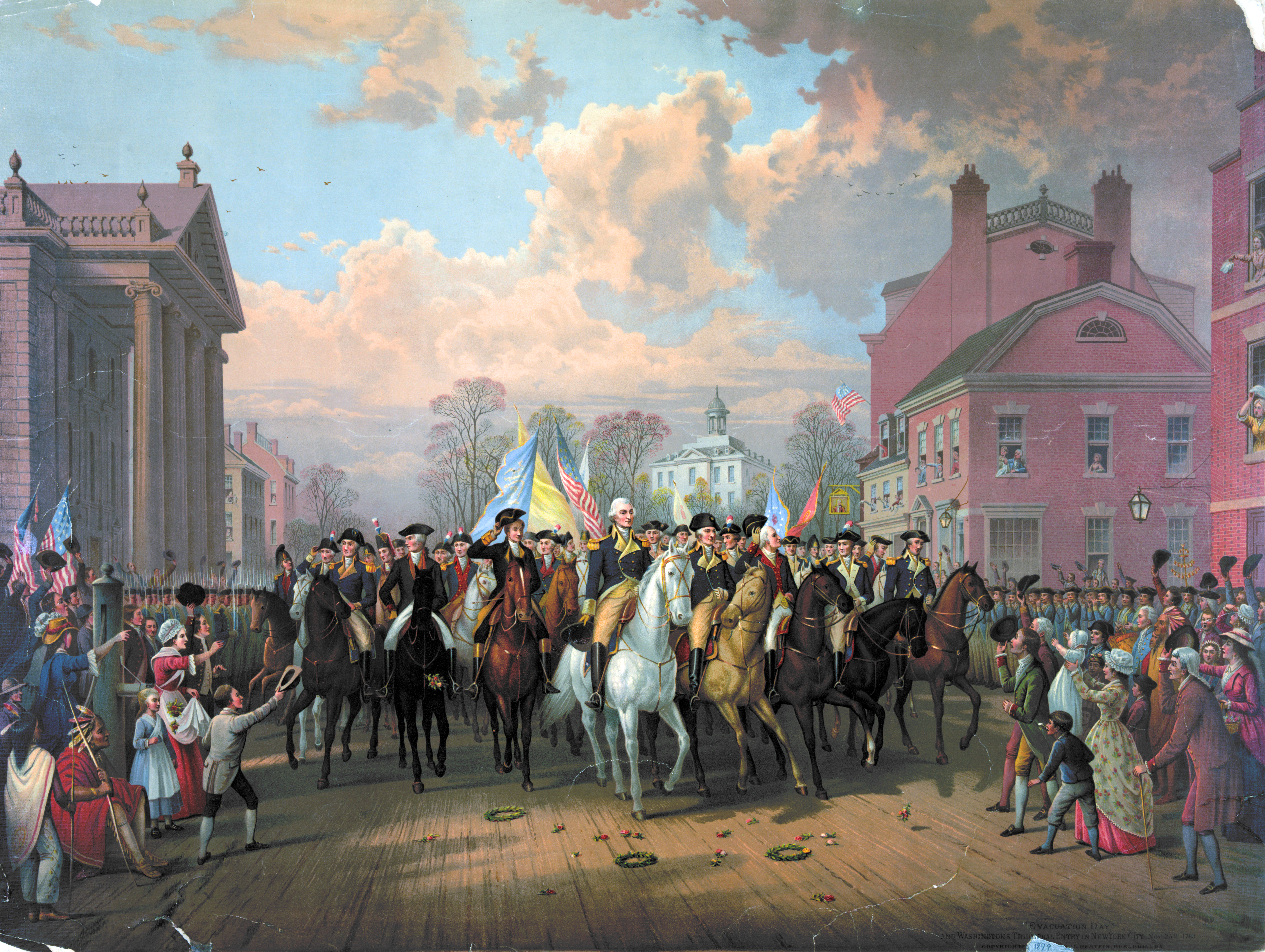
Washington intră în New York după, noiembrie 1783

Când Lordul Rockingham, liderul Whig și prieten al cauzei americane, a ajuns prim-ministru, Congresul și-a adunat consulii diplomatici din Europa într-o unică delegație de pace la Paris. Toți aveau experiență în conducerea Congresului. Decanul delegației era Benjamin Franklin din Pennsylvania. El devenise o celebritate la Curtea Franței, dar era și un om de știință iluminist cu influență față de curțile marilor puteri europene din Prusia, fostul aliat al Angliei, și Austria, un imperiu catolic precum Spania. Începând cu anii 1760, el devenise un organizator al cooperării între coloniile britanice americane și apoi un lobbyist colonial în Parlamentul de la Londra. John Adams din Massachusetts fusese consul în Republica Neerlandeză și era un patriot cunoscut din New England. John Jay din New York fusese consul în Spania și președinte al Congresului Continental. În calitate de consul în Republica Neerlandeză, Henry Laurens din Carolina de Sud a negociat un acord preliminar pentru o înțelegere comercială. El a fost succesor al lui John Jay ca președinte al Congresului și, era, împreună cu Franklin, membru al Societății Filozofice Americane⁠(d). Deși activ în preliminarii, el nu a fost un semnatar al actului final al tratatului.
Printre negociatorii Whig din partea Lordului Rockingham și a succesorului acestuia, prim-ministrul Lord Shelburne, s-au numărat vechiul prieten al lui Benjamin Franklin de pe vremea când locuia la Londra, David Hartley⁠(d), și Richard Oswald⁠(d), care negociaseră eliberarea lui Laurens din Turnul Londrei. Pacea preliminară semnată la 30 noiembrie îndeplinea patru cereri cheie ale Congresului: independență, teritoriu până la Mississippi, drepturi de navigație în Golful Mexic și drepturi de pescuit în Newfoundland.
Strategia britanicilor era de a se înțelege cu SUA și de a le întări suficient pentru a împiedica Franța să mai recâștige un cap de pod în America de Nord, și nu erau interesați de aceste propuneri. Diviziunile dintre adversarii lor le-au permis însă să negocieze separat cu fiecare pentru a-și îmbunătăți poziția generală, începând cu delegația americană din septembrie 1782. Francezii și spaniolii au căutat să-și îmbunătățească poziția, făcând SUA dependente de ele pentru sprijinul împotriva Marii Britanii, în speranța de a inversa astfel pierderile din 1763. Ambele părți au încercat să negocieze un acord cu Marea Britanie, excluzându-i pe americani; Franța a propus stabilirea graniței de vest a SUA de-a lungul Apalașilor, în conformitate cu linia britanică a proclamației din 1763⁠(d). Spaniolii au sugerat concesii suplimentare în vitalul bazin al fluviului Mississippi, dar au cerut cedarea Georgiei⁠(d), ceea ce ar fi contravenit alianței franco-americane.
Întâmpinând cu dificultăți cu Spania din cauza pretențiilor care implicau fluviul Mississippi, dar și cu Franța, care încă nu era dispusă să accepte independența SUA până când nu erau îndeplinite toate revendicările ei, John Jay le-a spus prompt britanicilor că este dispus să negocieze direct cu ei, scoțând Franța și Spania din ecuație. Prim-ministrul Lord Shelburne, responsabil cu negocierile de partea britanică, a acceptat. Revendicările esențiale pentru America în obținerea păcii erau recunoașterea independenței Statelor Unite, recunoașterea suveranității asupra întregului teritoriu de la est de fluviul Mississippi, de la nord de Florida și de la sud de Canada; acordarea drepturilor de pescuit în Marile Bancuri⁠(d) din largul coastei Newfoundlandului și în Golful Sfântul Laurențiu; ca Statele Unite și Marea Britanie să aibă ambele acces perpetuu la fluviul Mississippi.
O pace anglo-americană preliminară a fost convenită oficial în noiembrie 1782, iar Congresul a aprobat acordul pe 15 aprilie 1783. El a anunțat realizarea păcii cu obținerea independenței; tratatul final a fost semnat la 2 septembrie 1783, la Paris, și a intrat în vigoare a doua zi, pe 3 septembrie, când Marea Britanie a semnat și un tratat cu Franța. John Adams, care a contribuit la elaborarea tratatului, a susținut că acesta reprezintă „unul dintre cele mai importante evenimente politice care au avut loc vreodată pe glob”. Ratificate respectiv de Congresul Continental și de Parlamentul Britanic, versiunile finale au fost schimbate la Paris în primăvara următoare. Pe 25 noiembrie, ultimele trupe britanice rămase în SUA au fost evacuate de la New York la Halifax.

## Urmări

### Teritoriile
Întinderea teritoriului care era acum Statele Unite era aceea cedată doar de țara mamă colonială. Acesta includea sute de mii de hectare de teren slab colonizat aflat la sud de Linia Marilor Lacuri între Munții Appalași și fluviul Mississippi. Firavele colonizări ale vestului de până atunci s-au transformat într-un potop în timpul Războiului.
Politica extinsă după război a Marii Britanii pentru SUA a continuat să încerce formarea unui stat-tampon al indienilor⁠(d) sub Marele Lacuri până în 1814, în timpul Războiului din 1812. Teritoriile dobândite oficial în vest de americani erau încă populate de aproximativ o duzină de triburi de amerindieni care fuseseră în cea mai mare parte aliați ai britanicilor. 
În practică, britanicii au refuzat să abandoneze forturile de pe teritoriul pe care îl cedaseră oficial. În schimb, ei și-au asigurat aliați militari pentru continuarea raidurilor la frontieră și au sponsorizat Războiul cu Indienii din Nord-Vest (1785–1795)⁠(d), inclusiv ridicarea unui fort britanic suplimentar Miami (Ohio)⁠(d). Britanicii au continuat să susțină războaie prin proxy pe scară locală împotriva Statelor Unite până la intrarea în vigoare la 29 februarie 1796 a tratatului anglo-american al lui Jay⁠(d), redactat de Hamilton.
Dintre puterile europene cu colonii americane adiacente nou înființatelor State Unite, Spania era cea mai amenințată de independența americană și, în consecință, era cea mai ostilă acestora. Teritoriul spaniol adiacent SUA era relativ neapărat, așa că politica spaniolă a dezvoltat o combinație de inițiative. Puterea soft spaniolă a contestat diplomatic cedarea de către britanici a teritoriului de la vest de Mississippi și frontierele nordice anterioare ale Floridei spaniole⁠(d). Ei au impus taxe vamale mari pe mărfurile americane, apoi au blocat accesul coloniștilor americani în portul New Orleans. În același timp, spaniolii au susținut și războaie din interiorul SUA prin intermediari amerindieni din Teritoriul de Sud-Vest, cedat de Franța Marii Britanii și apoi de Marea Britanie americanilor.

### Victime și pierderi

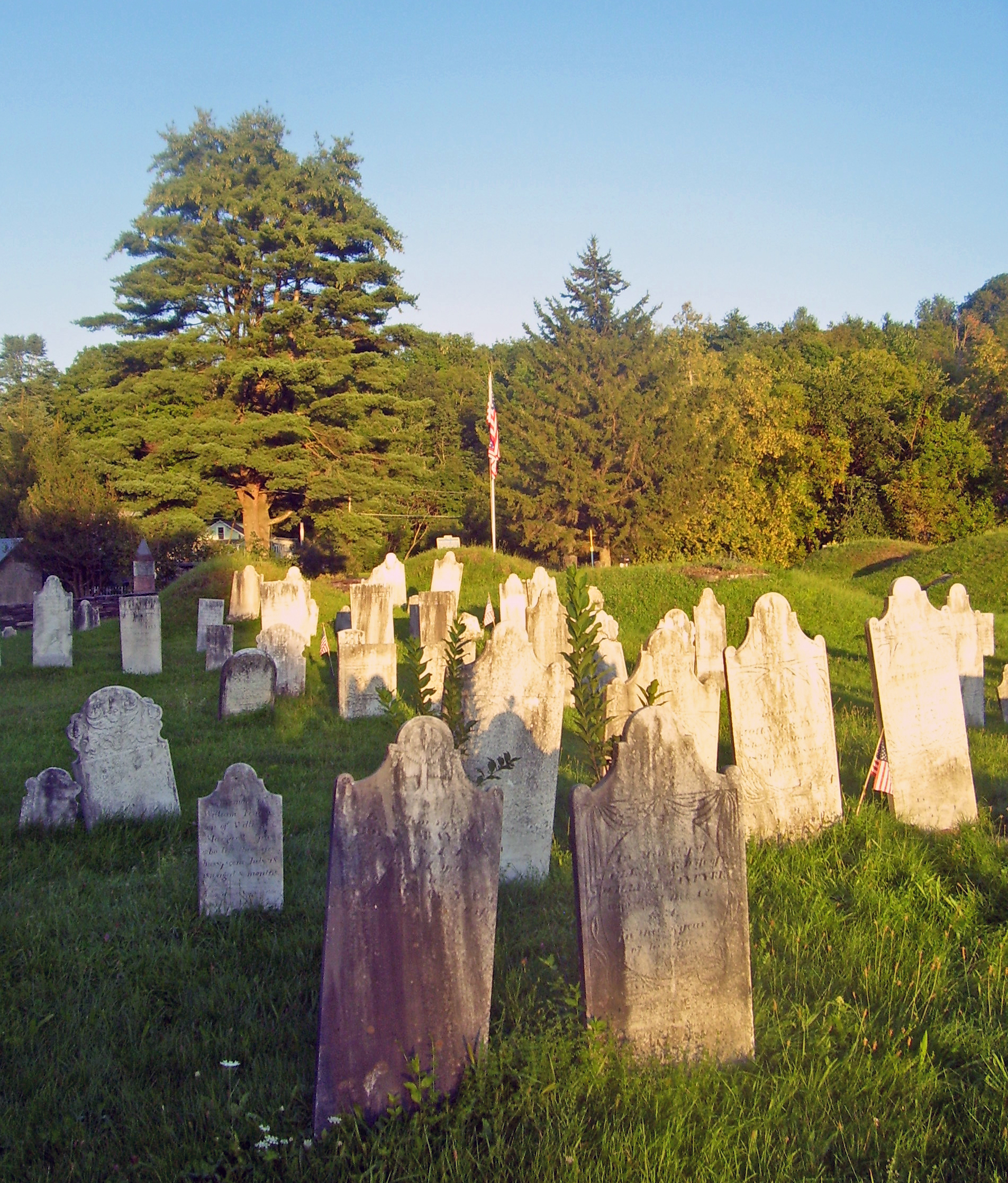
Pietre funerare de la Războiul de Independență pentru Saratoga, gropi comune

Pierderea totală de vieți omenești în timpul conflictului este în mare parte necunoscută. Așa cum era tipic în războaiele epocii, boli precum variola au omorât mai mulți oameni decât luptele. Între 1775 și 1782, o epidemie de variolă⁠(d) a izbucnit în toată America de Nord, ucigând aproximativ 130.000 de oameni. Istoricul Joseph Ellis⁠(d) sugerează că decizia lui Washington de a-și vaccina trupele împotriva bolii a fost una dintre cele mai importante decizii ale sale.
Până la 70.000 de patrioți americani au murit în timpul serviciului militar activ. Dintre aceștia, aproximativ 6.800 au fost uciși în luptă, în timp ce cel puțin 17.000 au murit din cauza bolilor. Majoritatea acestora din urmă au murit în timp ce erau prizonieri de război la britanici, mai ales în navele-închisoare din portul New York. Numărul Patrioților răniți grav sau rămași invalizi de război a fost estimat între 8500 și 25.000.
Francezii au pierdut 2.112 morți în luptă în Statele Unite. Spaniolii au pierdut un total de 124 de morți și 247 de răniți în Florida de Vest.
Un raport britanic din 1781 estimează numărul total al deceselor în cadrul armatei la 6.046 în America de Nord (1775–1779). Aproximativ 7774 de germani au murit în serviciul britanicilor, în plus față de cei 4888 de dezertori; dintre cei dintâi, se estimează că 1.800 au murit în lupte.

### Memoria

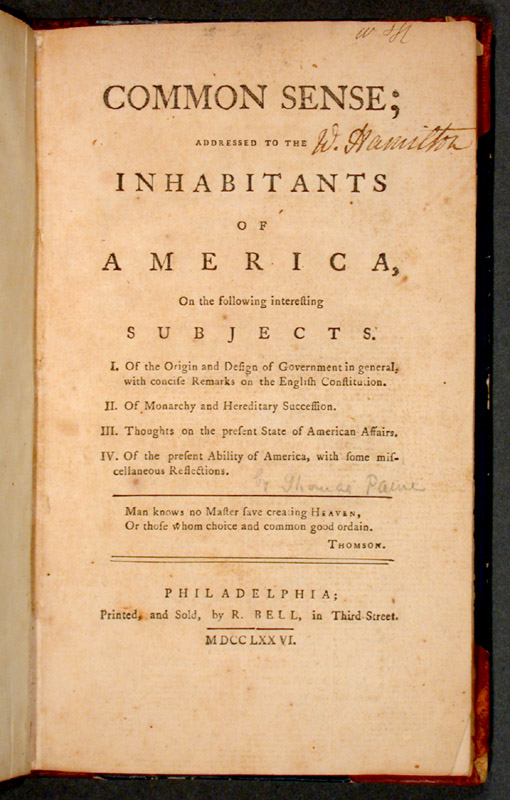
Mottoul SUA,, care înseamnă „Acum începe o nouă epocă”, parafrazează din ' de Thomas Paine, publicat pe. „Ne stă în putere să începem lumea de la capăt”, scria Paine.

Revoluția Americană în ansamblul ei, și în particular Războiul de Independență, au dus la formarea Statelor Unite cu numeroasele lor libertăți civile, care au dat un exemplu de răsturnare atât a monarhiei, cât și a guvernelor coloniale. Statele Unite ale Americii au cea mai veche constituție scrisă din lume, iar constituțiile altor țări libere au adesea o asemănare izbitoare cu Constituția SUA, pe alocuri chiar literală. A inspirat revoluțiile franceză, haitiană, cele latino-americane și altele în epoca modernă.
Deși a eliminat multe forme de inegalitate, Revoluția nu a făcut nimic pentru a schimba statutul femeilor, în ciuda rolului pe care l-au jucat în câștigarea independenței. Cel mai important, nu a reușit să pună capăt sclaviei. Deși mulți erau deranjați de contradicția între a cere libertate pentru unii, refuzând-o în același timp altora, dependența statelor din Sud de forța de muncă a sclavilor a făcut ca abolirea să fie o provocare prea dificilă. Între 1774 și 1780, multe dintre state au interzis importul de sclavi, dar instituția în sine s-a perpetuat.
În 1782, Virginia a adoptat o lege care permitea manumisiunea⁠(d) și, în următorii opt ani, peste 10.000 de sclavi au primit libertatea. Numărul mișcărilor aboliționiste a crescut foarte mult, și până în 1804 toate statele nordice o interziseseră. Cu toate acestea, sclavia a continuat să fie o problemă socială și politică spinoasă, și a cauzat diviziuni care în cele din urmă s-au sfârșit cu un război civil.

### Istoriografia
O mare istoriografie se referă la motivele pentru care americanii s-au răsculat și au reușit să se separe. „Patrioții” invocau insistent drepturile constituționale ale englezilor, în special „este interzisă impozitarea fără reprezentare⁠(d)”. Contemporanii au creditat iluminismul american⁠(d) pentru bazele intelectuale, morale și etice ale Revoluției Americane pentru Părinții Fondatori. Fondatorii se refereau la liberalism în filosofia lui John Locke ca o influență puternică. Deși Două tratate de guvernare⁠(d) a fost mult timp citat ca o influență majoră asupra gânditorilor americani, istoricii David Lundberg și Henry F. May⁠(d) demonstrează că Eseul privind înțelegerea umană⁠(d) al lui Locke a fost mult mai citit decât tratatele sale politice. Istoricii din anii 1960 au subliniat că argumentul constituțional al patrioților a fost posibil prin apariția unui sentiment de naționalism american care a unit toate cele 13 colonii. La rândul său, acel naționalism avea rădăcini într-un sistem de valori republican⁠(d) prin care guvernarea era considerată legitimă doar dacă se exercita cu consimțământul celor guvernați, și se opunea controlului aristocratic. În Marea Britanie, republicanismul era un punct de vedere marginal, deoarece contesta controlul aristocratic asupra sistemului politic britanic. În cele 13 colonii, puterea politică nu era controlată de o aristocrație sau o nobilime ci, în schimb, sistemul politic colonial se baza pe câștigătorii unor alegeri libere, care erau deschise majorității bărbaților albi. În analiza emergenței Revoluției, istoricii din ultimele decenii au folosit în mare parte una dintre cele trei abordări:
- Viziunea istoriei atlantice⁠(d) plasează povestea americană într-un context mai larg, care cuprinde și revoluțiile ulterioare din Franța și Haiti. Ea tinde să reintegreze istoriografiile Revoluției Americane și ale Imperiului Britanic.[405][406]
- Abordarea „noii istorii sociale⁠(d)” analizează structura socială a comunităților pentru a găsi clivaje care au fost exacerbate în clivaje coloniale.
- Abordarea ideologică care se concentrează pe republicanism în Statele Unite.[407] Republicanismul dicta să nu existe regalitate, aristocrație sau biserică națională, dar permitea perpetuarea dreptului comun britanic, pe care avocații și juriștii americani îl înțelegeau, îl aprobau și îl foloseau în practica lor de zi cu zi. Istoricii au examinat modul în care profesiunea juridică americană emergentă a adoptat dreptul comun britanic pentru a încorpora republicanismul prin revizuirea selectivă a practicilor legale și prin introducerea mai multor opțiuni pentru instanțe.[408][409]

## Comemorări ale Războiului de Independență
După emiterea primei mărci poștale americane în 1849, Poșta SUA a emis frecvent timbre comemorative care celebrau diferite persoane și evenimente ale Războiului de Independență. Avea însă să treacă peste de ani de la independență până când s-a emis un timbru care comemorează războiul în sine. Primul astfel de timbru a fost emisiunea „Liberty Bell” din 1926.

Timbre selectate:
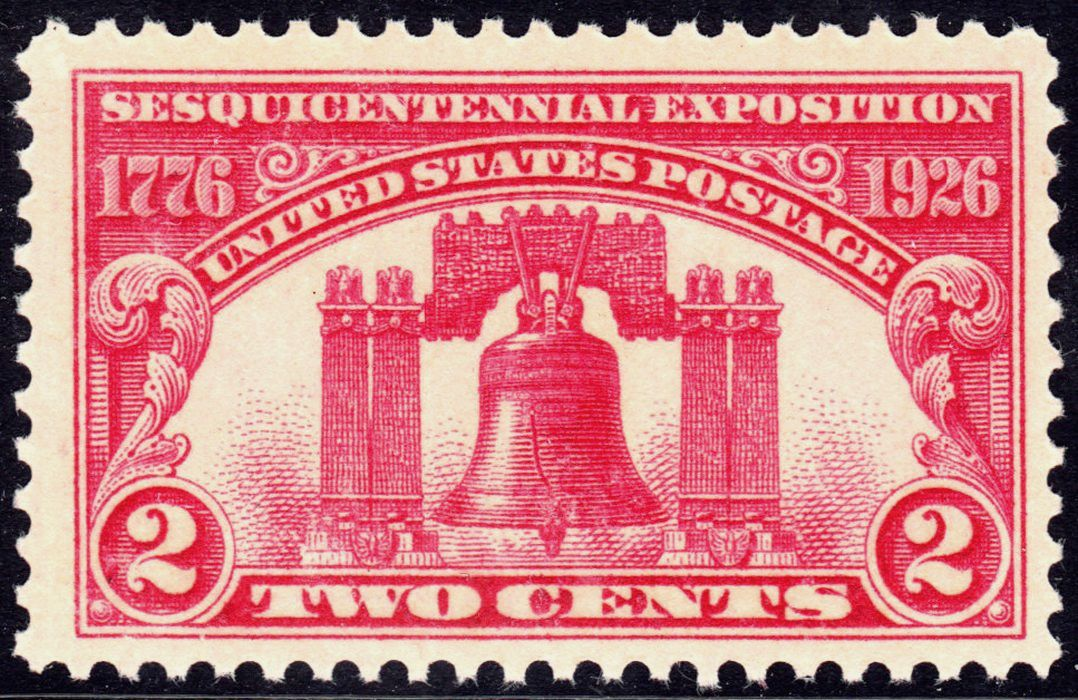
Timbrul Clopotul Libertății, emis la a 150-a aniversare a independenței SUA în 1926
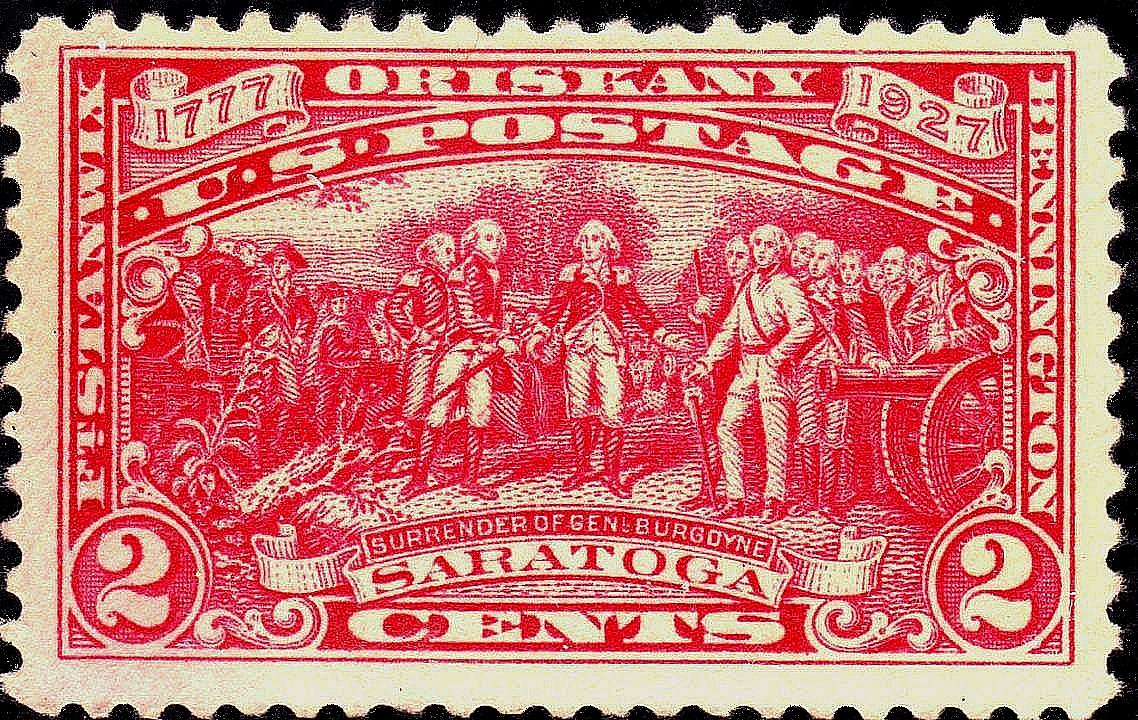
Timbru cu ocazia aniversării a 150 de ani de la bătăliile de la Saratoga cu capitularea lui Burgoyne, emis în 1927
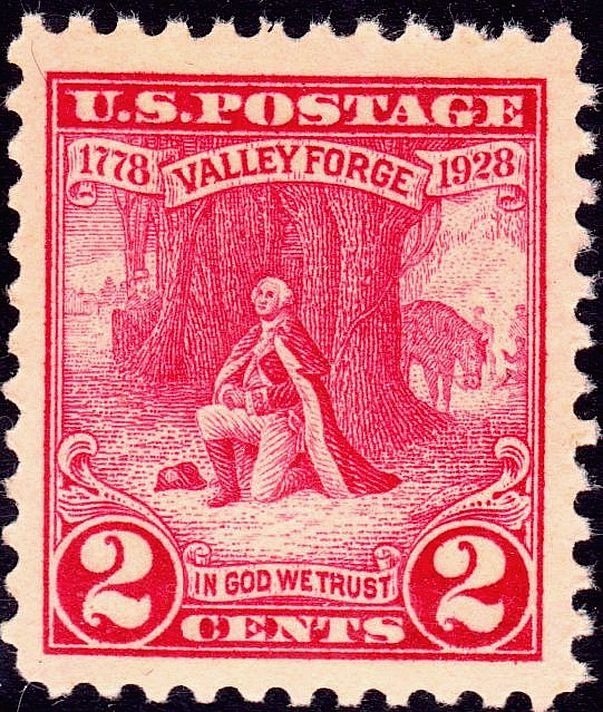
Timbrul Washington rugându-se la Valley Forge⁠(d), emis în 1928
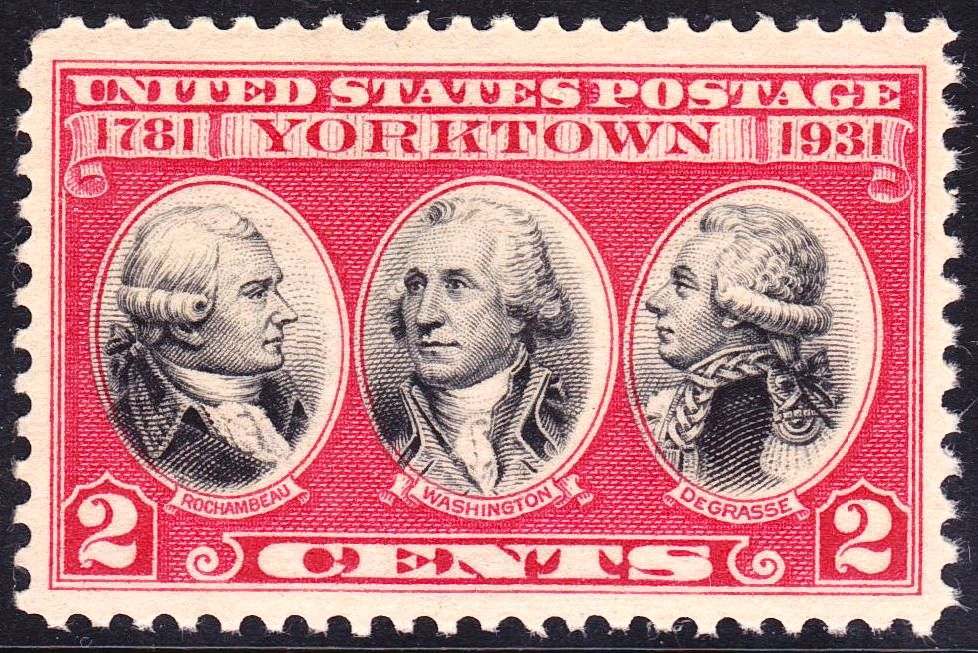
Timbru cu ocazia aniversării a 150 de ani de la asediul Yorktownului⁠(d) cu Rochambeau⁠(d), Washington, și de Grasse⁠(d), emis în 1931